# Repubbliche marinare
Le repubbliche marinare sono state alcune città portuali italiane che, a partire dal Medioevo, godettero, grazie alle proprie attività marittime, di autonomia politica e di prosperità economica.
Tale definizione, nata nell'Ottocento, è in genere riferita a quattro città italiane, i cui stemmi sono riportati dal 1947 nelle bandiere della Marina Militare e della Marina Mercantile: Amalfi, Genova, Pisa e Venezia. Tuttavia, oltre alle quattro più note, sono considerate repubbliche marinare anche Ancona, Gaeta, la piccola Noli e, in Dalmazia, Ragusa; in certi momenti storici esse ebbero un'importanza non secondaria rispetto ad alcune di quelle più conosciute.
Le repubbliche marinare furono importanti non solo per la storia della navigazione e del commercio: oltre a preziose merci altrimenti introvabili in Europa, nei loro porti arrivavano anche nuove idee artistiche e notizie su paesi lontani.
Durante lo scorrere dei secoli, le repubbliche marinare, sia le più note, sia le meno note ma non sempre meno importanti, vissero altalenanti fortune, che misero in luce ora l'una, ora l'altra città. Nel IX e nel X secolo, tale fenomeno ebbe inizio con Amalfi e Gaeta, che presto raggiunsero il loro periodo di massimo splendore. Intanto Venezia iniziava la sua ascesa graduale, mentre le altre città vivevano ancora la lunga gestazione che le avrebbe portate all'autonomia e a dar seguito alla loro vocazione marinara.
Dopo l'XI secolo, Amalfi e Gaeta declinarono rapidamente, mentre Genova e Venezia divennero le repubbliche più potenti, seguite da Pisa, che visse il suo momento più florido nel XIII secolo, e da Ancona e Ragusa, alleate per resistere alla potenza veneziana. Dopo il XIV secolo, mentre Pisa declinava sino a perdere la sua libertà, Venezia e Genova continuarono a dominare la navigazione, seguite da Ragusa e Ancona, che vissero nel XV secolo il loro momento aureo. Nel XVI secolo, con la perdita di autonomia di Ancona, rimasero solo le repubbliche di Venezia, Genova e Ragusa, che vissero ancora momenti di grande splendore sino a metà del Seicento, seguiti da più di un secolo di lenta e dorata decadenza che si concluse con l'invasione napoleonica.

## Periodizzazione della storia delle repubbliche marinare
Nella tabella sottostante si evidenziano i periodi di attività delle varie repubbliche marinare durante lo scorrere dei secoli.
| IX secolo               | X secolo                | XI secolo                                    | XII secolo                                   | XIII secolo                                  | XIV secolo                                   | XV secolo                        | XVI secolo               | XVII secolo              | XVIII secolo             | XIX secolo               |
| ----------------------- | ----------------------- | -------------------------------------------- | -------------------------------------------- | -------------------------------------------- | -------------------------------------------- | -------------------------------- | ------------------------ | ------------------------ | ------------------------ | ------------------------ |
| Amalfi, Gaeta e Venezia | Amalfi, Gaeta e Venezia | Venezia, Genova, Pisa, Ancona, Ragusa e Noli | Venezia, Genova, Pisa, Ancona, Ragusa e Noli | Venezia, Genova, Pisa, Ancona, Ragusa e Noli | Venezia, Genova, Pisa, Ancona, Ragusa e Noli | Venezia, Genova, Ancona e Ragusa | Venezia, Genova e Ragusa | Venezia, Genova e Ragusa | Venezia, Genova e Ragusa | Venezia, Genova e Ragusa |

## Nascita del concetto di "repubbliche marinare"

### Prima dell'unità italiana

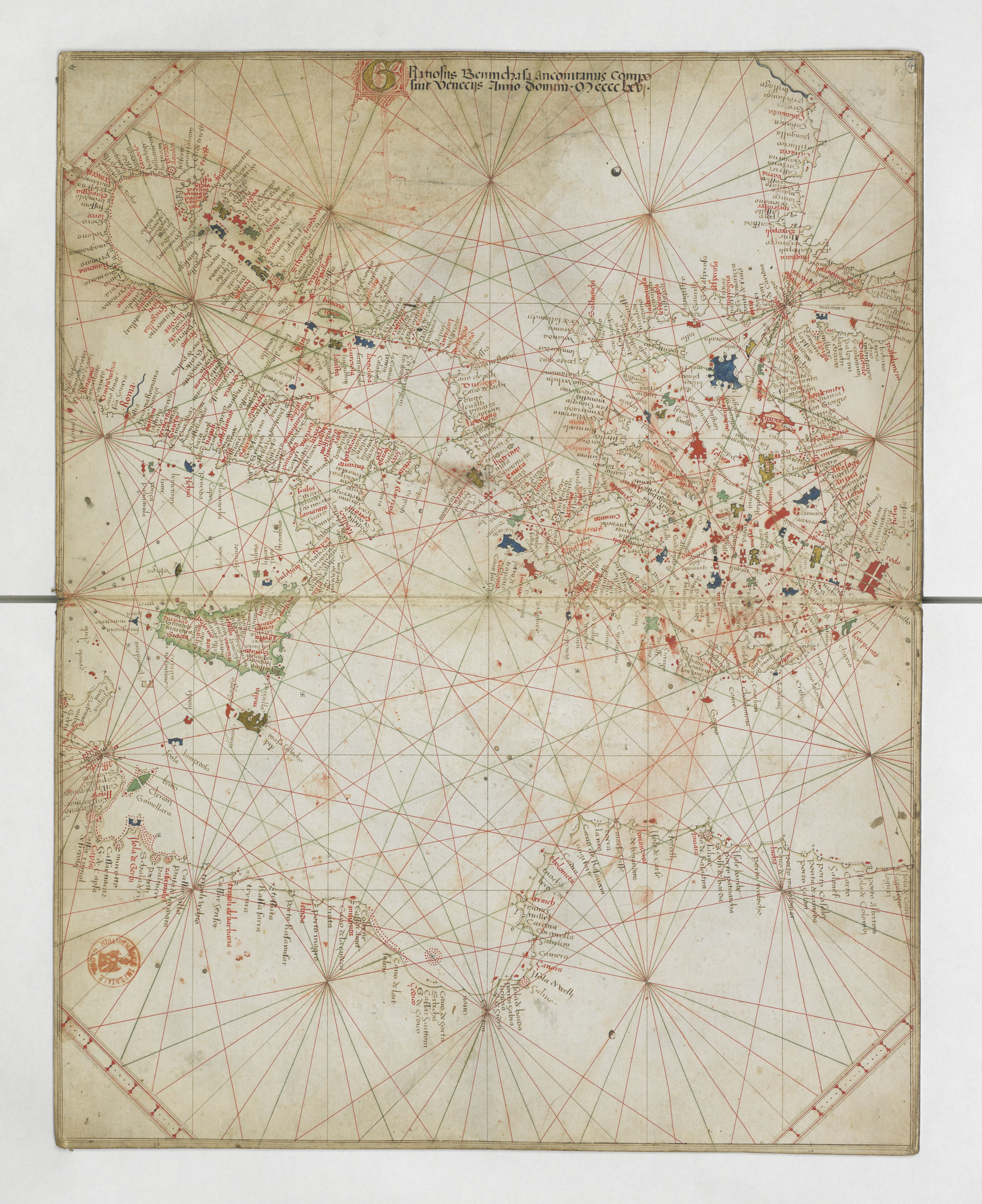
Carta nautica del Mediterraneo Orientale, di Grazioso Benincasa (1466), della scuola cartografica di Ancona.

L'espressione repubbliche marinare è stata coniata dalla storiografia ottocentesca, quasi in coincidenza con la fine dell'ultima di esse: nessuno di questi Stati si è mai autodefinito repubblica marinara. Lo storico che introdusse l'espressione e mise a fuoco il concetto corrispondente fu lo svizzero Simondo Sismondi nel 1807, nell'opera Storia delle repubbliche italiane dei secoli di mezzo. Nel testo di Sismondi le repubbliche marinare erano viste come città dedite soprattutto a lottare tra loro per questioni legate alla propria espansione commerciale, a differenza dei liberi comuni, che invece lottavano insieme contro l'Impero difendendo coraggiosamente la propria libertà.
In Italia, ciò determinò, sino all'unificazione, un giudizio negativo sulle città marinare, perché la loro storia di lotte reciproche appariva in netto contrasto con lo spirito risorgimentale. Unica eccezione fu considerata la difficilissima e infine vittoriosa resistenza di Ancona nell'assedio del 1173, che la città ottenne contro le truppe imperiali di Federico Barbarossa; quella vittoria entrò nell'immaginario nazionale come anticipazione delle lotte dei patrioti italiani contro i dominatori stranieri. L'episodio, però, veniva inserito nell'epopea comunale e non in quella marinara.

### Dopo l'unità italiana

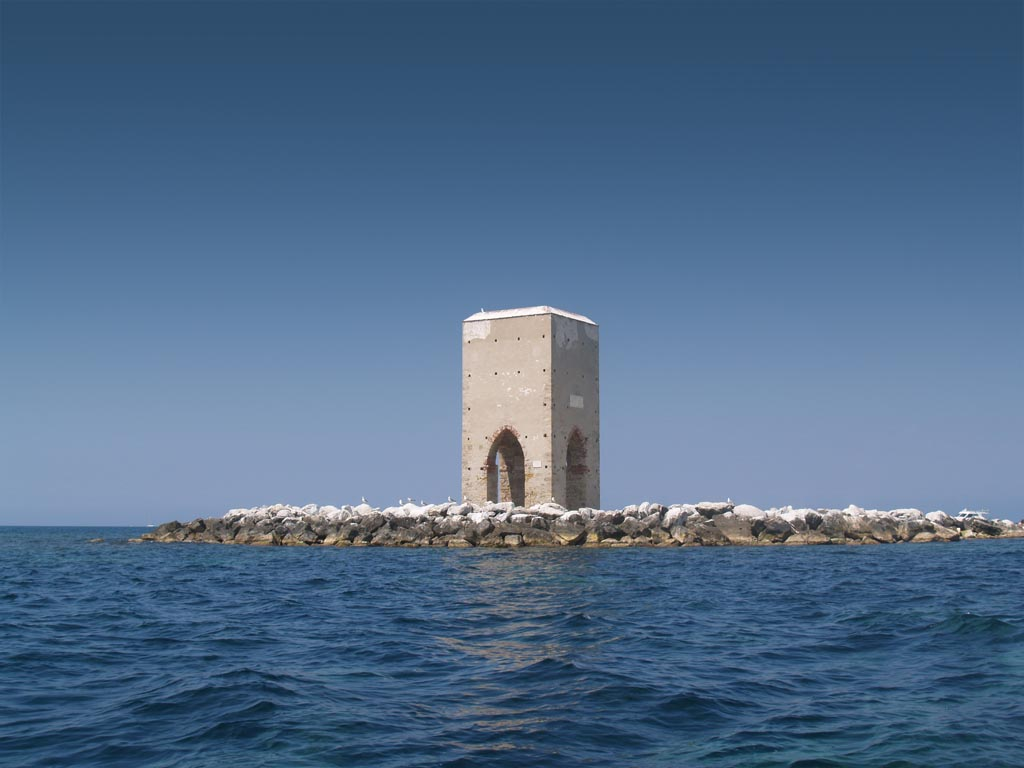
Le Secche della Meloria, teatro della battaglia che vide la flotta di Genova vittoriosa su quella di Pisa.

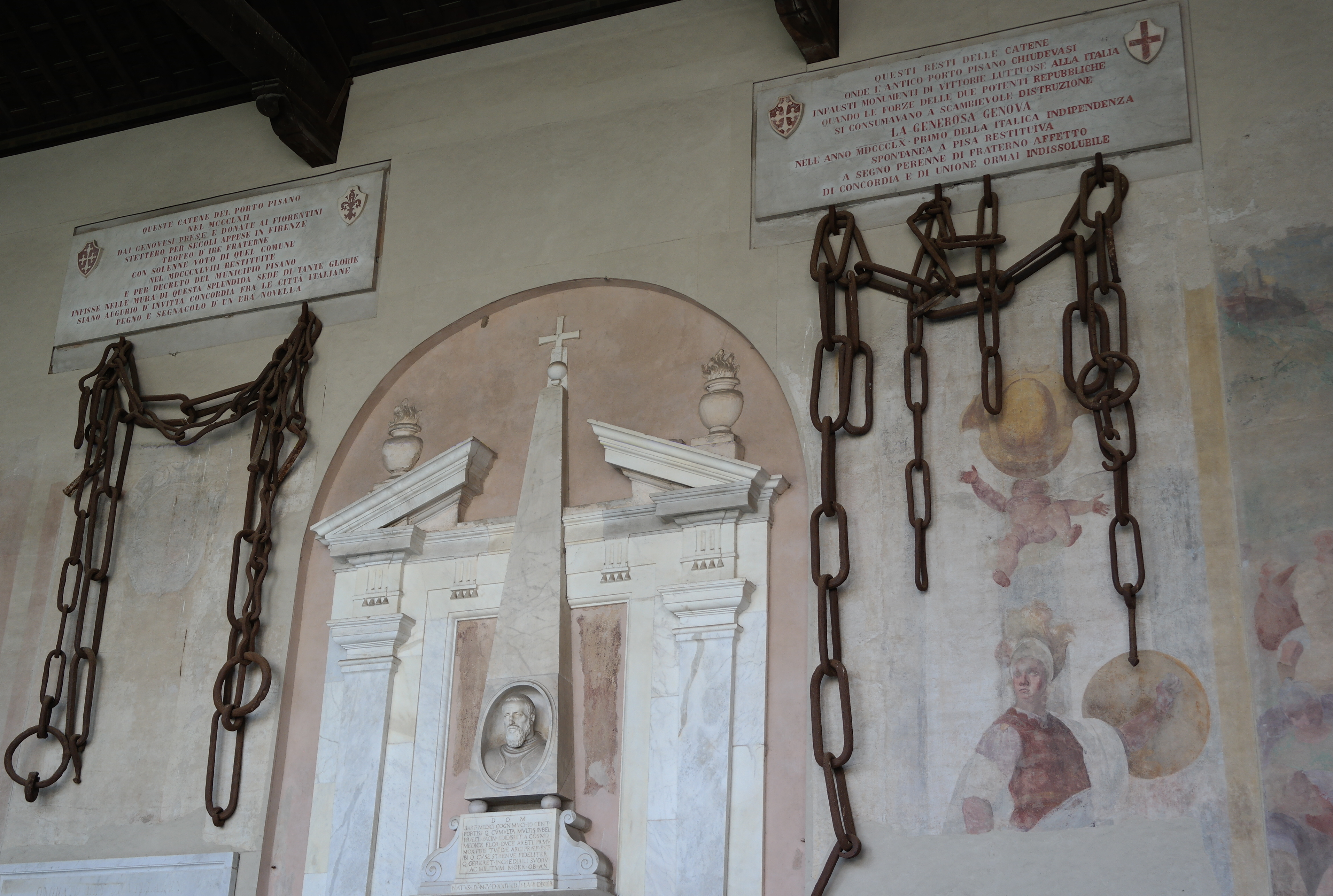
Le catene del porto di Pisa, tolte dai genovesi dopo la battaglia della Meloria e riconsegnate in segno di fratellanza italiana in due momenti diversi del Risorgimento: nel 1848 e nel 1860.

Nei primi decenni dopo l'unificazione italiana, il patriottismo post-risorgimentale alimentava una riscoperta del Medioevo legata a un nazionalismo romantico, in particolare a quegli aspetti che sembravano prefigurare la gloria nazionale e le lotte per l'indipendenza. Il fenomeno delle "repubbliche marinare" venne allora reinterpretato, liberato dal pregiudizio negativo e affiancato alla storia gloriosa dei liberi comuni; si affermò così anche a livello popolare. Celebrando la storia le città marittime italiane, non si considerarono tanto le lotte reciproche, quanto la loro comune intraprendenza marinara. Nella temperie culturale post-unitaria, infatti, si riteneva fondamentale per «la formazione del moderno popolo italiano», ricordare che «in seno alle repubbliche marittime ed ai comuni sorse quella operosità che inaugurò la civiltà novella».
C'è anche da tener presente che nella marina militare italiana, nata subito dopo il raggiungimento dell'unità nazionale e quindi solo nel 1861, c'erano accesi contrasti tra le varie marine pre-unitarie: sarda, toscana, pontificia e napoletana; l'esaltazione dello spirito marinaresco che univa tutte le repubbliche marinare permetteva di mettere in luce una base storica comune, superando le divisioni. Era necessario quindi rimuovere le antiche rivalità e assai significativa a tal proposito fu la riconsegna a Pisa, da parte della città di Genova, delle catene che chiudevano il porto della città toscana, sottratte durante le lotte medievali e restituite nel 1860 in segno di fraterno affetto e di unione ormai indissolubile tra le due città, come si legge nella targa apposta dopo la restituzione.
Nel 1860 ci fu anche l'introduzione nei programmi scolastici dello studio delle repubbliche marinare come fenomeno unitario. Ciò contribuì ulteriormente a rendere il concetto popolare. Nel programma del liceo, si prescriveva infatti, a partire da quell'anno, di affrontare in classe prima le «cagioni del rapido risorgimento del commercio marittimo italiano - Amalfi, Venezia, Genova, Ancona, Pisa» e l'“Assodamento della grande potenza navale italiana”. Per la classe seconda si disponeva che l'insegnante, all'inizio dell'anno, richiamasse alla memoria il periodo «in cui crebbero e fiorirono le repubbliche marittime».
Da quel momento, ogni volta che si sono rinnovati i programmi scolastici, lo studio del fenomeno delle repubbliche marinare venne sempre confermato. Nel 1875 anche nel programma di Storia per gli istituti tecnici si diede seguito all'indicazione ministeriale; si legge infatti nel testo scolastico di Carlo O. Galli che «…fra tutti i popoli d'Europa, quello che nel Medio Evo si levò per primo a grande potenza» nella navigazione fu il popolo italiano e il motivo principale di ciò si attribuisce all'indipendenza di cui godettero «…le repubbliche marittime dell'Italia, tra le quali meritano maggior ricordo Amalfi, Pisa, Genova, Ancona, Venezia, Napoli e Gaeta».
Nel 1895 il marinaio Augusto Vittorio Vecchi, fondatore della Lega Navale Italiana e più noto come scrittore con lo pseudonimo di Jack la Bolina, scrisse una Storia generale della marina militare, che ebbe larga diffusione e in cui si rievocano le imprese militari delle città marinare in ordine cronistorico di origine e di decadimento, da Amalfi per Pisa, Genova ed Ancona a Venezia.
Si noti che gli elenchi delle città marinare annoverano cinque repubbliche nei programmi scolastici del 1860 e nel testo del 1875 (Amalfi, Venezia, Genova, Ancona e Pisa), mentre nel testo del 1895 se ne citano sette tra quelle principali, aggiungendo Napoli e Gaeta, limitatamente al periodo antecedente la dominazione normanna. Tutti i testi, comunque, citano due oppure tre repubbliche marinare maggiori: Genova e Venezia, o Genova, Venezia e Pisa.
Mancava però ancora una storia della marina italiana che non si limitasse a quella militare; fu Camillo Manfroni, nel 1899, a scriverla. Nel suo testo, lo storico identificò la fase più gloriosa della storia marinara italiana con il periodo delle repubbliche marinare. Sul finire dell'Ottocento, il mito di queste città dedite alla navigazione era in questo modo consolidato e consegnato al XX secolo.

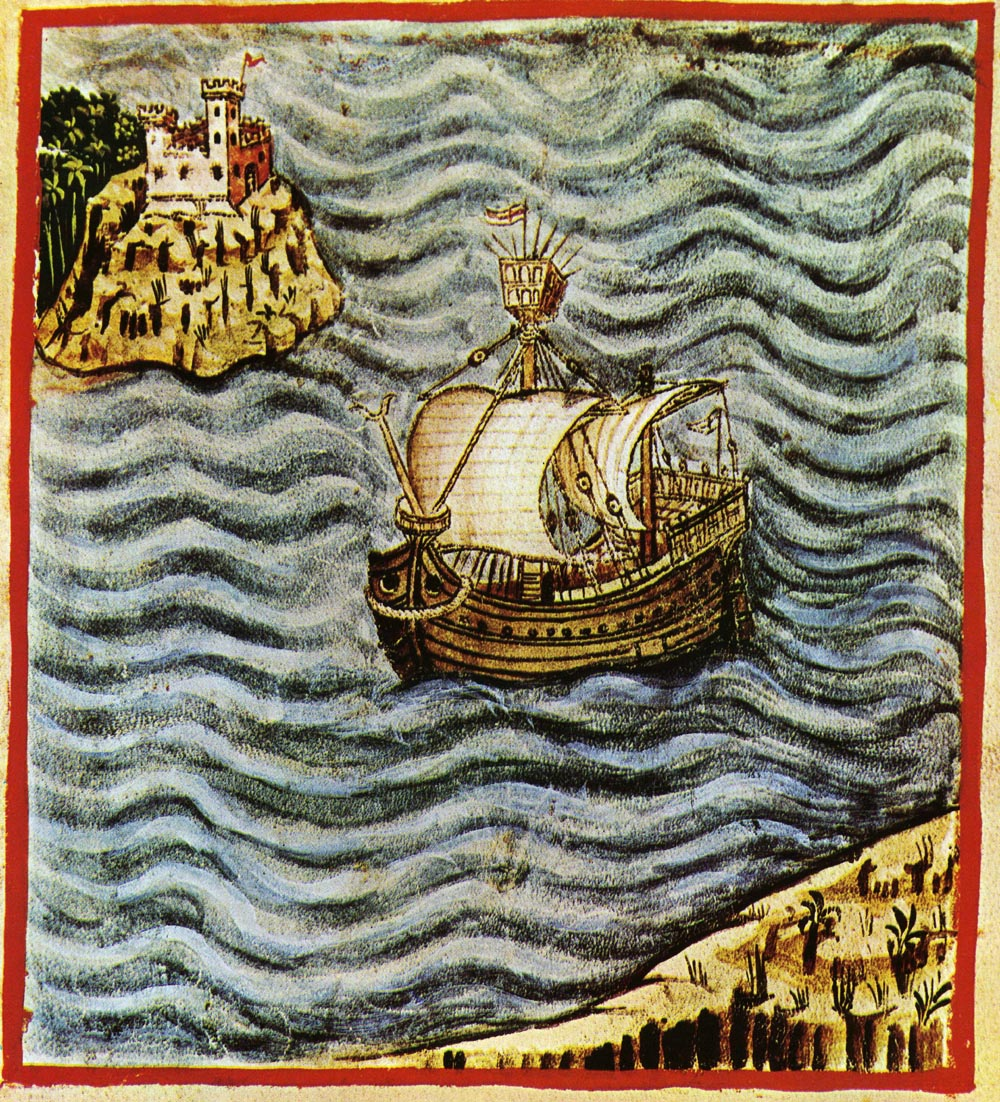
Veliero del XIV secolo, da un tacuinum sanitatis.

### Nel Novecento
Il numero "quattro", che spesso ricorre associato alle repubbliche marinare, come si vede non è originario; esisteva invece un elenco breve, limitato a due (Genova e Venezia) o tre città (Genova, Venezia e Pisa) e un elenco lungo, che comprendeva anche Ancona, Amalfi e Gaeta.
Determinante per la diffusione dell'elenco a quattro repubbliche marinare fu una pubblicazione del capitano Umberto Moretti, che aveva ricevuto dalla Regia Marina, nel 1904, l'incarico di scrivere la storia marittima di Amalfi; il volume uscì con un titolo assai significativo: “La prima repubblica marinara d’Italia”. Da quel momento il nome di Amalfi si affiancò definitivamente a quello delle altre repubbliche dell'elenco breve, equilibrando con la sua presenza lo sbilanciamento verso il centro-nord del paese.
Negli anni trenta del Novecento si consolidò così un elenco ridotto, composto di soli quattro nomi: Amalfi, Pisa, Genova e Venezia; ciò portò, infine, all'inserimento dei simboli delle quattro città nella bandiera della marina italiana. Il vessillo, approvato nel 1941, a causa della guerra fu poi adottato solo nel 1947. Nel 1955 le quattro città rappresentate nella bandiera della marina diedero vita alla suggestiva regata delle Antiche Repubbliche Marinare.
Solo nel 1967, con l'uscita del testo di Armando Lodolini Le repubbliche del mare, venne ripreso l'elenco lungo delle repubbliche marinare — Amalfi, Pisa, Genova, Venezia, Ancona, Gaeta — alle quali si aggiunse anche la dalmata Ragusa. Per quanto poi riguarda Noli, solo negli ultimi decenni si è messa a fuoco la sua natura di piccola repubblica marinara, prima affermata solo a livello accademico.
Nel 2000, il presidente della Repubblica Ciampi riassunse il ruolo svolto nella Storia dalle repubbliche marinare con queste parole:
(Carlo Azeglio Ciampi)

## Descrizione

### Fattori caratterizzanti

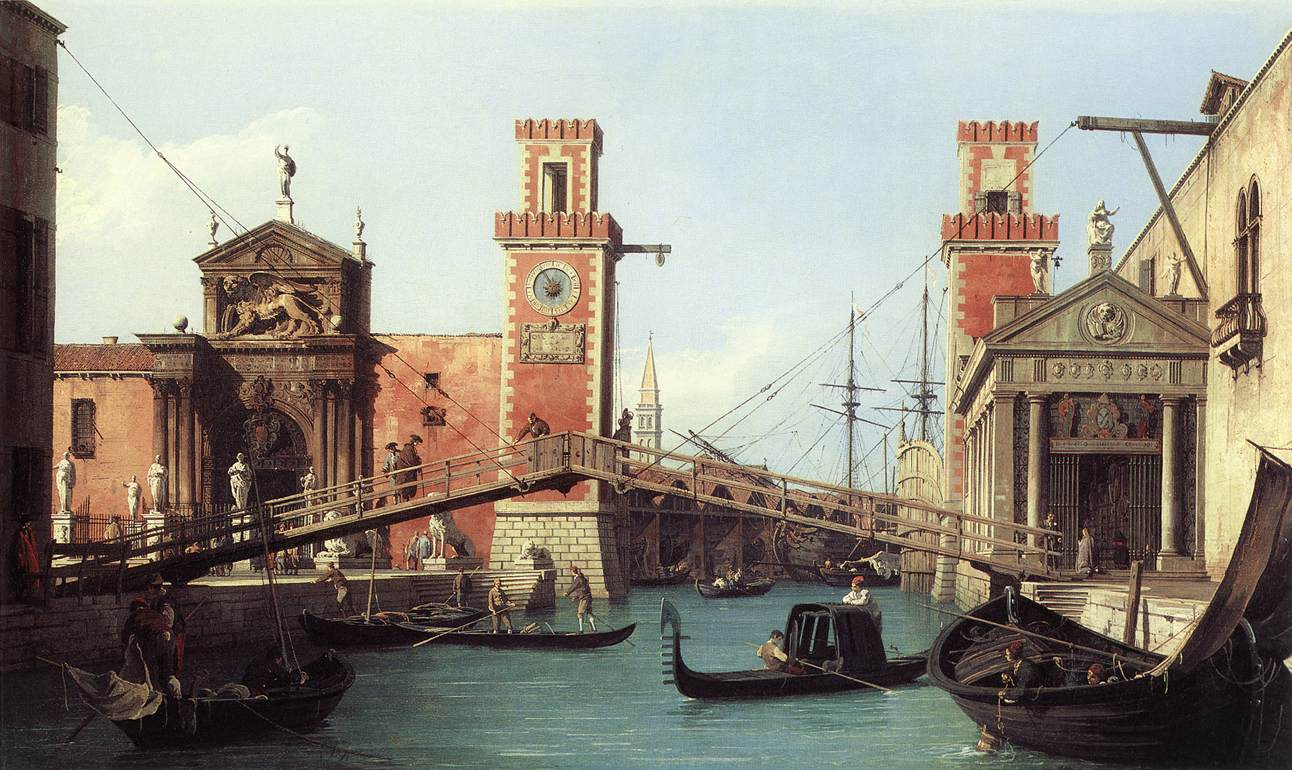
Le repubbliche marinare costruivano le navi loro occorrenti nei propri arsenali. Qui l'Arsenale di Venezia.

Gli elementi che caratterizzarono una repubblica marinara furono:
- l'indipendenza (de iure e/o de facto);
- il nascere e costituirsi come città-stato, salvo poi eventualmente espandersi maggiormente;
- l'autonomia, l'economia, la politica e la cultura basate essenzialmente sulla navigazione e sugli scambi marittimi;
- il possesso di una flotta di navi, costruite nel proprio arsenale;
- la presenza nei porti mediterranei di propri fondachi;[25][26] e consoli del mare;[27][28]
- la presenza nel proprio porto di fondachi e consoli del mare di città e Paesi stranieri;
- l'uso di una moneta propria riconosciuta ed accettata in tutto il Mediterraneo[29]
- l'uso di proprie leggi marittime;[30]
- governo di carattere repubblicano oligarchico[31];
- la partecipazione alle crociate e/o alla repressione della pirateria.

### Origini, affermazione e durata

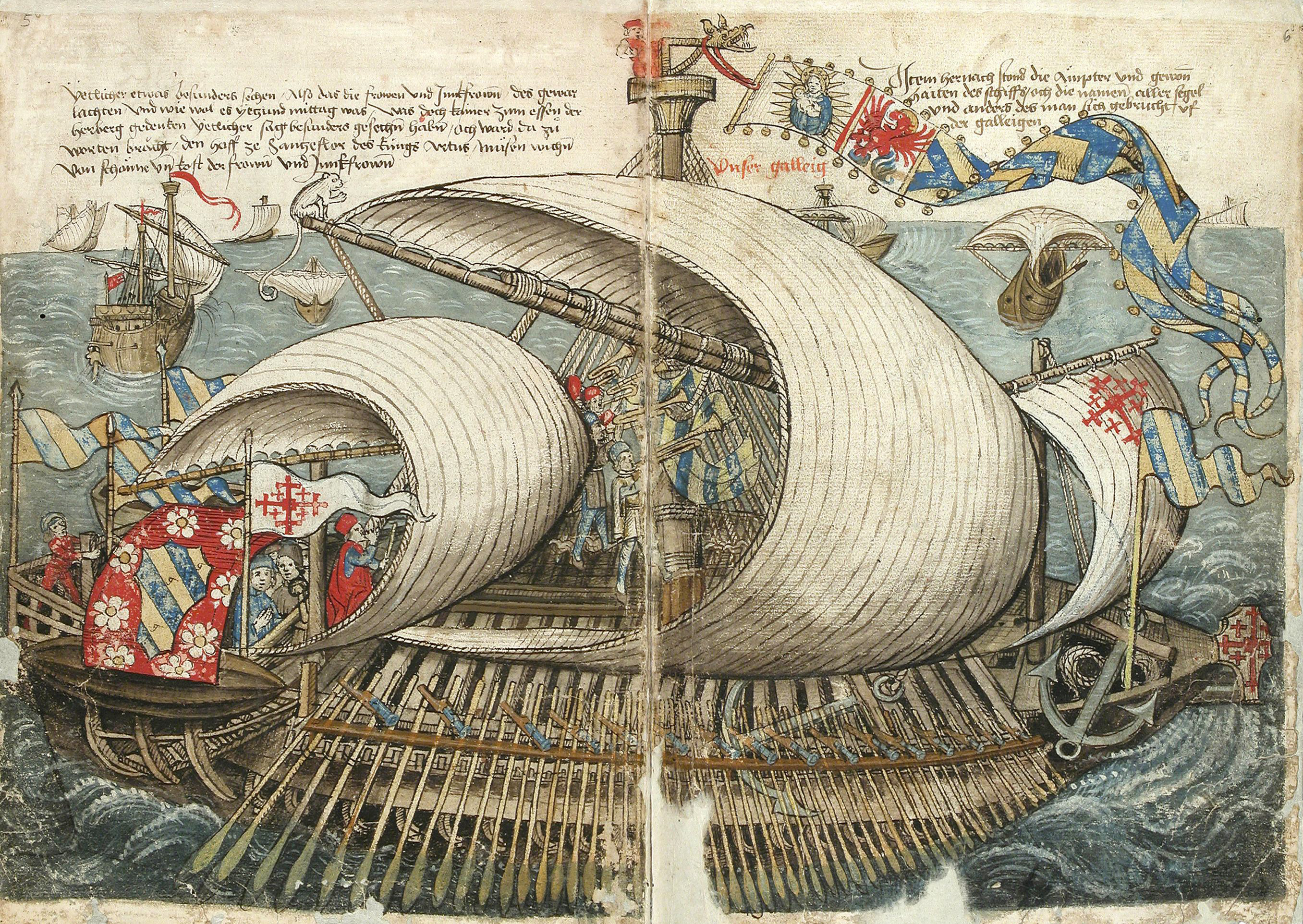
Galea che trasporta pellegrini in Terrasanta - dal diario di viaggio di Conrad Grünenberg.

La ripresa economica che si ebbe in Europa a partire dal IX secolo, abbinata all'insicurezza delle vie di comunicazione terrestri, fece sì che le principali rotte commerciali si sviluppassero lungo le coste del mar Mediterraneo: in questo contesto, e data la crisi dei poteri centrali, alcune città portuali furono in grado di acquisire sempre maggiore autonomia, fino a ricoprire un ruolo di primo piano nello scenario europeo.
Interessante notare che ben sei di esse - Amalfi, Venezia, Gaeta, Genova, Ancona e Ragusa - iniziarono la propria storia di autonomia e mercatura dopo essere state quasi distrutte da un terribile saccheggio, oppure furono fondate da profughi di terre devastate;. Queste città, esposte alle incursioni dei pirati e trascurate dai poteri centrali, organizzarono in modo autonomo la propria difesa, accoppiando l'esercizio del commercio marittimo a quello della sua protezione armata furono poi in grado, nei secoli IX, X e XI, di passare all'offensiva, ottenendo numerose vittorie contro i saraceni, a partire dalla storica battaglia di Ostia dell'849. I traffici di queste città raggiungevano l'Africa e soprattutto l'Asia, inserendosi efficacemente tra la potenza marittima bizantina e quella islamica, con le quali si stabilì un rapporto complesso di competizione e di collaborazione per il controllo delle rotte mediterranee.
Ognuna di esse fu favorita dalla propria posizione geografica, lontana dalle principali vie di passaggio degli eserciti e protetta da monti o lagune, che la isolò e le permise di dedicarsi indisturbata ai traffici marittimi. Tutto ciò portò a una graduale autonomia amministrativa e, in alcuni casi, a una vera e propria indipendenza dai poteri centrali, i quali da tempo non riuscivano più a controllare le province periferiche: l'Impero bizantino, il Sacro Romano Impero, lo Stato Pontificio.
È inoltre importante ricordare che le forme di indipendenza che si vennero a creare in queste città furono varie, e tra esse stenta a orientarsi il moderno modo di considerare i rapporti politici, che distingue nettamente tra autonomia amministrativa e libertà politica. Per questo motivo, nella sottostante tabella le date relative all'indipendenza sono due: una si riferisce alla libertà di fatto acquisita, l'altra a quella di diritto.
| Città   | Stemma | Bandiera | Motto, moneta e codice marittimo | Inizio dell'indipendenza | Stato precedente                | Fine dell'indipendenza                                                                          | Durata dell'indipendenza                         | Stato successivo                             |
| ------- | ------ | -------- | --- | --- | ------------------------------- | ----------------------------------------------------------------------------------------------- | ------------------------------------------------ | -------------------------------------------- |
| Amalfi  |        |          | motto: Descendit ex patribus romanorum moneta: tarì codice: Tavole amalfitane (XI sec.) | de facto: 839 (acquisizione della libertà) | Impero bizantino                | 1131 (in seguito alla guerra tra il papa Innocenzo II e Ruggero II di Sicilia)                  | de facto: 3 secoli                               | Regno di Sicilia                             |
| Genova  |        |          | motti: Respublica superiorem non recognoscens; Pe Zena e pe San Zòrzo; Griphus ut has angit, sic hostes Ianua frangit. moneta: genovino codice: Regulae et ordinamenta officii gazariae (1441) | de facto: 958, (con la concessione di Berengario II); de iure: 1096 (con la Compagna Communis)                                                                                              | Regno d'Italia                  | 1797 (con la Campagna d'Italia)                                                                 | de facto: 8 secoli de iure: 7 secoli             | Repubblica Ligure                            |
| Pisa    |        |          | motto: Urbis me dignum pisane noscite signum moneta: aquilino o grosso pisano codice: Constitutum usus (1160) e Breve curia maris (1297)                                                       | de facto: XI secolo (graduale acquisizione della libertà | Regno d'Italia                  | 1406 (occupazione militare fiorentina)                                                          | de facto: 4 secoli de iure: 3 secoli             | Repubblica fiorentina                        |
| Venezia |        |          | motti: Pax tibi, Marce, evangelista meus; Viva San Marco! moneta: zecchino o ducato codice: Capitolare nauticum (1225)                                                                         | de facto: acquisita gradualmente, dopo il crollo dell'Esarcato di Ravenna nel 751, 840 (Pactum Lotharii), 1122-1126 (Guerra tra Venezia e Bisanzio) de iure: 1141-1143 (Commune Veneciarum) | Impero bizantino                | 1797 (Trattato di Campoformio)                                                                  | de facto: circa 9 secoli de iure: 6 secoli e 1/2 | Arciducato d'Austria                         |
| Ancona  |        |          | motti: Ancon dorica civitas fidei moneta: agontano codice: Statuti del mare (1387) | de facto: XI secolo (graduale acquisizione della libertà) | Regno d'Italia Stato Pontificio | 1532 (occupazione militare pontificia)                                                          | de facto: 5 secoli                               | Stato Pontificio                             |
| Gaeta   |        |          | moneta: follaro codice: parte degli Statuti di Gaeta (1356) | de facto: 839 (acquisizione della libertà) | Impero bizantino                | 1140 (annessione al Regno normanno)                                                             | de facto: 3 secoli                               | Regno di Sicilia                             |
| Noli    |        |          | codice:Statuti di Noli (XII sec.) | de facto: 1192(nascita del libero comune); de iure: 1196 (conferma dei diritti da parte di Enrico VI di Svevia)                                                                             | Regno d'Italia                  | XV secolo (fine delle attività marinare) 1797 (fine della repubblica, con la Campagna d'Italia) | rep. marinara: 2 secoli repubblica: 6 secoli     | Repubblica Ligure                            |
| Ragusa  |        |          | motto: Non bene pro toto libertas venditur auro moneta: denominazioni varie codice: due volumi del Liber statutorum (1272)                                                                     | de facto: XI secolo (graduale acquisizione della libertà) | Impero bizantino                | 1808 (con la Pace di Presburgo)                                                                 | de facto: 8 secoli                               | Province illiriche del Primo Impero francese |

Dal punto di vista istituzionale, coerentemente con la loro origine comunale, le città marinare erano delle repubbliche oligarchiche, generalmente rette, in maniera più o meno dichiarata, dalle principali famiglie mercantili: i governi erano dunque espressione del ceto mercantile, che costituiva il nerbo della loro potenza; per questo, a volte, ci si riferisce a tali città col termine più generico di "repubbliche mercantili". Esse erano dotate di un articolato sistema di magistrature, dalle competenze a volte complementari, a volte sovrapposte, che nei secoli mostrò una decisa tendenza a modificarsi — non senza un certo grado di instabilità — e ad accentrare il potere: così il governo divenne privilegio della nobiltà mercantile a Venezia (dal 1297) e del duca ad Amalfi (dal 945). Tuttavia anche Gaeta, che non ebbe mai ordinamenti repubblicani, e Amalfi, che divenne ducato nel 945, sono dette repubbliche marinare, in quanto il termine repubblica non va inteso nel significato moderno: fino a Machiavelli e a Kant, "repubblica" era sinonimo di "Stato", e non era contrapposto a monarchia.
Le Crociate offrirono l'occasione di espandere i commerci: Amalfi, Genova, Venezia, Pisa, Ancona e Ragusa erano già impegnate nel commercio con il Levante, ma con le Crociate migliaia di abitanti delle città marinare si riversarono in Oriente, creando fondachi, colonie e stabilimenti commerciali. Essi esercitarono una grande influenza politica a livello locale: i mercanti italiani costituivano infatti, nei centri sede dei loro affari, associazioni di categoria con lo scopo di ottenere dai governi stranieri privilegi giurisdizionali, fiscali e doganali.
Solo Venezia, Genova e Pisa ebbero un'espansione territoriale oltremare, ossia possedettero ampie regioni e numerose isole lungo le coste mediterranee; Genova e Venezia arrivarono inoltre a dominare anche tutta la propria regione e parte di quelle confinanti, diventando capitali di Stati regionali; Venezia fu poi l'unica a dominare territori assai lontani dalla costa, sino a occupare la Lombardia orientale. Amalfi, Gaeta, Ancona, Ragusa e Noli estesero invece il proprio dominio solo a una parte del territorio della propria regione, configurandosi come città-stato; tutte le repubbliche ebbero comunque proprie colonie e fondachi nei principali porti mediterranei, tranne Noli, che usufruiva di quelli genovesi.
Se premessa alla nascita delle repubbliche mercantili era stata l'assenza di una forte autorità centrale, la loro fine fu viceversa dovuta all'affermazione di un potente Stato centralizzato: solitamente l'indipendenza poteva durare finché il commercio era in grado di assicurare prosperità e ricchezza, ma quando queste cessavano, s'innescava un declino economico terminante con l'annessione, non necessariamente violenta, a uno Stato forte e organizzato.
La longevità delle varie repubbliche marinare fu molto varia: Venezia ebbe la più lunga vita, dall'Alto Medioevo all'Età napoleonica; anche Genova e Ragusa ebbero storia lunghissima, dal Mille all'Età napoleonica; Noli durò altrettanto, ma smise di commerciare già nel XV secolo. Pisa e Ancona ebbero una vita comunque lunga, restando indipendenti sino al Rinascimento. Amalfi e Gaeta furono invece le prime a cadere, conquistate dai Normanni nel XII secolo.

#### Numero delle repubbliche marinare nei secoli
Come evidenziato nella tavola cronologica seguente, il numero delle repubbliche marinare si è modificato nel corso dei secoli, nel seguente modo:
- IX-X secolo: ci sono solo tre repubbliche marinare, ossia Amalfi, Gaeta e Venezia;
- XI secolo: nei primi decenni si aggiungono anche Ancona, Genova, Pisa e Ragusa: si arrivano a contare sette repubbliche marinare;
- XII secolo: fine dell'indipendenza di Amalfi e di Gaeta; a metà secolo rimangono cinque repubbliche marinare. A fine secolo inizia la storia marinara di Noli.
- XIII-XIV secolo: dopo le trasformazioni del secolo precedente, sono sei le repubbliche marinare attive;
- XV secolo: con la perdita dell'indipendenza di Pisa e con la fine dell'attività marinara di Noli, rimangono quattro repubbliche marinare, ossia Ancona, Genova, Ragusa, Venezia;
- XVI-XVIII secolo: con la perdita dell'autonomia di Ancona, rimangono attive le tre repubbliche marinare più longeve: Genova, Ragusa e Venezia.

#### Periodi aurei, di ascesa, di declino
La tabella seguente mette a confronto la diversa durata delle repubbliche marinare, i loro periodi aurei (indicati con colori più intensi) i periodi di ascesa e di declino (colori più o meno chiari), tenendo presenti le guerre vinte o perse, le colonie commerciali nel Mediterraneo, la potenza economica, i possedimenti territoriali, i periodi di temporanea sudditanza a potenze estranee. Per Noli è stato usato un colore diverso per indicare il periodo della sua non completa indipendenza. Le date poste all'inizio e alla fine di ogni linea del tempo indicano rispettivamente l'anno di inizio e di fine dell'autonomia; l'eventuale data intermedia indica invece l'anno in cui da indipendenza de facto si passò a indipendenza de iure. Le note, infine, si riferiscono ai periodi di temporanea perdita di libertà.
|         | 0733   | 0766 | 0800 | 0833 | 0866      | 0900 | 0933 | 0966      | 1000     | 1033   | 1066   | 1100     | 1133 | 1166      | 1200   | 1233   | 1266   | 1300   | 1333   | 1366   | 1400   | 1433   | 1466   | 1500   | 1533 | 1566 | 1600 | 1633 | 1666 | 1700   | 1733 | 1766 | 1800 |
| ------- | ------ | ---- | ---- | ---- | --------- | ---- | ---- | --------- | -------- | ------ | ------ | -------- | ---- | --------- | ------ | ------ | ------ | ------ | ------ | ------ | ------ | ------ | ------ | ------ | ---- | ---- | ---- | ---- | ---- | ------ | ---- | ---- | ---- |
| Amalfi  |        |      |      | 839  | Wiki wiki |      |      |           |          | [ 63 ] |        | 1131     |      |           |        |        |        |        |        |        |        |        |        |        |      |      |      |      |      |        |      |      |      |
| Genova  |        |      |      |      |           |      | 958  | Wiki wiki |          |        | 1096   |          |      |           |        |        |        |        | [ 64 ] |        | [ 65 ] | [ 66 ] | [ 67 ] | [ 68 ] |      |      |      |      |      | [ 69 ] |      | 1797 |      |
| Pisa    |        |      |      |      |           |      |      |           | 1000 c.a |        |        | 1081 c.a |      |           |        |        |        |        |        | [ 70 ] | 1406   |        |        | [ 71 ] |      |      |      |      |      |        |      |      |      |
| Venezia | [ 72 ] |      |      | 840  |           |      |      |           |          |        |        |          | 1143 |           |        |        |        |        |        |        |        |        |        |        |      |      |      |      |      |        |      | 1797 |      |
| Ancona  |        |      |      |      |           |      |      |           | 1000 c.a |        |        |          |      |           |        |        |        |        | [ 73 ] | [ 74 ] |        |        |        | 1532   |      |      |      |      |      |        |      |      |      |
| Gaeta   |        |      |      | 839  | Wiki wiki |      |      |           |          | [ 75 ] | [ 76 ] | 1135     |      |           |        |        |        |        |        |        |        |        |        |        |      |      |      |      |      |        |      |      |      |
| Noli    |        |      |      |      |           |      |      |           |          |        |        |          |      | 1192 1196 | [ 77 ] |        |        |        |        |        | [ 78 ] |        |        |        |      |      |      |      |      |        |      | 1797 |      |
| Ragusa  |        |      |      |      |           |      |      |           | 1000 c.a |        |        |          |      |           | [ 79 ] | [ 80 ] | [ 80 ] | [ 80 ] | [ 81 ] |        |        |        |        |        |      |      |      |      |      |        |      |      | 1808 |

### Importanza delle repubbliche marinare

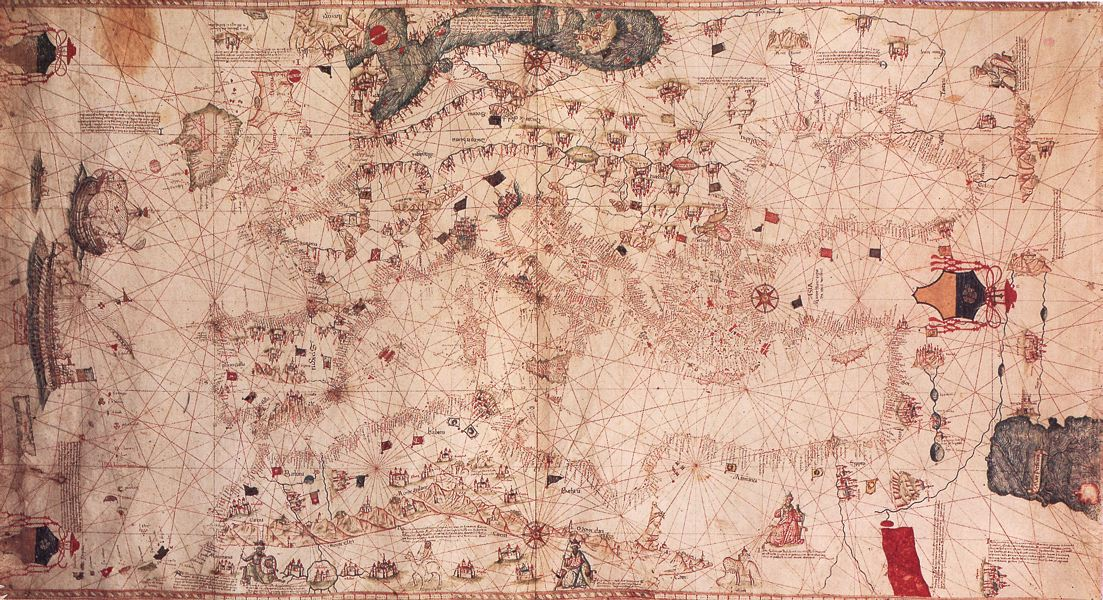
Carta nautica del Mediterraneo di Grazioso Benincasa (1482), della scuola cartografica di Ancona

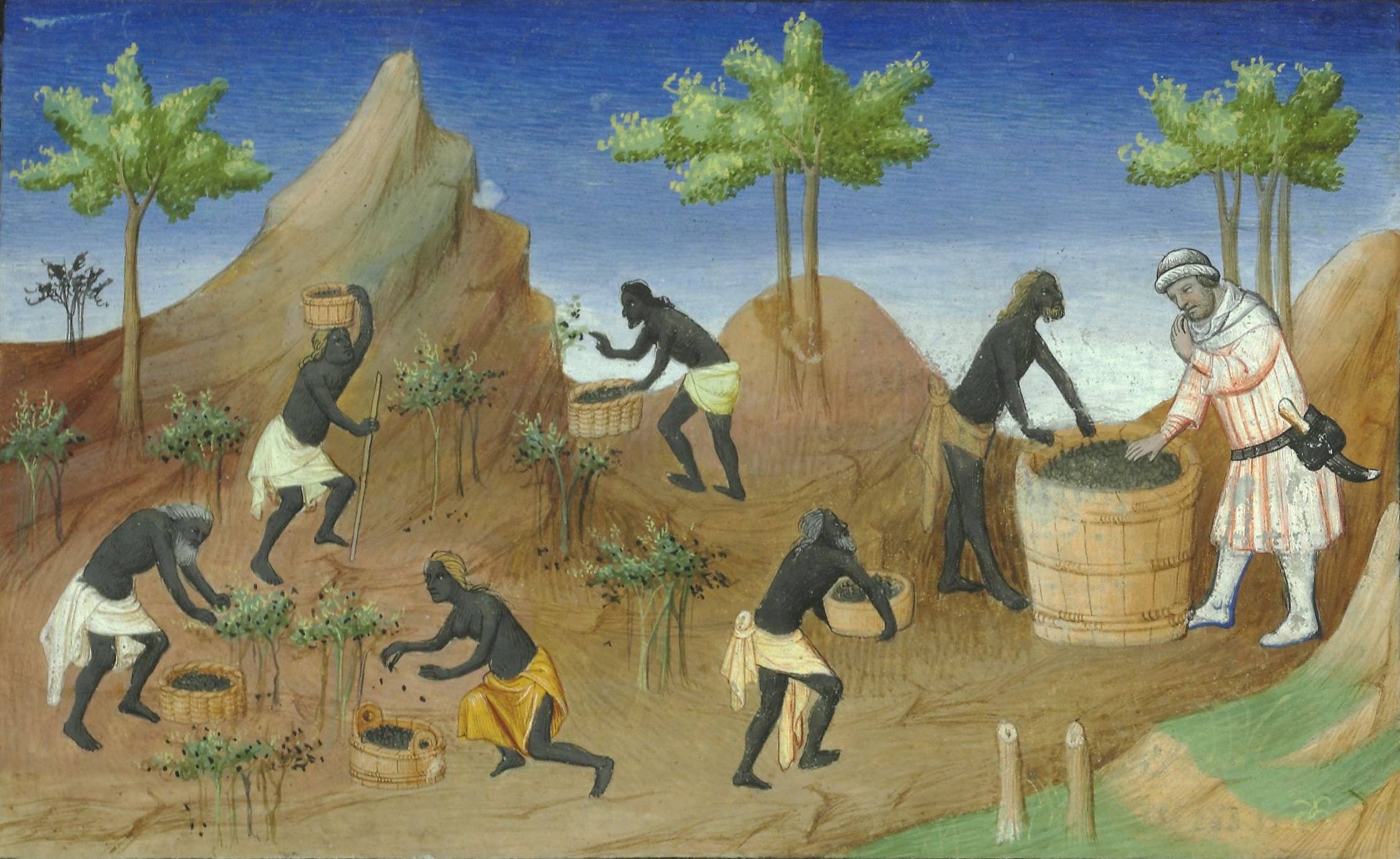
La raccolta del pepe; da Il Milione di Marco Polo, edizione francese del XV secolo

Grazie alle repubbliche marittime si riattivarono i contatti tra l'Europa, l'Asia e l'Africa, quasi interrotti dopo la caduta dell'Impero romano d'Occidente; la loro storia s'intreccia sia con l'avvio dell'espansione europea verso Oriente, sia con le origini del moderno capitalismo, inteso come sistema mercantile e finanziario; in queste città si coniarono monete d'oro, in disuso da secoli, si misero a punto nuove pratiche di cambio e di contabilità: nacquero così la finanza internazionale e il diritto commerciale.
Vennero inoltre incentivati i progressi tecnologici nella navigazione; importanti, al riguardo, il miglioramento e la diffusione della bussola da parte degli amalfitani e l'invenzione veneziana della galea grossa. La navigazione deve molto alle repubbliche marinare anche per ciò che concerne la cartografia nautica: le carte del XIV e nel XV secolo a noi pervenute appartengono tutte alle scuole di Genova, di Venezia e di Ancona.
Dall'Oriente le repubbliche marinare importavano una vasta gamma di merci introvabili in Europa, che poi rivendevano in altre città d'Italia e dell'Europa centrale e settentrionale, creando un triangolo commerciale tra l'Oriente arabo, l'Impero bizantino e l'Italia; sino alla scoperta dell'America furono perciò nodi essenziali degli scambi tra l'Europa e gli altri continenti.
Tra i prodotti più importanti si ricordano:
- medicamenti: aloe, balsamo, zenzero, noce di canfora, laudano, cardamomo, rabarbaro, astragalo;
- spezie: pepe, chiodi di garofano, noce moscata, cannella, zucchero;
- profumi e sostanze odorose da bruciare: muschio, mastice di lentisco, legno di sandalo, incenso, ambra grigia;
- coloranti: indaco, allume, carminio, lacca;
- tessili: seta, lino egiziano, canapa, broccato, velluto, damasco, tappeti;
- prodotti di lusso: pietre preziose, corallo, perle, avorio, porcellana, fili d'oro e d'argento.

Le repubbliche marinare ebbero un notevole impatto sulla storia dell'arte, grazie alla grande prosperità derivante dai commerci, al punto che ben cinque di esse (Amalfi, Genova, Venezia, Pisa e Ragusa) sono inserite nell'elenco dei Patrimoni dell'umanità dell'UNESCO. Se non si può parlare di un'arte marinara, cioè di una corrente artistica comune a tutte e loro esclusiva, un tratto caratterizzante fu la commistione di elementi delle diverse tradizioni artistiche mediterranee, elementi principalmente bizantini, islamici e romanici.
Dalle colonie delle repubbliche marinare discendono, almeno in parte, le attuali comunità italiane all'estero di Grecia, Turchia, Libano, Gibilterra e Crimea, nonché l'isola linguistica dei Tabarchini in Sardegna e l'estinta comunità degli Italiani di Odessa.

## Storia delle singole repubbliche

### Amalfi

Bandiera: croce di Malta

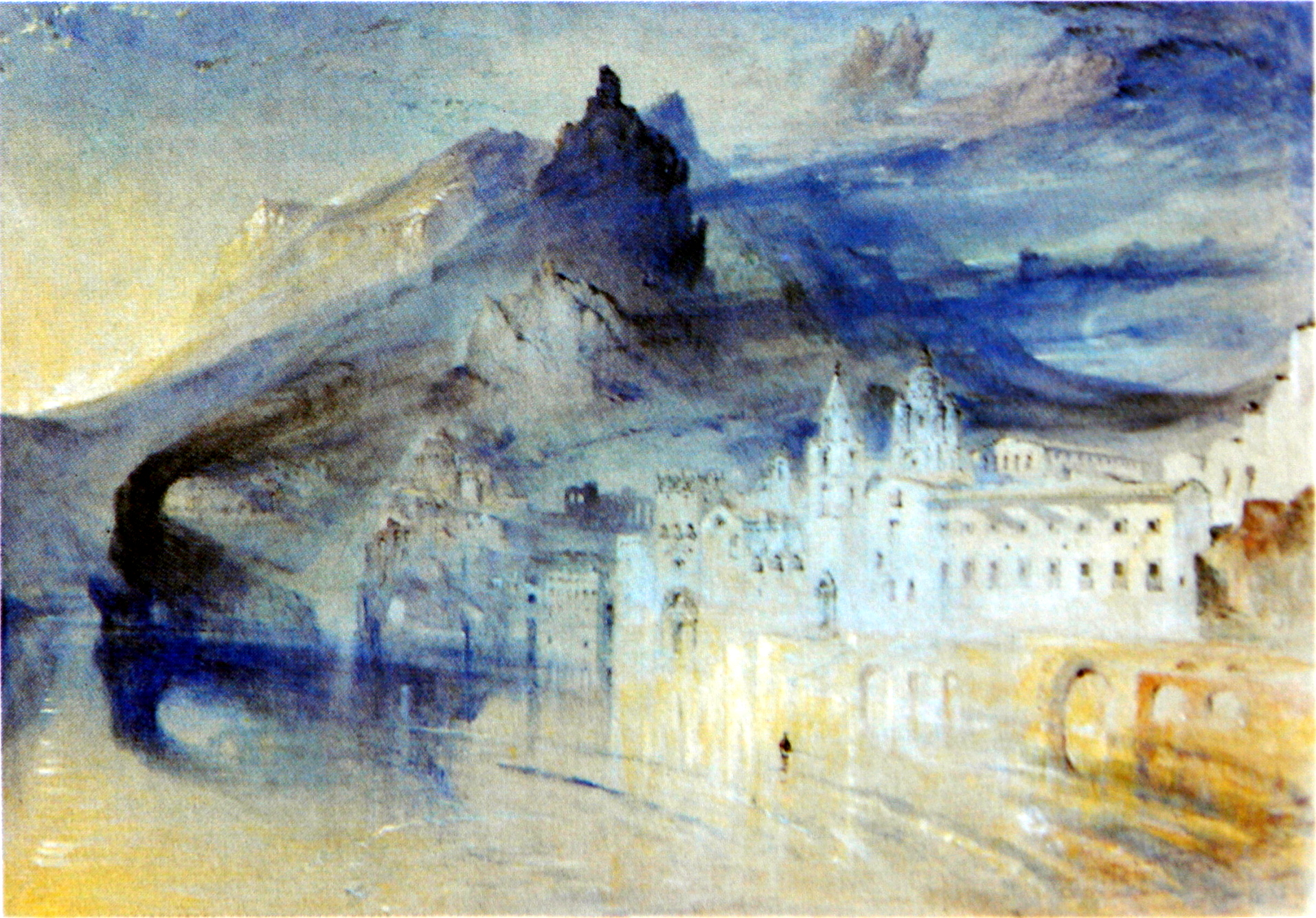
Amalfi in un dipinto di John Ruskin

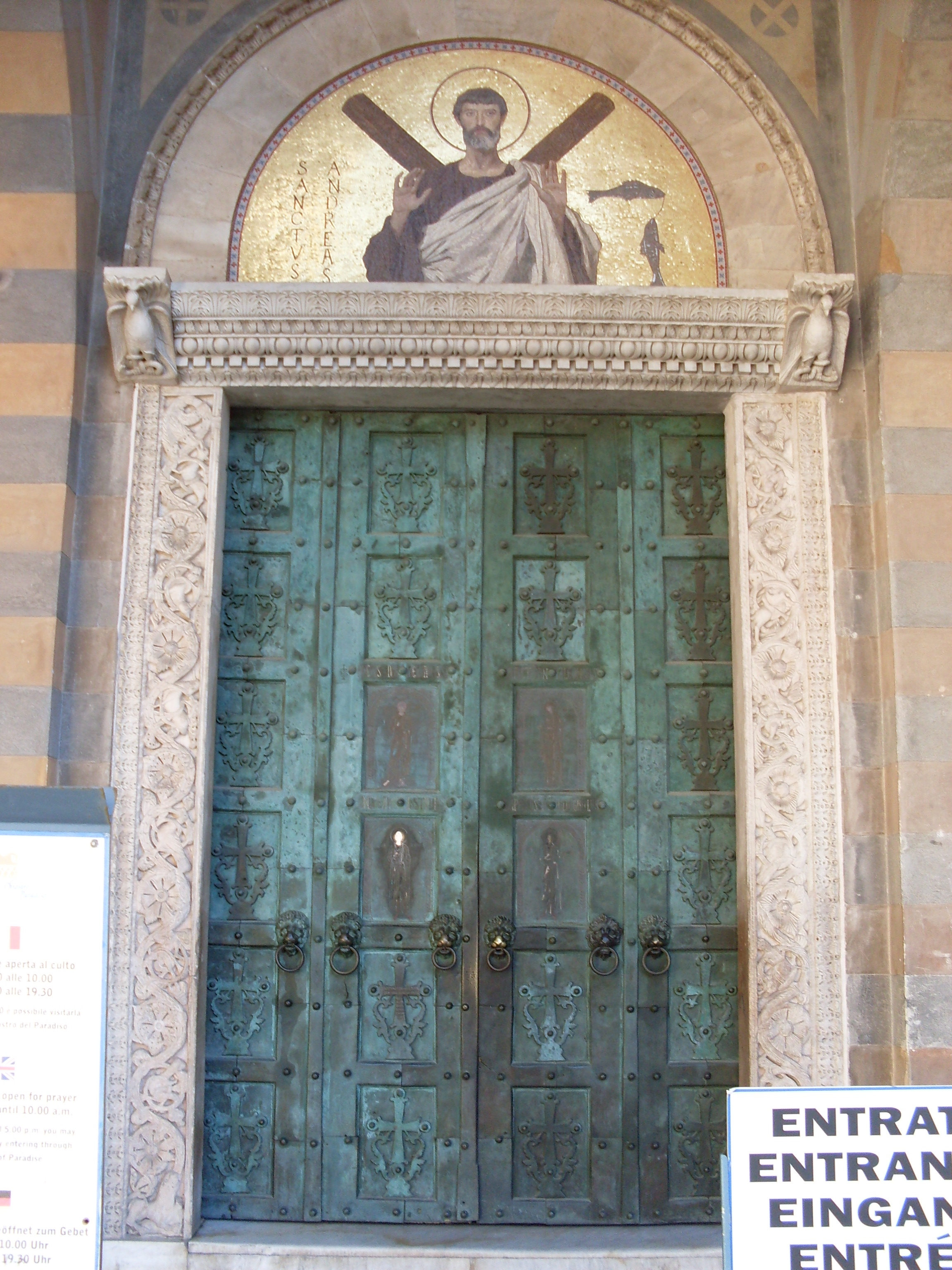
Il portale bronzeo del Duomo di Amalfi (XI sec.)

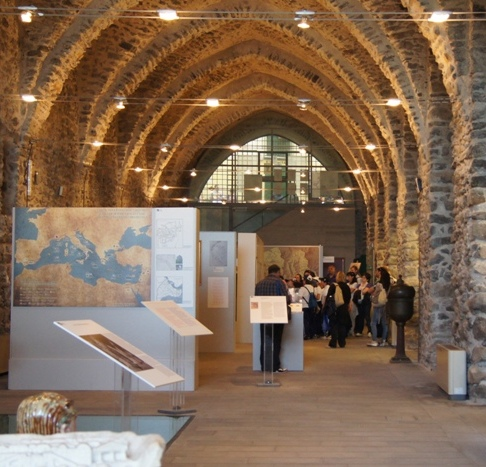
Interno dell'arsenale di Amalfi (XI sec.)

Amalfi, la prima repubblica marinara a raggiungere un'importanza di primo piano, acquisì l'indipendenza de facto dal Ducato di Napoli nell'839: quell'anno infatti il principe di Benevento Sicardo, durante una guerra contro i bizantini, espugnò la città e ne deportò la popolazione: quando egli morì in una congiura di palazzo gli amalfitani si ribellarono, scacciarono il presidio longobardo e diedero vita alla libera repubblica di Amalfi. Gli amalfitani si ressero con un ordinamento repubblicano retto da comites, a cui erano preposti i praefecturii, fino al 945, quando Mastalo II assunse il potere e si proclamò duca.
Già dalla fine del IX secolo il ducato sviluppò intensi scambi con l'Impero bizantino e con l'Egitto. I mercanti amalfitani sottrassero agli Arabi il monopolio dei commerci mediterranei e fondarono nel X secolo basi mercantili nell'Italia meridionale, in Nordafrica e in Medio Oriente. Nell'XI secolo Amalfi raggiunse l'apice della sua potenza marittima e aveva fondachi a Costantinopoli, Laodicea, Beirut, Giaffa, Tripoli di Siria, Cipro, Alessandria, Tolemaide e addirittura a Baghdad e in India.
I suoi confini terrestri si estendevano dal fiume Sarno a Vietri, mentre a occidente confinava col Ducato di Sorrento; possedeva inoltre Capri, donata dai bizantini come ricompensa per aver sconfitto i saraceni a San Salvatore nell'872. Inoltre, per soli tre anni (dall'831 all'833), i duchi di Amalfi Mansone I e Giovanni I ebbero anche il controllo del Principato di Salerno, comprendente l'intera Lucania. La flotta amalfitana contribuì a liberare il Tirreno dai pirati saraceni, sconfiggendoli a Licosa (846), a Ostia (849) e sul Garigliano (915).
All'alba dell'anno Mille, Amalfi era «la più prospera città della Longobardia», l'unica, per popolazione (probabilmente 80.000 abitanti) e floridezza, a poter competere con le grandi metropoli arabe: coniava una propria moneta d'oro, il tarì, che aveva corso in tutti i principali porti mediterranei; dell'epoca sono le Tavole amalfitane, un codice di diritto marittimo rimasto valido per tutto il Medioevo; a Gerusalemme il nobile commerciante Mauro Pantaleone edificò l'ospedale da cui avrebbero avuto origine i Cavalieri di Malta.
I lungimiranti duchi di Amalfi seppero salvaguardare nei secoli la propria potenza, alleandosi, a seconda delle circostanze, ora con i bizantini, ora col Papa, ora coi musulmani.
Per lungo tempo, sulla base di un'erronea lettura di un passo dell'umanista Flavio Biondo, all'amalfitano Flavio Gioia è stata attribuita l'invenzione della bussola. Nonostante la tenace tradizione originatasi, leggendo correttamente il passo di Biondo risulta che Flavio Gioia non sia mai esistito, e che la gloria degli amalfitani non fu quella di inventare la bussola, importata in realtà dalla Cina, ma di essere stati i primi a usarla e a diffonderne l'uso in Europa.
Lo stretto legame che legò la città di Amalfi all'Oriente è testimoniato anche dall'arte che fiorì nei secoli di indipendenza e in cui si fusero armonicamente influenze bizantine e arabo-normanne.
Verso la metà dell'XI secolo la potenza del ducato cominciò a offuscarsi: nel 1039, anche a causa di lotte intestine, fu conquistato da Guaimario V, principe di Salerno, città storica nemica di Amalfi, dal cui controllo si liberò nel 1052 col duca Giovanni II. Ma nel 1073 Roberto il Guiscardo, chiamato dagli stessi amalfitani contro Salerno, conquistò il ducato. Amalfi rimase sostanzialmente autonoma, si ribellò anzi spesso ai reggenti fino al 1100, quando l'ultimo duca Marino Sebaste fu deposto dai Normanni, che lasciarono ad Amalfi solo un'autonomia amministrativa, revocata poi nel 1131 da Ruggero II di Sicilia. Dopo la conquista normanna, la decadenza non fu immediata, divenendo nel frattempo scalo marittimo dello Stato normanno-svevo, ma il bacino commerciale amalfitano si ridusse al Mediterraneo occidentale e in modo graduale la città fu soppiantata, localmente da Napoli e Salerno, a livello mediterraneo da Pisa, Venezia e Genova.

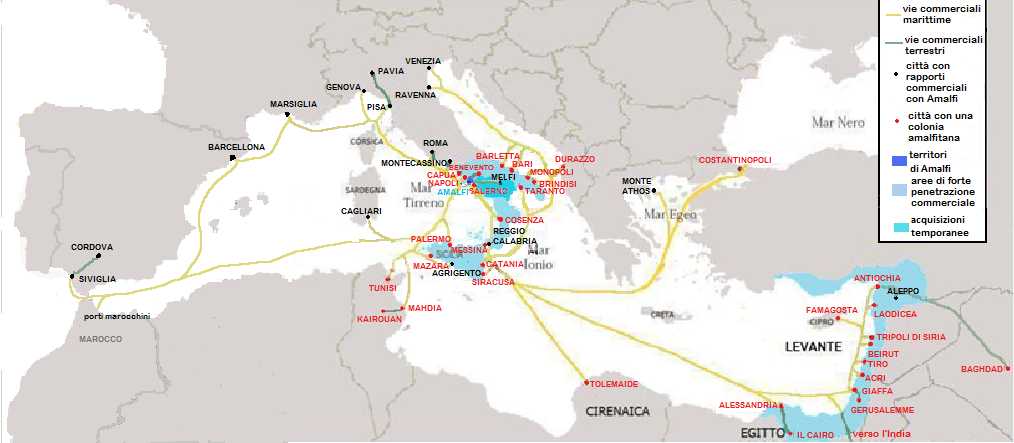
Espansione e commerci di Amalfi

### Genova

Bandiera: croce di San Giorgio

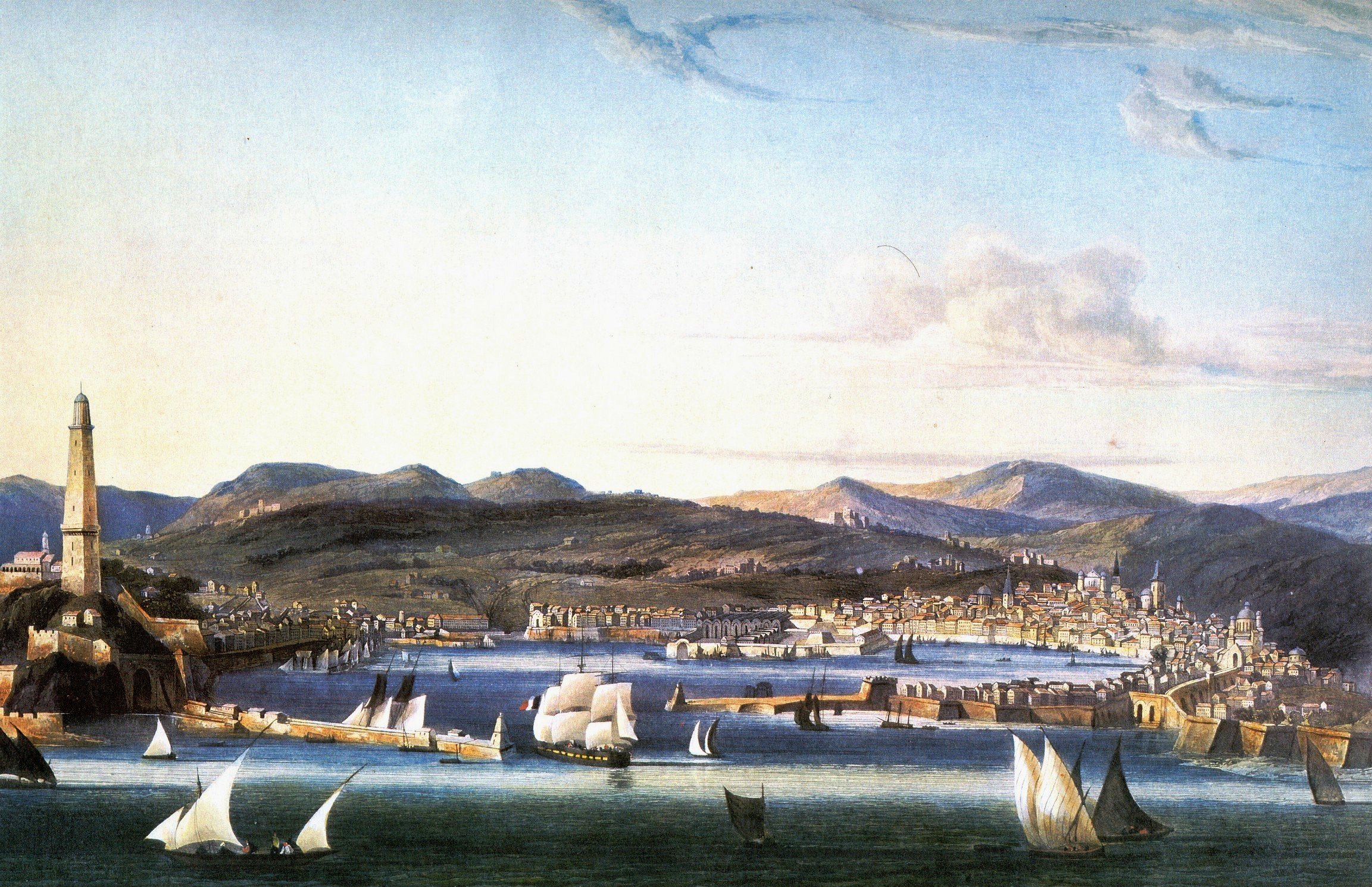
Panorama di Genova e del suo porto in un'acquatinta ottocentesca

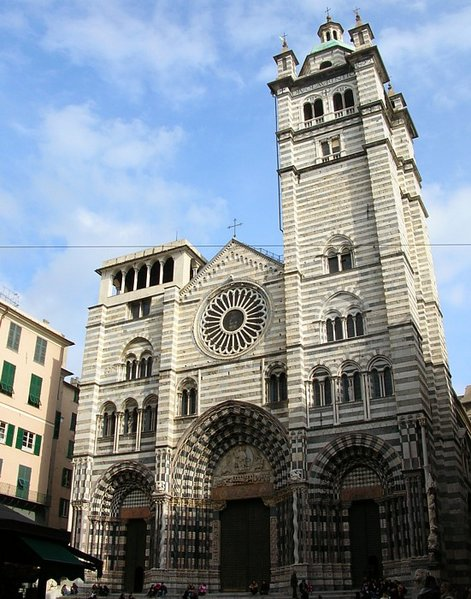
Duomo di Genova (XII-XIV sec.)

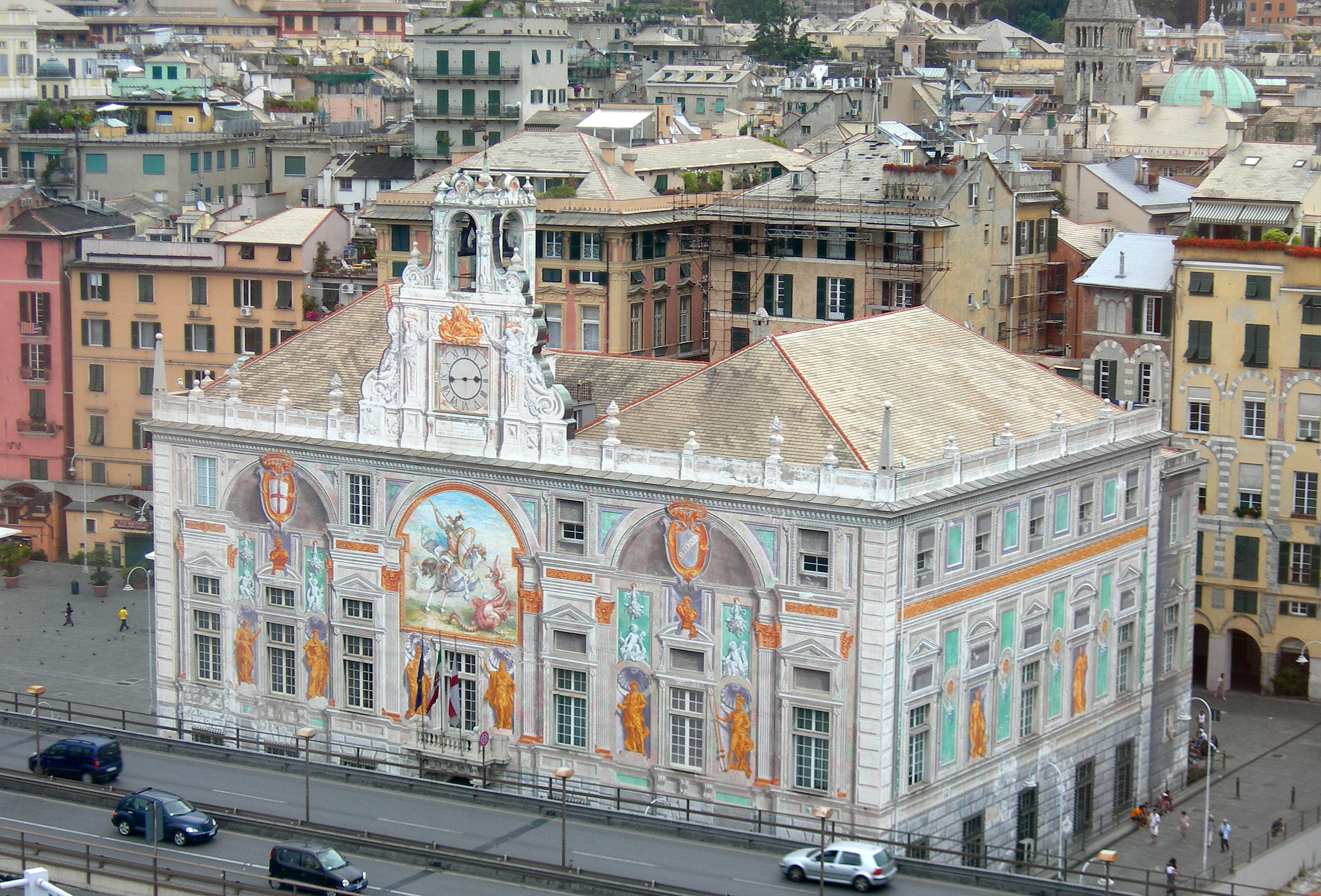
Palazzo San Giorgio, un tempo sede dell'omonimo banco

Genova era risorta agli albori del X secolo, quando, dopo la distruzione della città per mano saracena, i suoi abitanti ripresero la via del mare. A metà del X secolo, inserendosi nella contesa tra Berengario II d'Ivrea e Ottone I di Sassonia, ottenne nel 958 l'indipendenza de facto, ufficializzata poi nel 1096 con la creazione della "Compagna Communis", unione dei commercianti e dei feudatari della zona.
Nel frattempo l'alleanza con Pisa consentiva la liberazione del Mediterraneo occidentale dai pirati saraceni. Le fortune del comune aumentarono notevolmente grazie all'adesione alla prima crociata, che procurò grandi privilegi per le comunità genovesi in Terrasanta.
L'apogeo si ebbe nel XIII secolo, a seguito del Trattato di Ninfeo e della duplice vittoria su Pisa (battaglia della Meloria, 1284) e Venezia (battaglia di Curzola, 1298): la Superba, appellativo della città che deriva dall'opera del Petrarca Itinerarium breve de Ianua ad Ierusalem (1358) nel quale la descriveva, dominava il mar Mediterraneo e il Mar Nero e controllava buona parte della Liguria, la Corsica, il Giudicato sardo di Torres, l'Egeo Settentrionale e la Crimea meridionale.
Il Trecento segnò invece una grave crisi economica, politica e sociale per Genova, che, fiaccata da lotte intestine, perse la Sardegna a favore degli Aragonesi, fu sconfitta da Venezia ad Alghero (1353) e a Chioggia (1379) e sottomessa più volte alla Francia e al Ducato di Milano.
La repubblica era indebolita dallo stesso ordinamento dello Stato, che, basato su accordi privati tra le principali famiglie, portava a governi incredibilmente brevi e instabili e a frequentissime lotte di fazione.
Dopo le pestilenze e le dominazioni straniere del Tre e Quattrocento, la città visse un secondo apogeo a seguito della riconquista dell'autogoverno per mano di Andrea Doria (1528), al punto che il secolo seguente fu detto El siglo de los Genoveses; tale definizione non fu dovuta al commercio marittimo, bensì alla sua impressionante penetrazione bancaria, grazie al Banco di San Giorgio, che ne fece un'autentica potenza economica mondiale: parecchie monarchie europee, come la Spagna, furono vincolate ai prestiti dei banchieri genovesi e la sua moneta, il genovino, divenne una delle più importanti al mondo.
La repubblica comunque risultava allora indipendente solo de iure, perché di fatto si ritrovò sotto l'influenza delle principali potenze vicine, prima i francesi e gli spagnoli, poi gli austriaci e i Savoia. La repubblica crollò a seguito della I campagna d'Italia di Napoleone Bonaparte: divenuta nel 1797 Repubblica Ligure, fu annessa alla Francia nel 1805, con la II campagna d'Italia. Nel 1815, il congresso di Vienna ne decretò l'annessione al Regno di Sardegna. L'importanza artistica di Genova è stata riconosciuta dall'UNESCO inserendo le Strade Nuove e il complesso dei Palazzi dei Rolli tra i patrimoni dell'umanità. Il legame indissolubile tra Genova e la navigazione è testimoniato da Lanzerotto Malocello, da Ugolino e Vadino Vivaldi e soprattutto dal celeberrimo Cristoforo Colombo, uno dei più grandi navigatori di tutte le epoche.

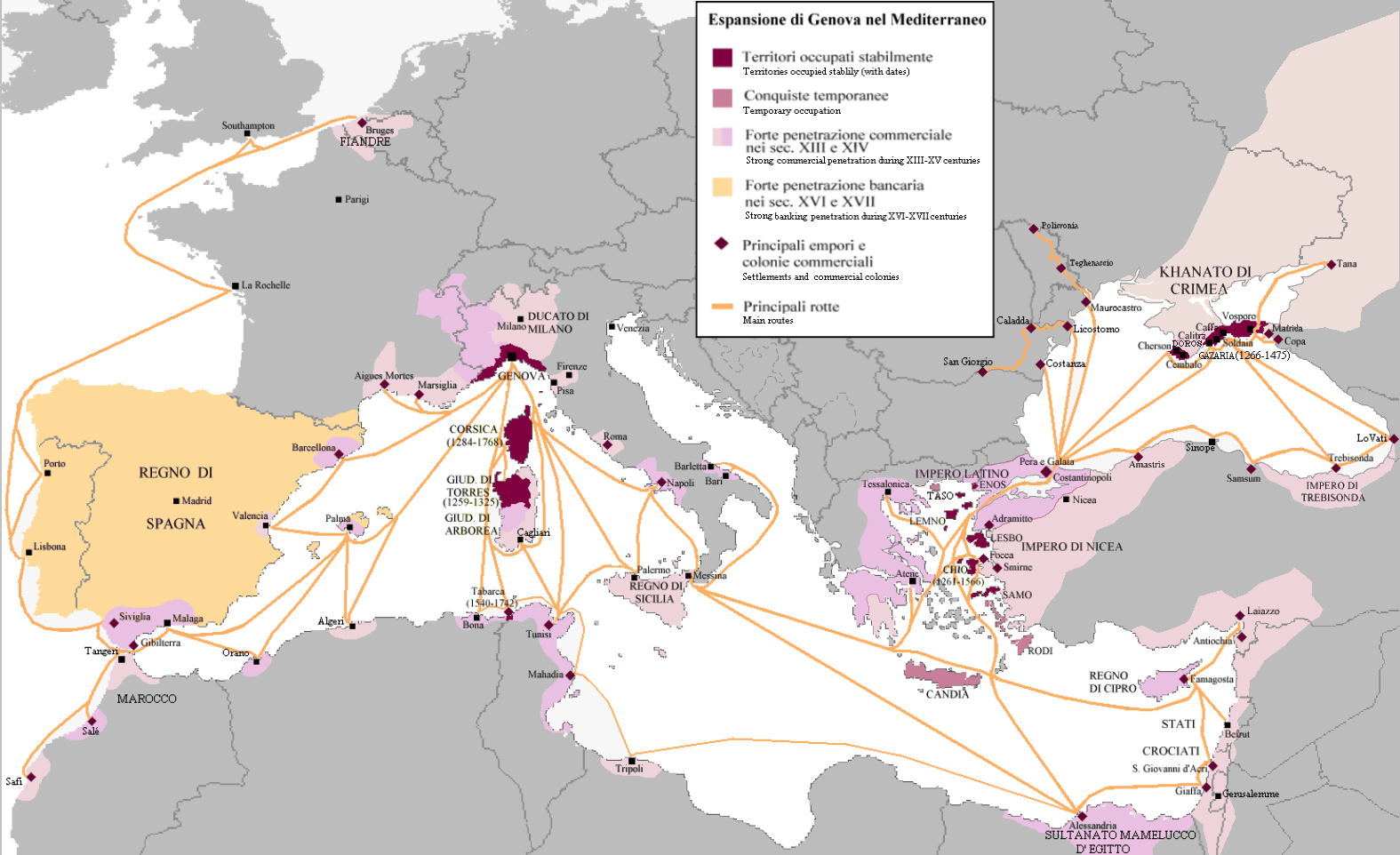
Espansione e commerci di Genova

### Pisa

Bandiera: croce pisana

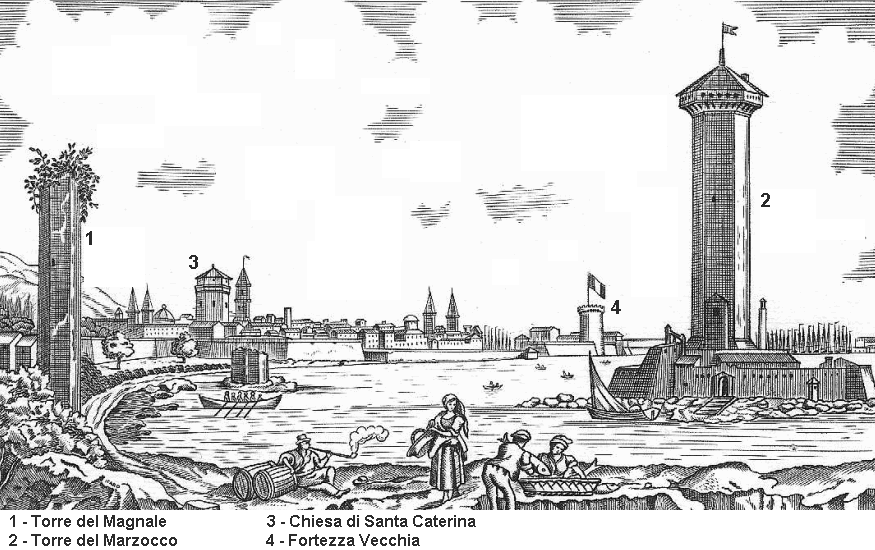
Il porto pisano, ormai interrato, nel ventunesimo secolo parte di Livorno

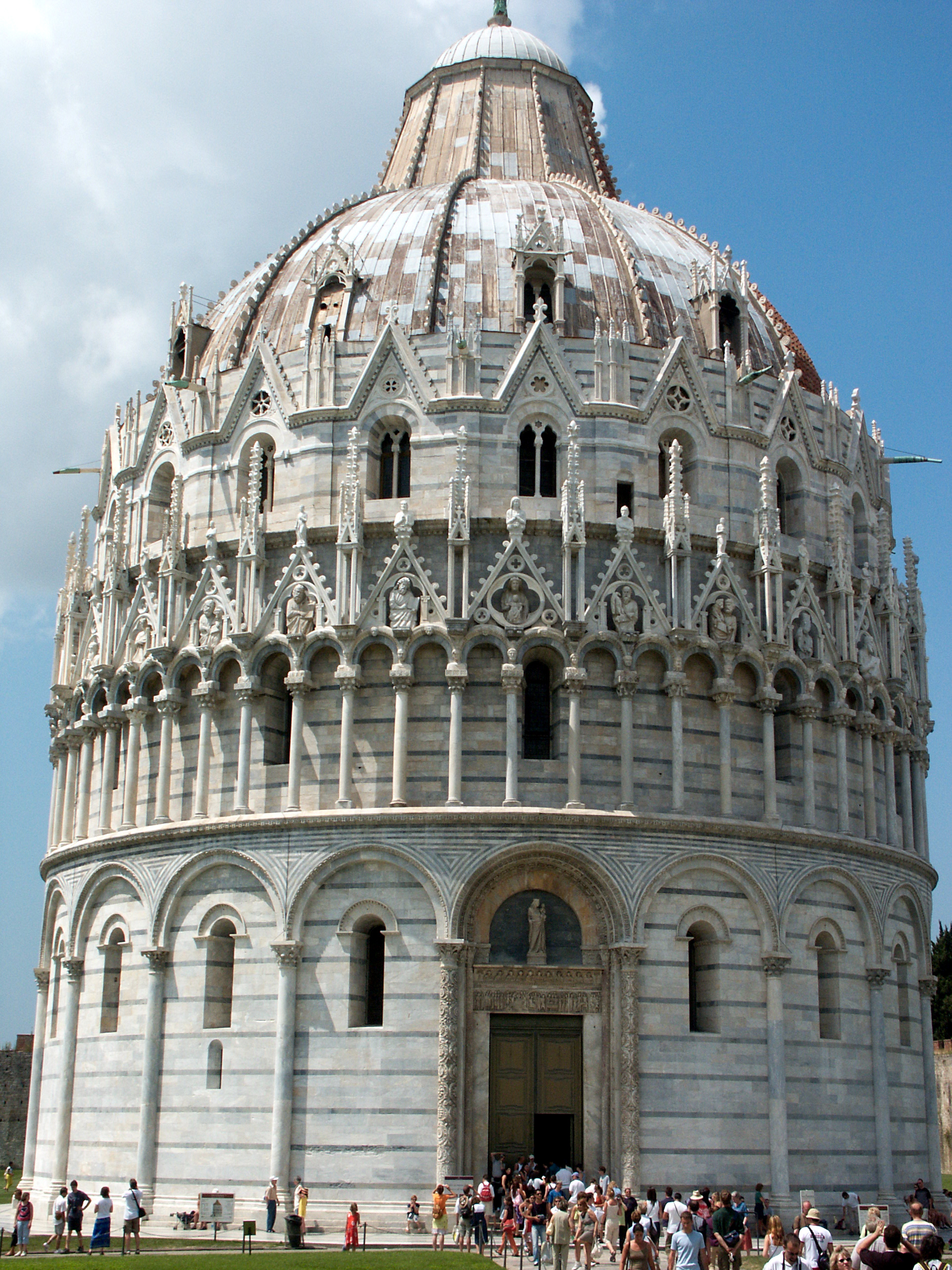
Il Battistero di Pisa (XIV sec.)

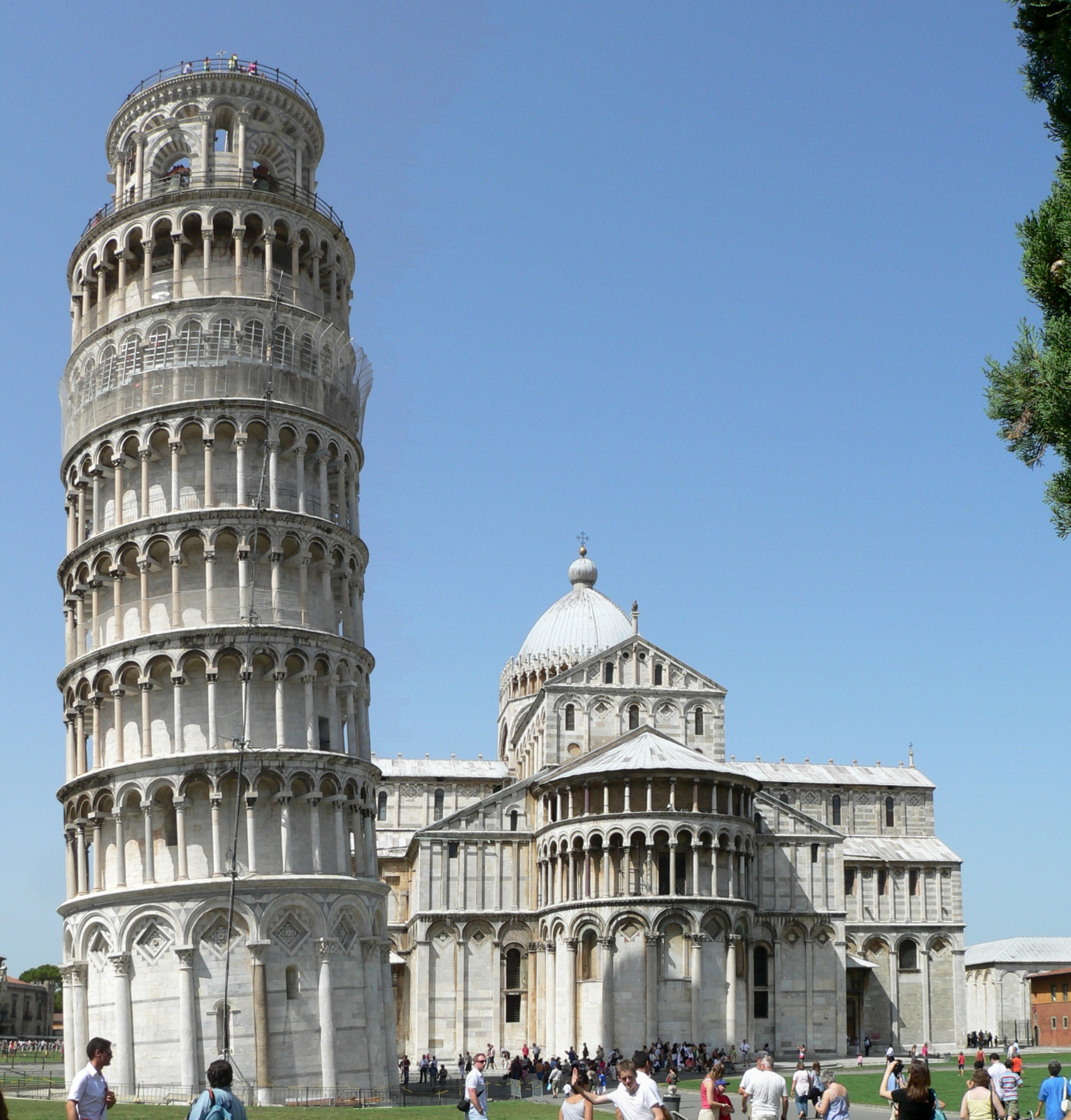
La Torre pendente e il Duomo di Pisa (XII sec.)

La Repubblica Pisana nacque nell'XI secolo. In questo periodo storico Pisa intensificò i propri commerci nel mar Mediterraneo e finì per scontrarsi più volte con le navi saracene, sconfiggendole a Reggio Calabria (1005), a Bona (1034), a Palermo (1064), a Mahdia (1087), anche grazie all'alleanza con la nascente potenza del Regno di Sicilia.
All'origine Pisa era retta da un Visconte, il cui potere era limitato dal Vescovo: ma nell'XI secolo, inserendosi nelle lotte tra questi due poteri, la città, governata da un Consiglio degli Anziani, acquisì un'autonomia de facto, ufficializzata poi nel 1081 da Enrico IV di Franconia.
Nel 1016 Pisa, grazie all'alleanza con Genova, sconfisse i Saraceni, conquistò la Corsica e i giudicati sardi di Cagliari e Gallura, e acquisì il controllo del Tirreno; un secolo dopo prese le Baleari. Contemporaneamente il suo potere economico e politico si accrebbe notevolmente coi diritti commerciali acquisiti con le Crociate, grazie ai quali poté insediare numerosi fondachi in Terrasanta. Pisa fu sempre la più fervida sostenitrice della causa ghibellina, opponendosi quindi alle guelfe Genova, Noli, Lucca e Firenze: la sua moneta, l'aquilino (moneta pisana) recò sempre il nome dell'imperatore.
Pisa raggiunse l'apice del proprio splendore tra XII e XIII secolo, quando le sue navi controllavano il Mediterraneo occidentale e poté esprimere nel campo dell'arte il romanico pisano, miscellanea di elementi occidentali, orientali, islamici e classici.
La rivalità con Genova si acuì nel XIII secolo e sfociò nella battaglia navale della Meloria (1284), che segnò l'inizio del declino della potenza pisana, con la cessione a Genova della Corsica (1299), a cui si aggiunse nel 1324 - dopo la battaglia di Lucocisterna - quella della Sardegna a favore dell'Aragona; ma soprattutto, a differenza di Genova, Pisa doveva controllare un entroterra, che vedeva nelle vicinanze le città rivali di Lucca e Firenze: questo sottrasse forze alla marineria e portò la repubblica alla rovina.
Nel XIV secolo Pisa passò dalla realtà comunale a quella della signoria, mantenendo la propria indipendenza e in sostanza il dominio della costa toscana, e si riappacificò con Genova: tuttavia, nel 1406, la città fu assediata da milanesi, fiorentini, genovesi e francesi e annessa alla Repubblica di Firenze. Durante la crisi di quest'ultima nelle guerre d'Italia del XVI secolo, Pisa si rivoltò contro Piero il Fatuo e nel 1494 si ricostituì come repubblica autonoma, ripristinando moneta e magistrature proprie; ma dopo 16 anni di grave guerra, già nel 1509 Firenze riuscì a riconquistarla definitivamente. L'antico porto Pisano, ora interrato per le alluvioni dell'Arno, era situato a nord dell'attuale città di Livorno.
La vita del pisano Leonardo Fibonacci, celebre matematico, esprime bene il proficuo rapporto tra commercio, navigazione e cultura tipico delle repubbliche marinare; egli rielaborò e diffuse in Europa le conoscenze scientifiche arabe, tra cui la numerazione a dieci cifre, e l'uso dello zero.

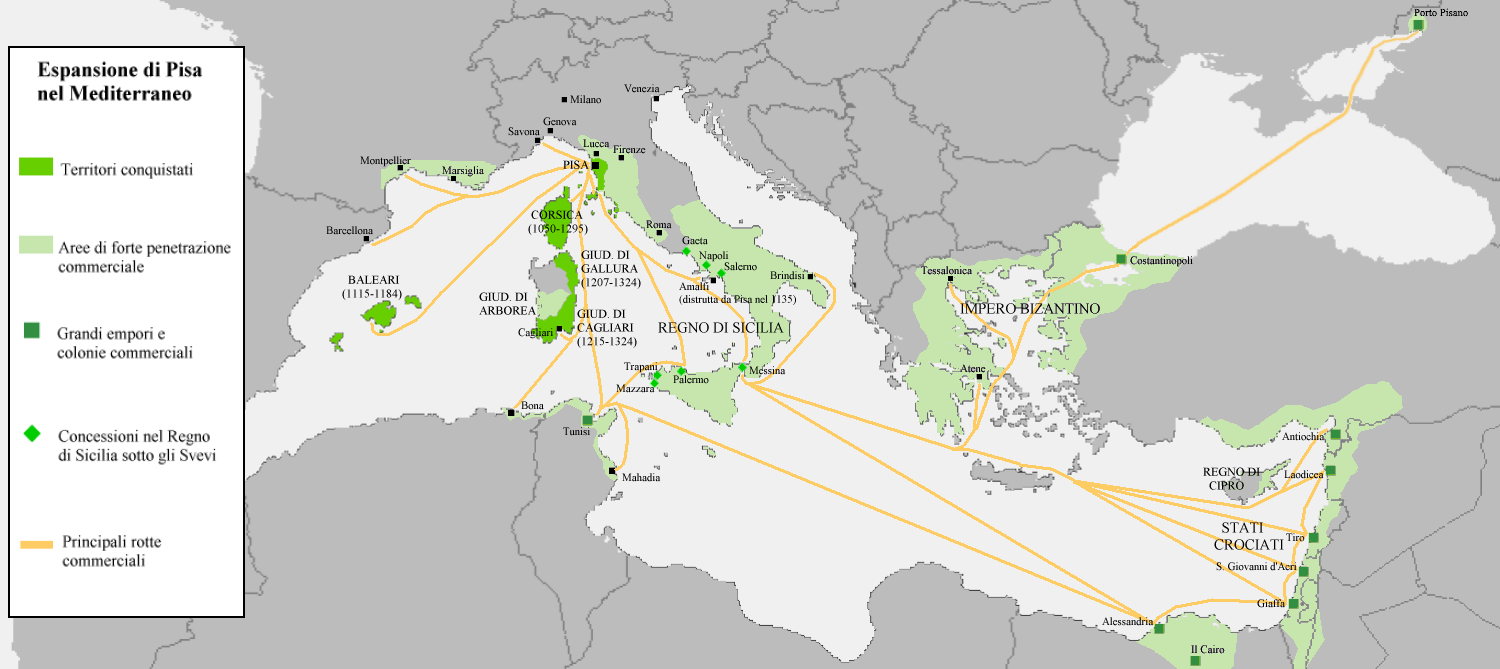
Massima espansione di Pisa nel mar Mediterraneo

### Venezia

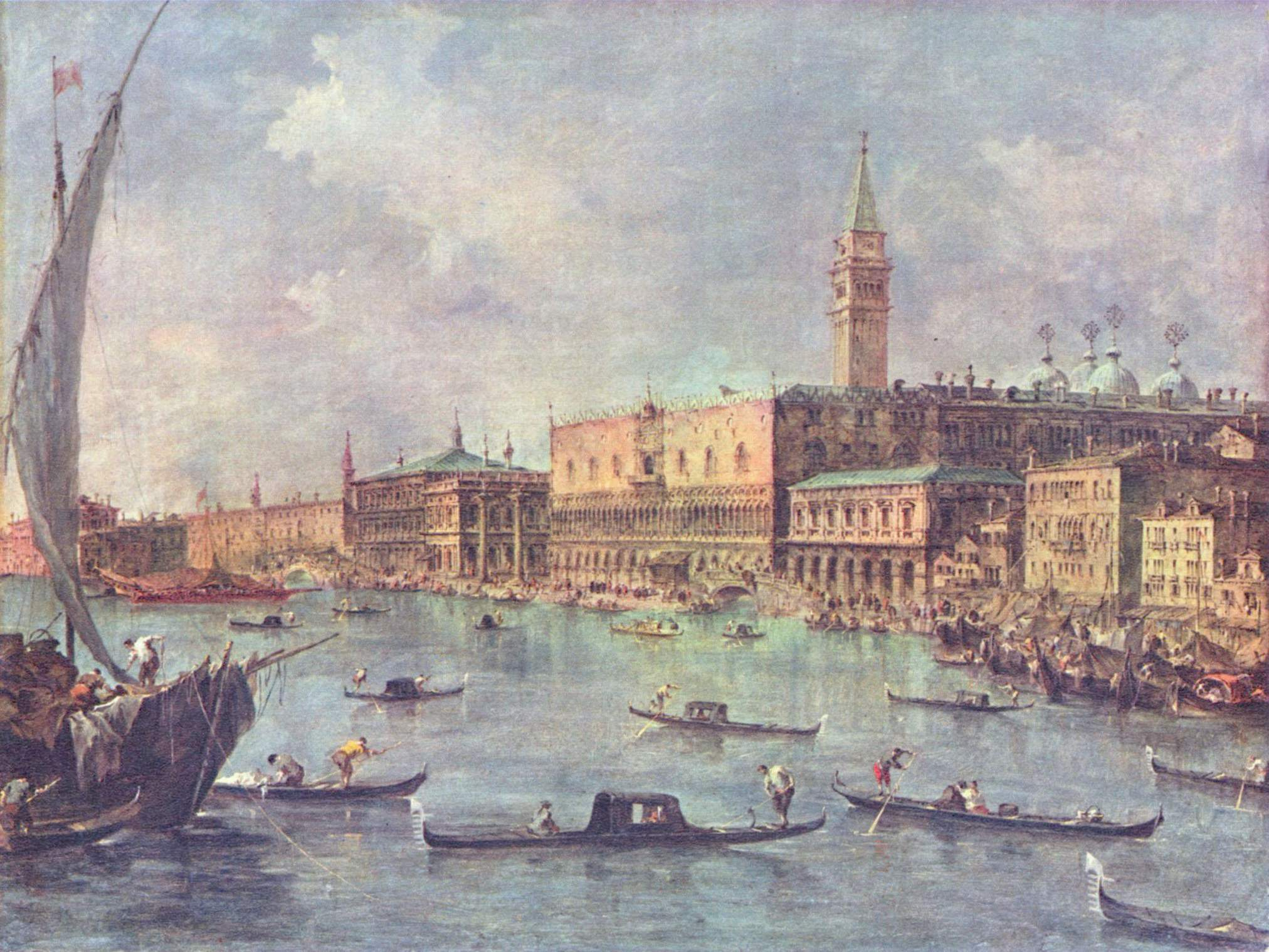
Il Bacino di San Marco in un dipinto di Francesco Guardi (XVII sec.)

Bandiera: il leone di San Marco

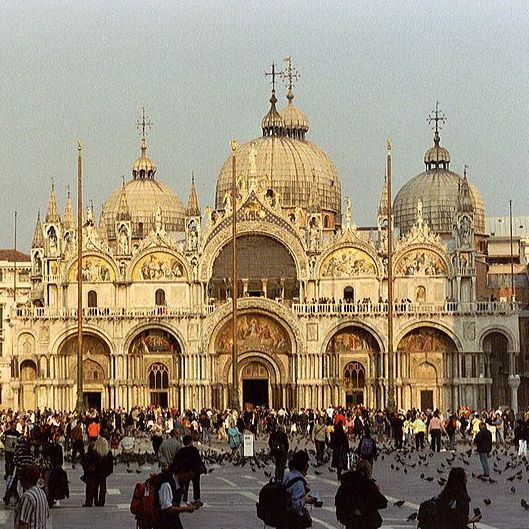
Basilica di San Marco (XI sec.)

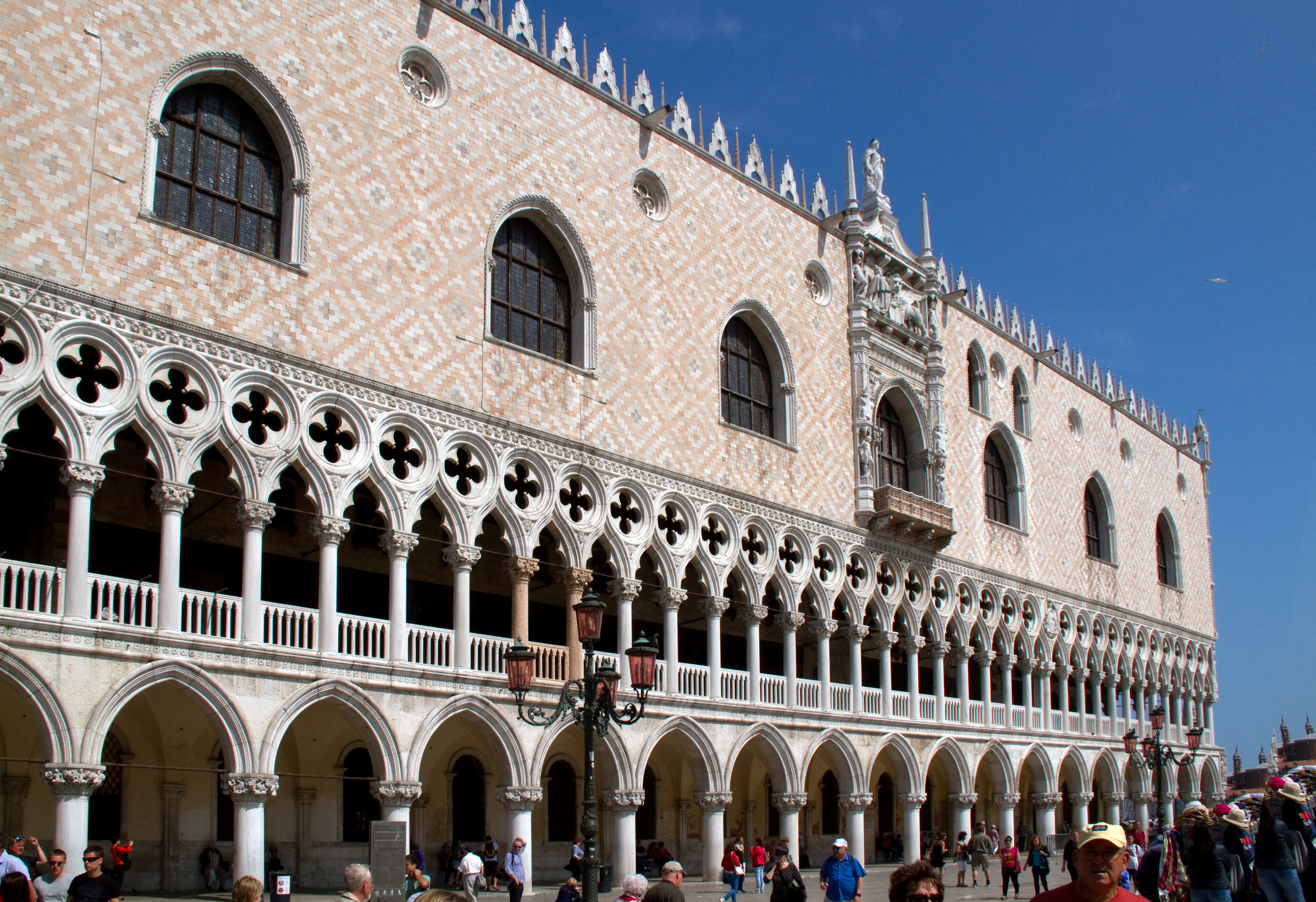
Il Palazzo Ducale (XV sec.)

Venezia, fondata dai Veneti in fuga dagli Unni nel V secolo, cominciò un graduale processo di indipendenza dall'Impero bizantino a partire dal crollo dell'Esarcato di Ravenna, nel 751. Passi avanti si fecero nell'840, con la stipula del Pactum Lotharii con il Sacro Romano Impero, stretto tra il doge Pietro Tradonico e l'imperatore germanico Lotario I, senza che venisse chiamato in causa il sovrano bizantino, seppur formalmente signore di Venezia. La città lagunare acquisì potenza dallo sviluppo dei rapporti commerciali con l'Impero bizantino, di cui formalmente faceva ancora parte, per restarne anche in seguito alleata nella lotta contro Arabi e Normanni. La rottura definitiva con Costantinopoli arrivò solo con la guerra del 1122-1126, quando il doge Domenico Michiel dichiarò guerra all'Impero d'Oriente, conseguentemente al suo rifiuto di rinnovare i privilegi commerciali già garantiti al proprio vassallo veneziano come ricompensa per l'aiuto offerto nella guerra contro i Normanni nel 1082. Tale guerra portò alla completa indipendenza, di diritto e di fatto, istituzionalizzata nel 1143 con il Commune Veneciarum.
Intorno all'anno mille cominciò la sua espansione nell'Adriatico, sconfiggendo i pirati che occupavano le coste dell'Istria e della Dalmazia e ponendo quelle regioni e le loro principali città sotto il proprio dominio.
Istituzionalmente Venezia era retta da un'oligarchia delle principali famiglie mercantili, sotto la presidenza del doge e di numerose e articolate magistrature, tra cui il Senato; notevole fu la Serrata del Maggior Consiglio (1297), con cui furono esclusi dal governo coloro che non appartenevano alle più importanti famiglie mercantili. A Venezia fu stilato il Capitulare nauticum, uno dei primi codici di navigazione, giuntoci nella redazione del 1256, ma anteriore a quella data di un paio di secoli.
La quarta crociata (1202-1204) le permise di conquistare le località marittime commercialmente più importanti dell'Impero bizantino, tra cui Corfù (1207) e Creta (1209), e di raggiungere la Siria e l'Egitto. Venezia toccò così il culmine della propria potenza, dominando i traffici commerciali tra Europa e Oriente: aveva fondachi in tutto il Mediterraneo orientale ed era detta la Serenissima. Alla fine del XIV secolo, Venezia era divenuta uno degli Stati più ricchi del continente: la sua moneta, lo zecchino, era coniata in oro e fu una delle più influenti d'Europa.
Tra i secoli XIV e XVIII la Serenissima Repubblica di Venezia, in risposta alla politica aggressiva del Ducato di Milano, conquistò un vasto Dominio di Terraferma, comprendente il Veneto, il Friuli, la Venezia Giulia, e la Lombardia fino a Brescia; a ciò si univa lo Stato da Mar, un vero e proprio impero coloniale costituito dai possedimenti d'oltremare, tra cui l'Istria, la Dalmazia (tranne Ragusa), quasi tutte le isole greche e Cipro. La Serenissima fu quindi la più estesa delle repubbliche marinare, nonché il più potente Stato della penisola italiana.
Il suo potere nel Mediterraneo orientale nei secoli successivi, nonostante la vittoria di Lepanto, fu minacciato e compromesso dall'espansione dell'Impero ottomano e dallo spostamento dei commerci sull'Atlantico; iniziò così una lenta decadenza, culminata con la conquista napoleonica del 1797, che la ridusse a una città-stato dipendente dagli Asburgo, fino all'unione col Regno Lombardo-Veneto nel 1848.
Artisticamente Venezia ebbe per secoli risonanza europea: nel Medioevo fondendo nella propria architettura gli stili romanico, gotico e bizantino; nel Rinascimento con i pittori Tiziano, Giorgione, Tintoretto, Bellini e Lotto; nel periodo barocco con i compositori Antonio Vivaldi, Giuseppe Tartini e Tomaso Albinoni; nel Settecento con i vedutisti Giambattista Tiepolo e Canaletto, il commediografo Carlo Goldoni, lo scultore Antonio Canova e lo scrittore e avventuriero Giacomo Casanova.
Tra i più importanti navigatori e viaggiatori veneziani si annoverano Alvise Da Mosto, Sebastiano Caboto, grande cartografo, e Marco Polo, celebre per il resoconto del suo viaggio in Cina, Il Milione. Giovanni Caboto, il cui luogo di nascita è incerto (Gaeta, Castiglione Chiavarese o Savona), ma che acquisì la cittadinanza veneziana, fu il primo europeo a raggiungere il Canada.

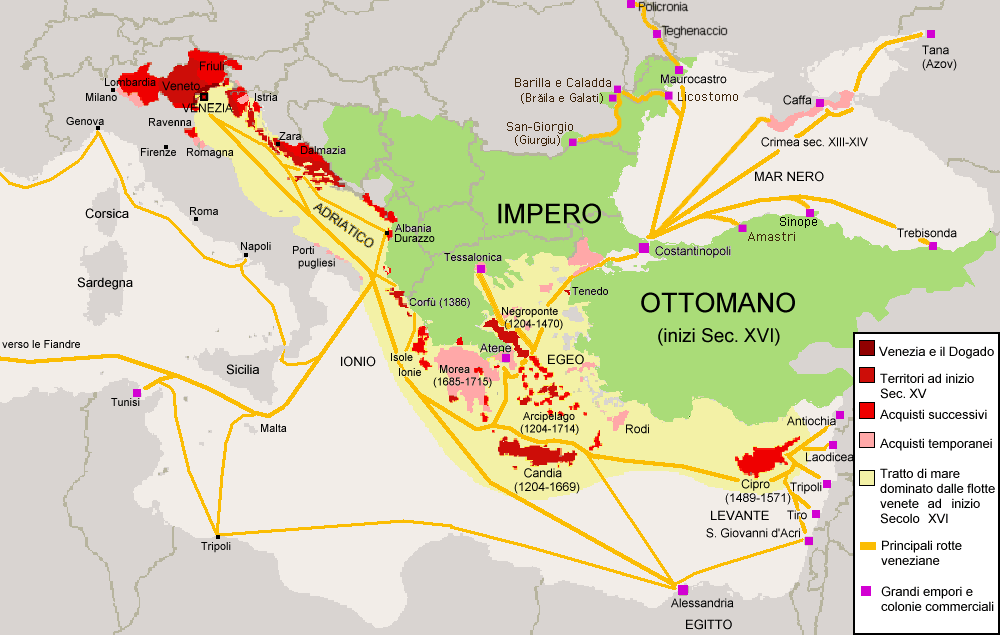
Espansione e commerci di Venezia

### Ancona

Bandiera: Croce

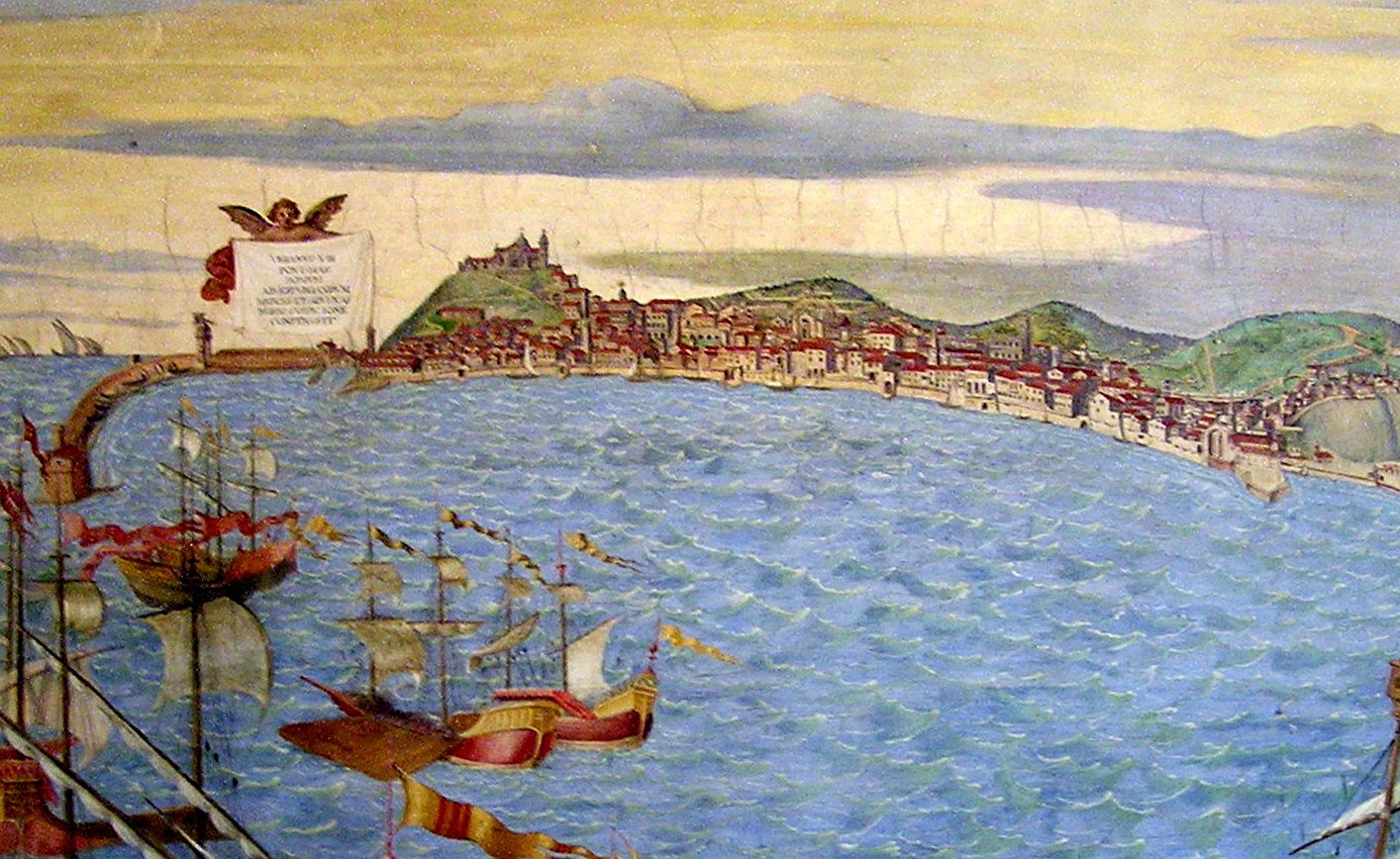
Panorama di Ancona dal mare (XVI sec.)

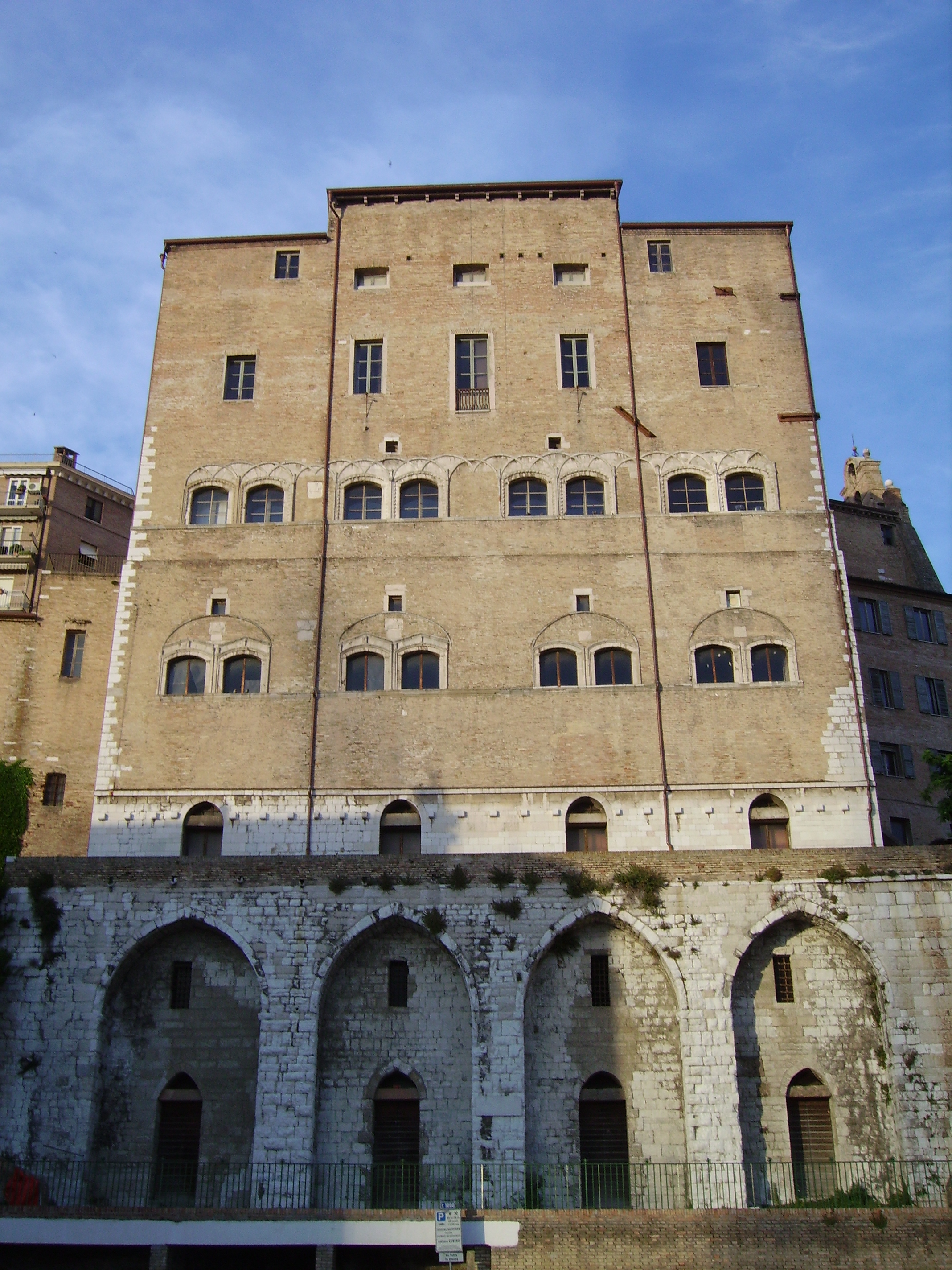
Il Palazzo degli Anziani, sede degli organi comunali (XIII sec.)

Il Duomo di Ancona (XIII sec.)

Compresa nello Stato Pontificio dal 774, Ancona fu devastata dai saraceni nell'839; risollevatasi lentamente, intorno al 1000 entrò a far parte del Sacro Romano Impero, ma acquisì gradualmente autonomia fino a diventare pienamente indipendente nell'XI secolo. Pur ostacolata da Venezia, che intendeva monopolizzare l'Adriatico, mantenne l'indipendenza e la floridezza economica grazie all'alleanza con l'Impero bizantino, col regno d'Ungheria e specialmente con la Repubblica di Ragusa.
Caratteristiche distintive di questa repubblica furono: il non aver mai attaccato le altre città marinare, la continua necessità di difendersi, il dedicarsi totalmente alla navigazione, il completo disinteresse per l'espansione territoriale (limitata allo spazio vitale per la difesa e per l'approvvigionamento alimentare). Dovette guardarsi soprattutto dalle mire del Sacro Romano Impero (da parte del quale subì tre assedi), di Venezia (nel corso di cinque guerre) e del Papato.
Attraverso Ancona passava la via commerciale, alternativa a quella veneziana, che dal Medio Oriente, passando per Ragusa, Ancona, Firenze e le Fiandre, conduceva in Inghilterra; fu perciò la porta d'Oriente dell'Italia centrale. Sulle rotte orientali aveva fondachi e consolati a Costantinopoli e nei principali porti dell'Impero bizantino, dall'Egeo al Mar Nero sino all'Egitto. Aveva inoltre alcune basi anche sulle rotte occidentali.
Ancona ebbe il suo periodo di maggior splendore nel XV secolo, quando papa Eugenio IV la definì ufficialmente repubblica (1447). La moneta di Ancona, accettata su tutte le piazze commerciali mediterranee, fu l'agontano. Le leggi marittime di Ancona furono gli Statuti del mare, formatisi gradualmente nel corso del XII secolo tenendo presenti i principali codici marittimi medievali. Il suo territorio era compreso tra l'Adriatico, i fiumi Esino, Musone e Aspio e difeso dai venti castelli di Ancona.
Nella difesa della propria libertà, Ancona uscì più volte vittoriosa, come nel terribile assedio del 1173, in cui le truppe imperiali germaniche circondarono la città dal mare mentre le navi veneziane occupavano il porto. Un'eclisse di libertà ci fu invece nel periodo che va dal 1348 al 1383. La città fu infatti espugnata dai Malatesta nel 1348, quando era indebolita dalla peste e da gravi incendi; passò quindi sotto il controllo della Chiesa nel 1353 per opera del cardinale guerriero Egidio Albornoz, per liberarsene nel 1383, quando la rocca papale che la teneva sottomessa fu distrutta a furor di popolo e l'antico regime di autonomia fu ristabilito.
Il declino cominciò con la caduta di Costantinopoli, che indebolì i commerci; nel 1532 papa Clemente VII la pose sotto la diretta amministrazione della Chiesa con un'astuta manovra; i tentativi di riconquistare una libertà de facto furono repressi nel sangue. La prosperità economica durò comunque fino alla fine del secolo.
Ancona conserva monumenti in cui il romanico si fonde con influssi bizantini e fu una delle culle del Rinascimento adriatico, in cui la riscoperta dell'arte classica si accompagnò a una continuità formale con l'arte gotica.
Il contributo di Ancona alle esplorazioni marittime e al commercio è ben rappresentato da Ciriaco Pizzecolli, che navigava alla ricerca di testimonianze del passato ed è perciò considerato padre dell'archeologia, da Benvenuto Stracca, fondatore del diritto commerciale e infine da Grazioso Benincasa, navigatore e cartografo marittimo, figura cardine della scuola cartografica nautica anconitana, una delle più importanti del XV secolo.

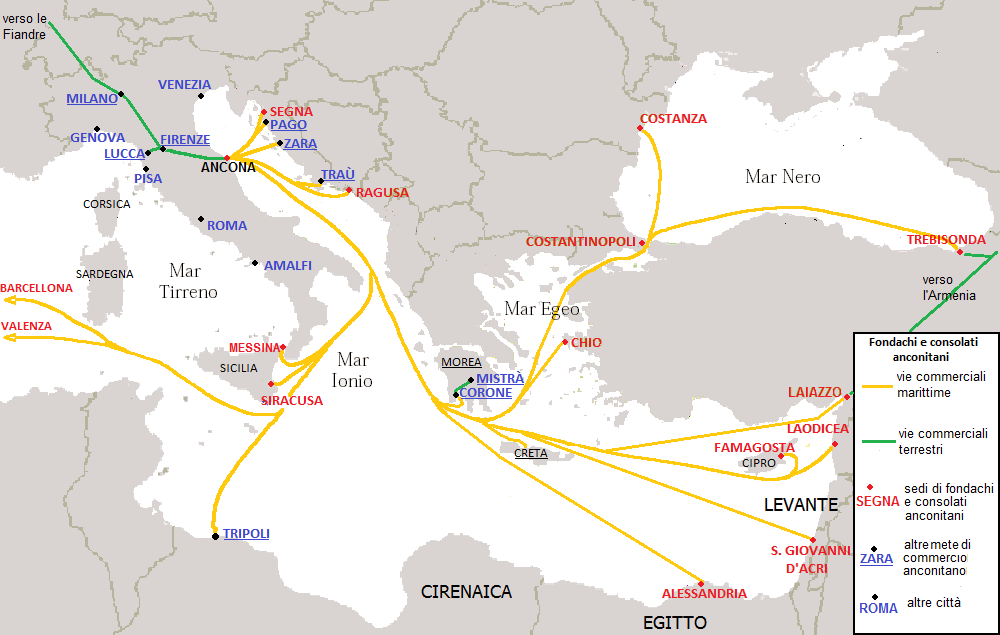
Espansione e commerci di Ancona

### Ragusa

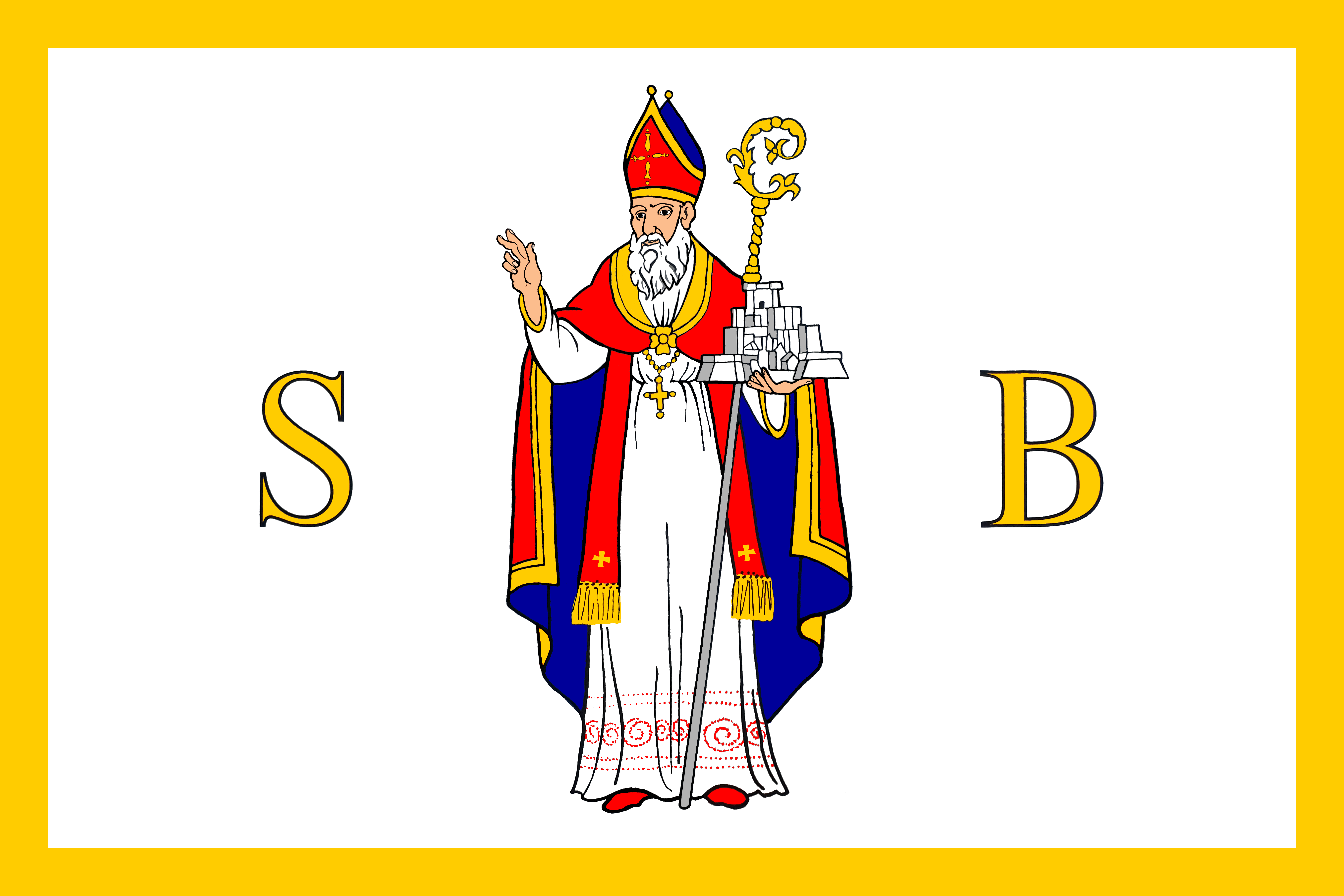
Bandiera: immagine e iniziali di San Biagio

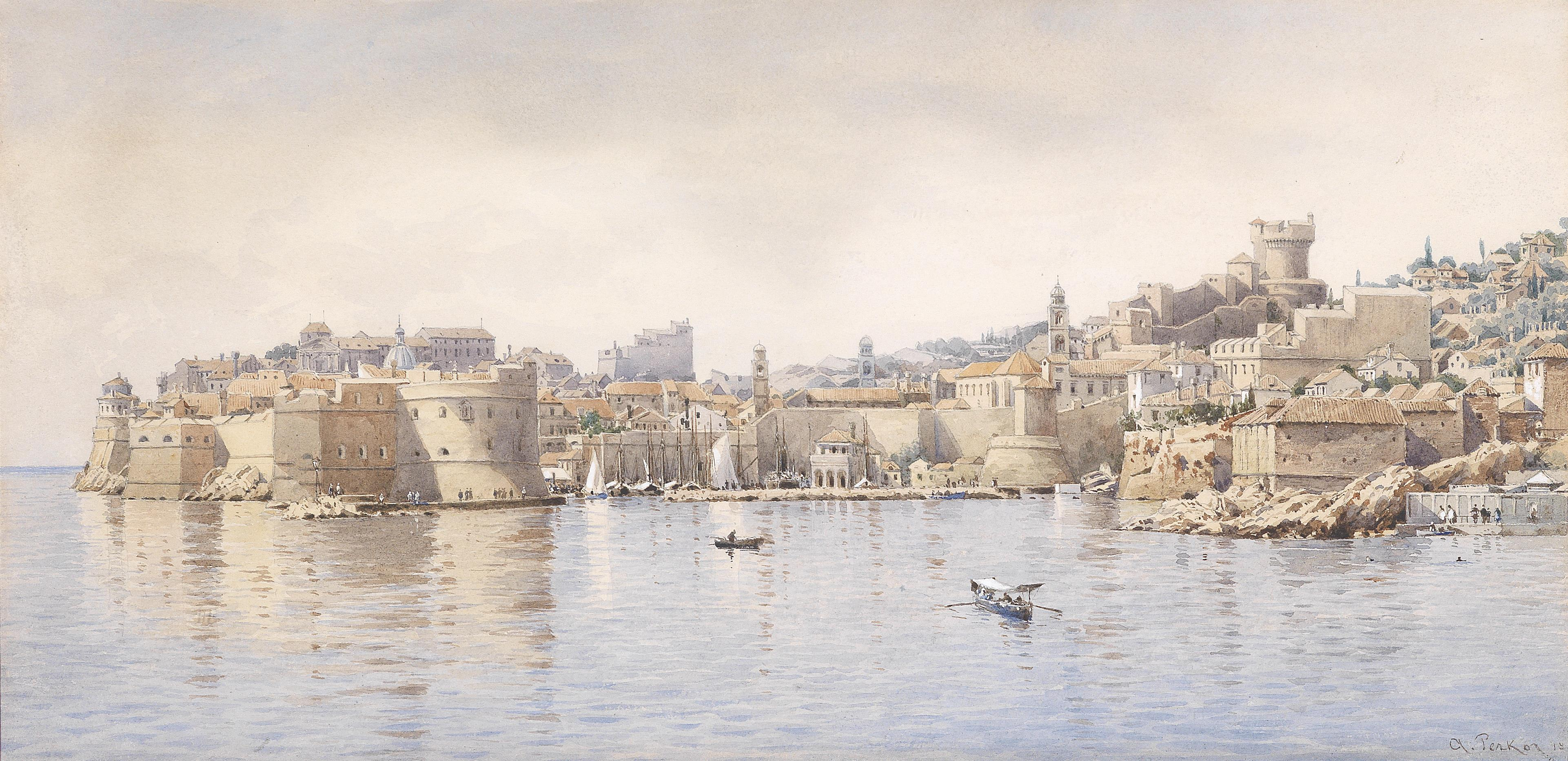
Prospetto di Ragusa

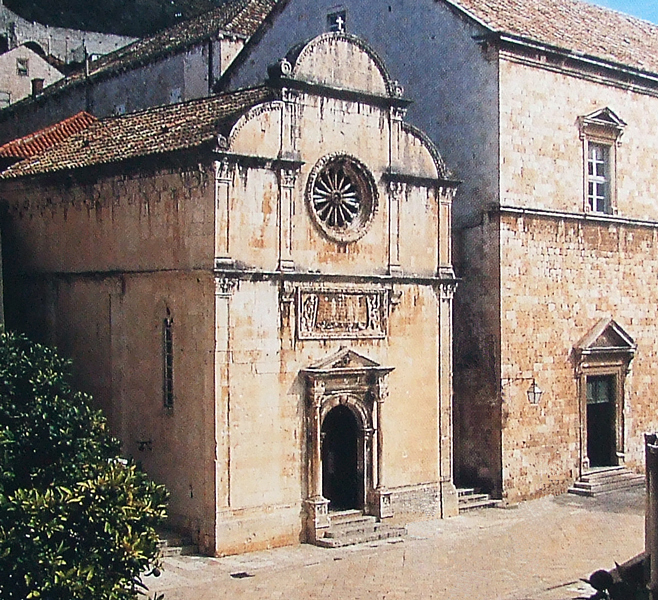
Chiesa di San Salvatore (XVI secolo)

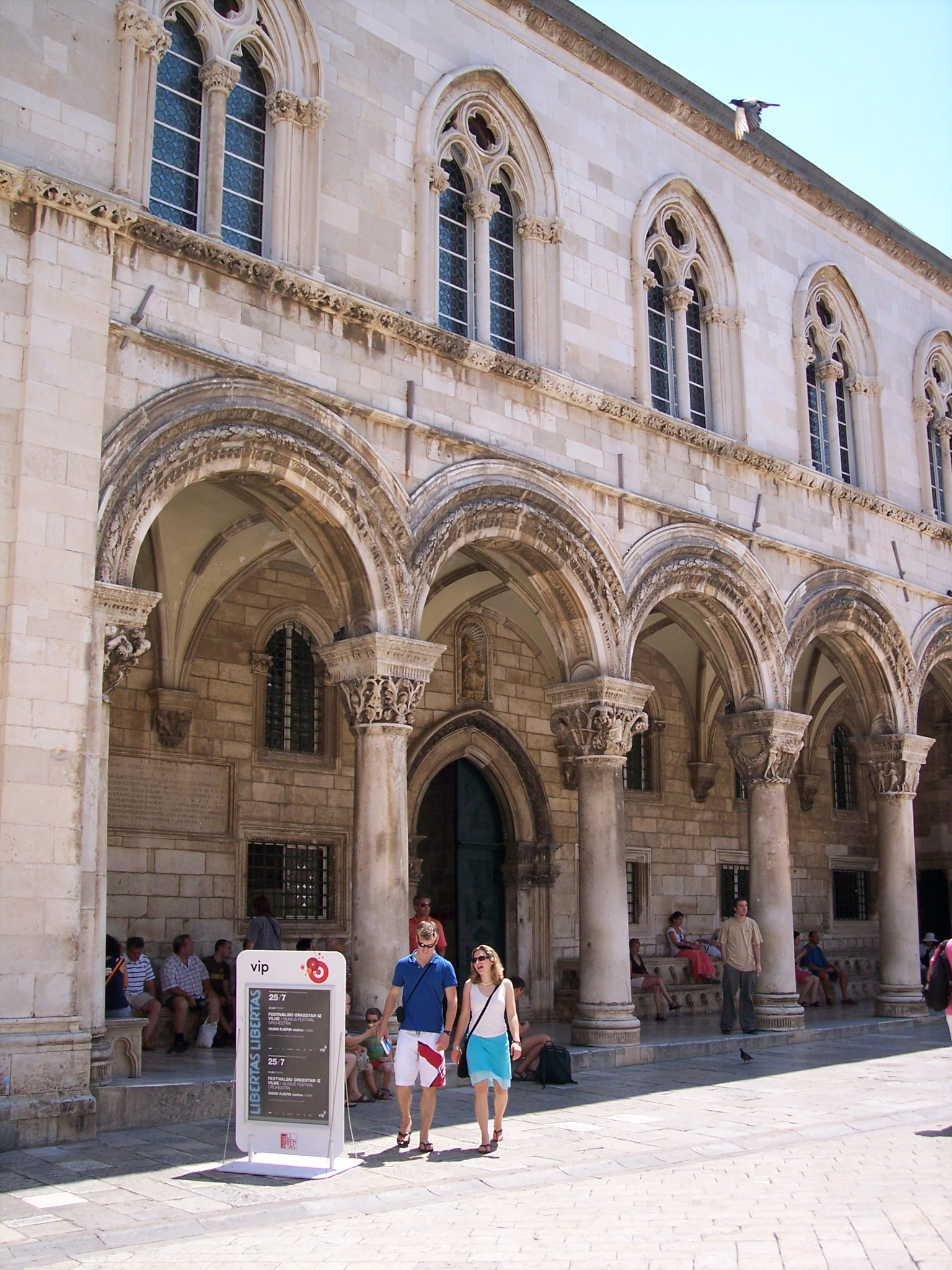
Il palazzo dei rettori

Ragusa, fondata dai profughi della vicina Epidauro - distrutta nel 615 dagli slavi - già nel VII secolo cominciò a sviluppare un attivo commercio nel Mediterraneo orientale. A partire dall'XI secolo si impose come città mercantile soprattutto nell'Adriatico e iniziò la secolare alleanza con Ancona, necessaria per resistere alla tendenza veneziana a considerare l'Adriatico come proprio dominio esclusivo.
Dopo la caduta di Costantinopoli durante la Quarta crociata nel 1204, Ragusa cadde sotto il dominio di Venezia, dalla quale ereditò gran parte delle sue istituzioni; dopo la pace di Zara (1358), Ragusa si diede volontariamente come vassallo al Regno d'Ungheria, da cui ottenne il diritto di autogoverno in cambio del vincolo di assistenza con la propria flotta e del pagamento di un tributo annuale.
Il territorio della repubblica era costituito da una sottilissima striscia costiera compresa tra Porto Noumense e Punta d'Ostro, includendo anche le isole di Meleda, Lagosta, l'arcipelago delle Elafiti e la penisola di Sabbioncello.
Ragusa, basando la sua prosperità sul commercio marittimo, divenne la maggiore potenza dell'Adriatico meridionale. Raggiunse il suo apogeo nel XVI secolo, grazie anche a convenienti esenzioni fiscali per le merci e a un'estesa rete di fondachi. La zecca di Ragusa, attiva dal 1088 al 1803, emise monete con varie denominazioni, che seguirono le alterne vicende di dominio formale della repubblica.
Di fronte alla sconfitta ungherese nella battaglia di Mohács (1526) per opera dell'Impero ottomano, Ragusa passò sotto la supremazia formale del sultano, obbligandosi a pagargli un simbolico tributo annuale: un'abile mossa che permise di salvaguardare la sua indipendenza.
Col XVII secolo iniziò per la Repubblica di Ragusa un lento declino, dovuto soprattutto a un terremoto (6 aprile 1667), che la distrusse quasi completamente, e all'aumento del tributo da versare alla Sublime Porta, fissato a 12 500 ducati. La Repubblica ragusea sopravvisse alla veneta rivale (1797). La pace di Presburgo del 1805 assegnò la città alla Francia: la città fu occupata dalle truppe francesi nel 1806 ed entrò nelle Province illiriche dell'impero francese.
La ricchezza di testimonianze artistiche della Repubblica di Ragusa è riconosciuta dall'UNESCO, che ha dichiarato il suo centro storico patrimonio dell'umanità. Nel ventunesimo secolo Ragusa è l'unica città ex-repubblica marinara a non far parte dello Stato italiano: il suo territorio è in Croazia.

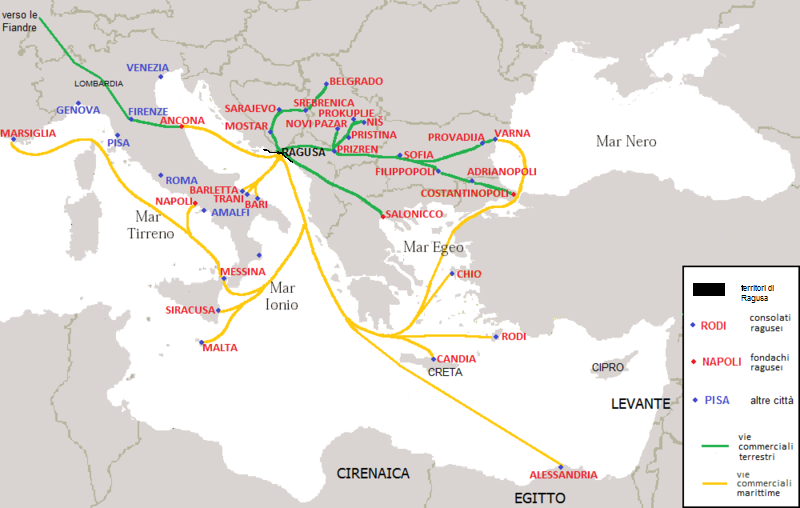
Espansione e commerci di Ragusa

### Gaeta

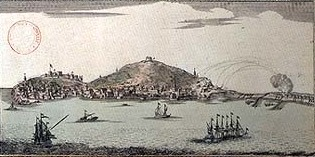
Prospetto di Gaeta (1727)

Bandiera: inquartata di rosso e d'argento

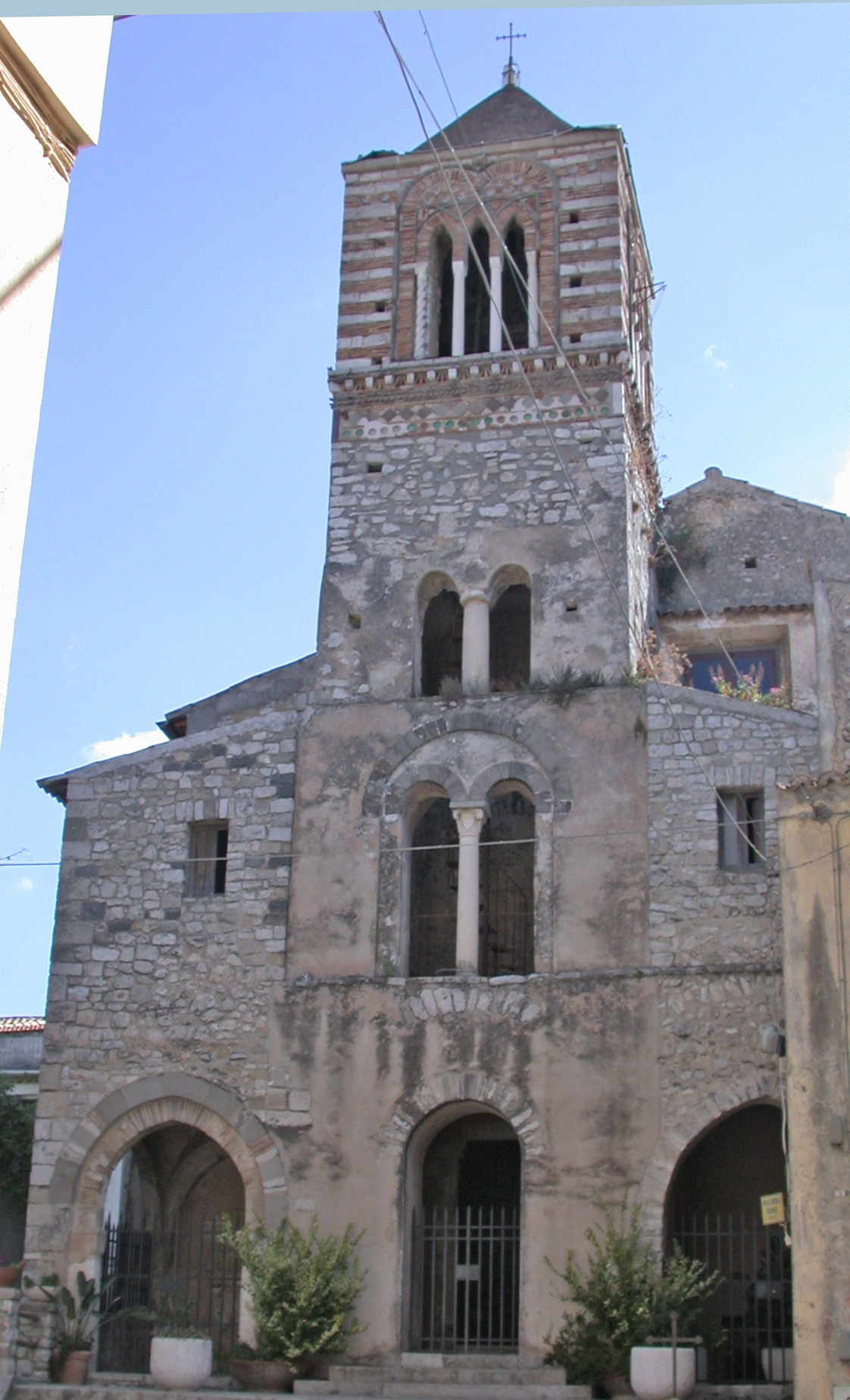
La Chiesa di San Michele Arcangelo a Itri

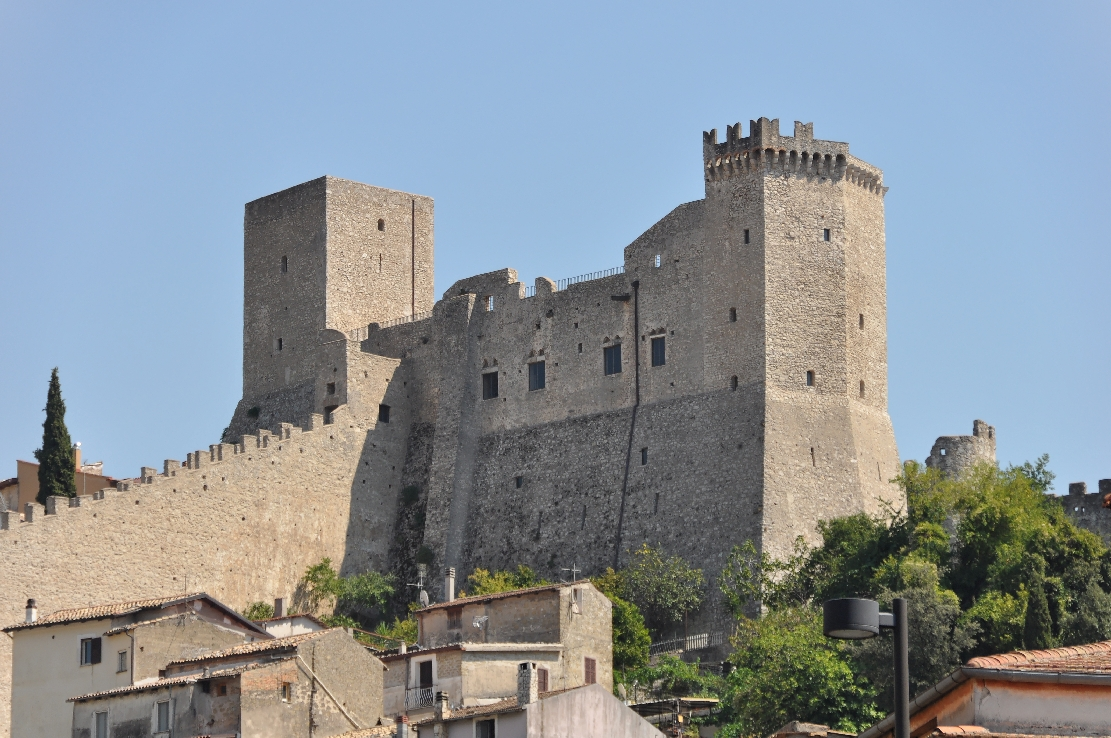
Il Castello di Itri fatto costruire dal duca di Gaeta Docibile I

Il Ducato di Gaeta acquisisce autonomia amministrativa dall'Impero bizantino nell'839, sotto i co-ipati Costantino e Marino I, sostituiti verso l'875 da Docibile I di Gaeta, che inaugura appunto la dinastia dei Docibile, sotto cui la città raggiungerà, nel X secolo, l'acme della potenza economica, politica e artistica, al punto da essere detta la piccola Venezia del Tirreno: commerciava con le più importanti città italiane, aveva consolati in Barberia, ebbe leggi proprie e una propria moneta, il follaro, largamente diffusa nei mercati italiani.Gaeta controllava un'area corrispondente grossomodo alla parte occidentale dell'attuale provincia di Latina e per alcuni anni ebbe il dominio sulle Isole Ponziane.
Per l'importanza dei traffici marittimi, il ducato si dotò di un'organizzazione peculiare, in cui il potere del duca era limitato dal peso dell'aristocrazia e di un popolo che si faceva sempre più forte, cosciente e prospero. Liberata da un assedio saraceno nell'846, con l'aiuto di Napoli e Amalfi, Gaeta sconfisse i musulmani a Ostia (849) e sul Garigliano (915); si valse peraltro del loro aiuto contro papa Giovanni VIII.
Nel 1032, a seguito di una crisi dinastica, i Docibile, che avevano regnato sino a quel momento, dovettero cedere Gaeta al Principato di Capua, e per i successivi sessant'anni duchi indipendenti si alternarono a vassalli capuani, finché nel 1100 nuovi duchi normanni liberarono la città e la mantennero indipendente fino al 1135, quando l'ultimo duca, Riccardo III, la lasciò in eredità a Ruggero II di Sicilia.

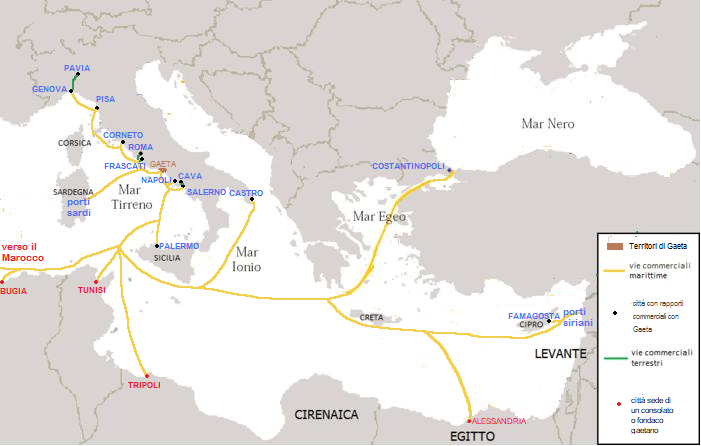
Espansione e commerci di Gaeta

### Noli

Bandiera: croce di San Giovanni Battista

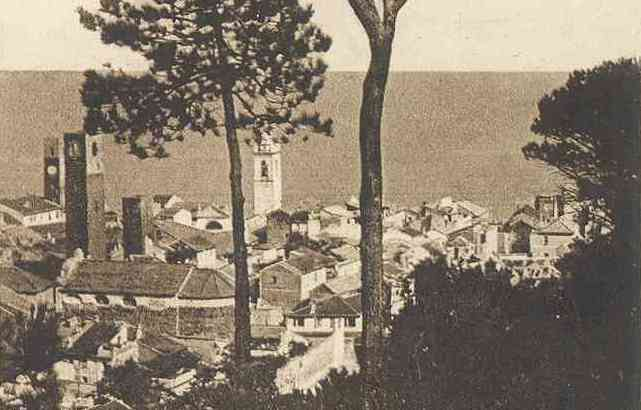
Panorama di Noli (1941)

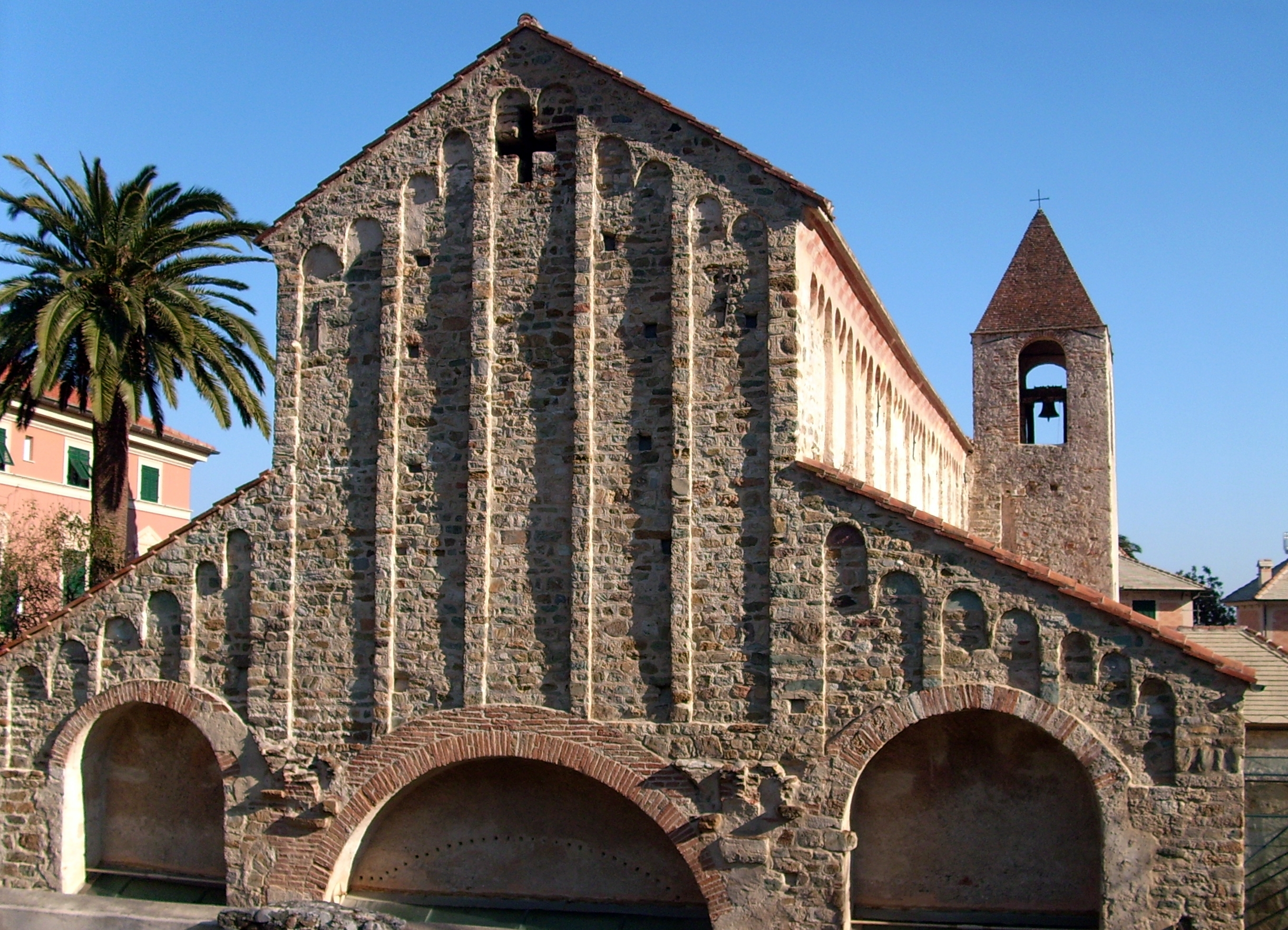
Chiesa di San Paragorio

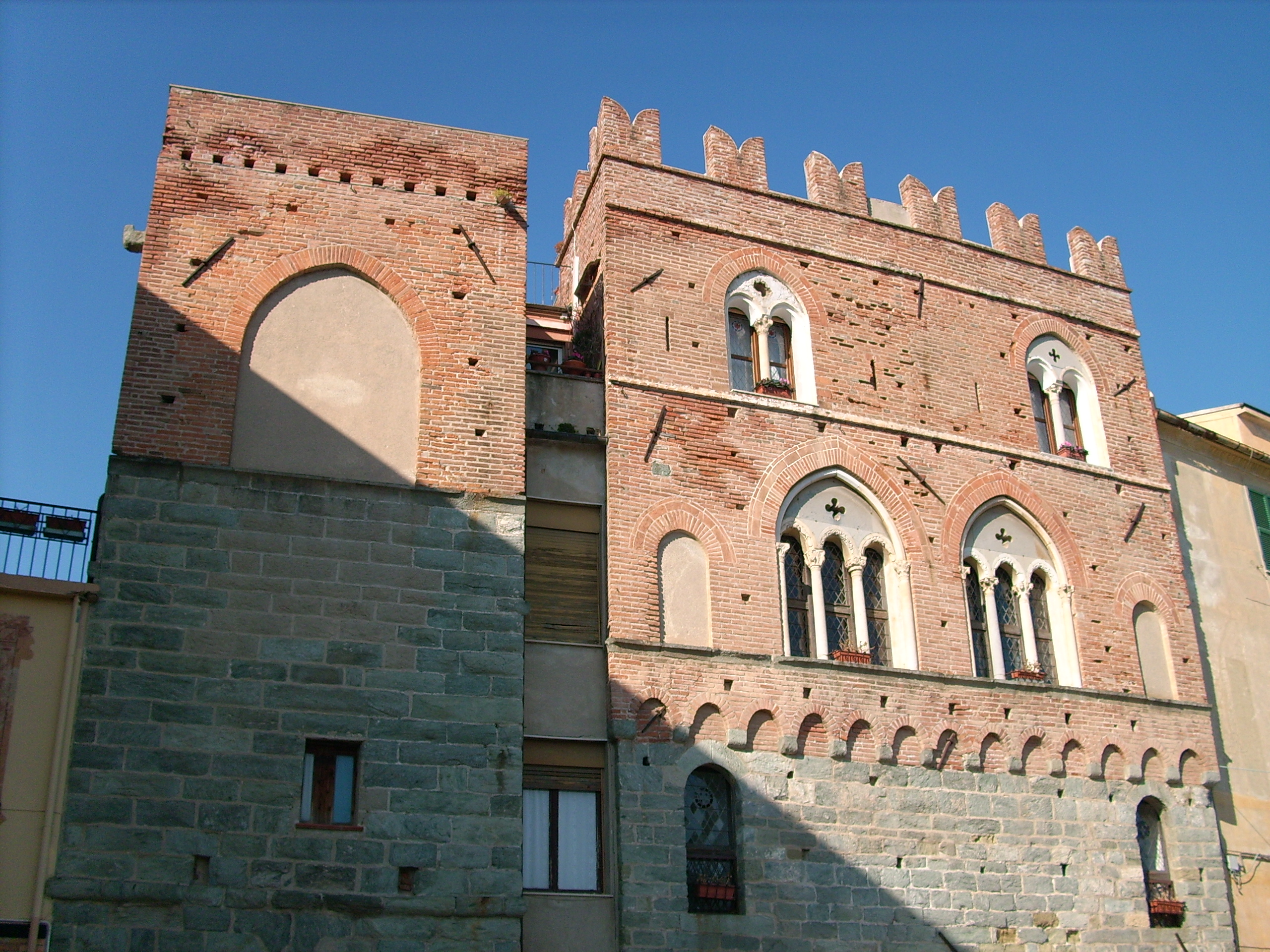
Palazzo della Loggia

La fortuna di Noli cominciò con le Crociate: la sua particolare posizione geografica la rese infatti un importante porto per la costruzione delle navi e il trasporto di uomini e vettovaglie diretti in Terrasanta. Partecipando alle crociate, Noli ottenne numerosi privilegi dai sovrani cristiani di Antiochia e di Gerusalemme e soprattutto ingenti ricchezze, con cui poté comprare gradatamente i vari diritti marchionali dai marchesi del Carretto, da cui dipendeva, fino alla completa indipendenza nel 1192, ufficializzata quattro anni dopo da Enrico VI di Svevia.
Ad appena dieci anni dalla sua nascita, i consoli del neonato comune decisero di allearsi con la vicina e assai più potente Repubblica di Genova: nel 1202 infatti Noli sottoscrisse un'alleanza assai vincolante, condizione che sarebbe durata per tutta la sua esistenza. Questo rese Noli una repubblica marinara "anomala" rispetto alle altre: non batté mai moneta propria né ebbe fondachi autonomi, appoggiandosi per queste cose ai genovesi, pur mantenendo una totale indipendenza interna.
La piccola repubblica visse un periodo di florida espansione durante tutto il XIII e il XIV secolo, in cui costruì molte nuove torri, si dotò di una cinta muraria ed estese i suoi confini fino ai limitrofi paesi di Orco, Mallare, Segno e Vado. Città fortemente guelfa, aderì alla Lega Lombarda contro Federico II di Svevia e fu per questo premiata da papa Gregorio IX con la costituzione della diocesi di Noli nel 1239 e la donazione dell'Isola di Bergeggi.
Ma la prosperità di Noli era legata alle crociate: quando queste terminarono, la sua posizione geografica, tanto utile nel Duecento, si rivelò inadatta ai traffici di maggior cabotaggio delle navi quattrocentesche: i nolesi, tagliati fuori dai commerci marittimi, cessarono ogni attività mercantile e divennero pescatori, pur conservando l'indipendenza per altri quattro secoli.
All'isolamento commerciale si aggiunsero le continue guerre con i vicini comuni di Savona e Finale Ligure, che condannarono la cittadina ligure a una lunga decadenza, destinata a durare fino alla fine dell'indipendenza, avvenuta nel 1797 con l'annessione alla Repubblica Ligure. Secondo alcuni studiosi, nacque a Noli il navigatore Antonio de Noli, esploratore delle coste africane, ma esiste un acceso dibattito in merito.

## Rapporti tra le repubbliche marinare
Le relazioni tra le repubbliche marittime traevano origine dalla loro natura di stati votati alla navigazione e al commercio marittimo. Queste relazioni riguardarono di volta in volta accordi di natura economica e politica, allo scopo di trarre reciprocamente profitto da una rotta commerciale o per decidere di comune accordo di non ostacolarsi.
Nei primi secoli, quando ancora non erano divenute così forti da contrastarsi le une con le altre, le città marinare furono spesso alleate allo scopo di liberare le loro rotte dai corsari saraceni: si vedevano così insieme Genova e Pisa, Venezia e Ancona, Amalfi e Pisa: addirittura nel 1087 la cosiddetta crociata di Mahdia vide schierate fianco a fianco Genova, Gaeta, Pisa e Amalfi. Ma questa situazione ebbe vita breve: in capo a pochi decenni la concorrenza per il controllo delle rotte commerciali con l'Oriente e nel Mediterraneo scatenò cruentissime guerre fratricide e una vera e propria selezione tra le repubbliche marinare: Amalfi sarà saccheggiata da Pisa, che sarà distrutta da Genova, che sarà sconfitta da Venezia.

### Venezia e Genova

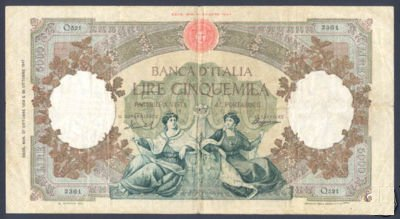
Dal 1947 al 1963 le 5 000 lire (e anche le 10 000) recavano l'allegoria delle due repubbliche marinare più potenti e rivali: Genova e Venezia

I rapporti tra Genova e Venezia furono quasi sempre di forte ostilità e concorrenza, sia economica sia militare. Sino all'inizio del XIII secolo le ostilità si limitarono a singoli atti di pirateria e a isolate schermaglie. Verso il 1218 le Repubbliche di Venezia e di Genova si accordavano per mettere fine alla dannosa corsarerìa con la garanzia di tutelarsi reciprocamente, mentre ai Genovesi veniva garantita la libertà di traffico nelle terre dell'impero orientale, nuovo e redditizio mercato.

#### La guerra di San Saba e il conflitto 1293-1299

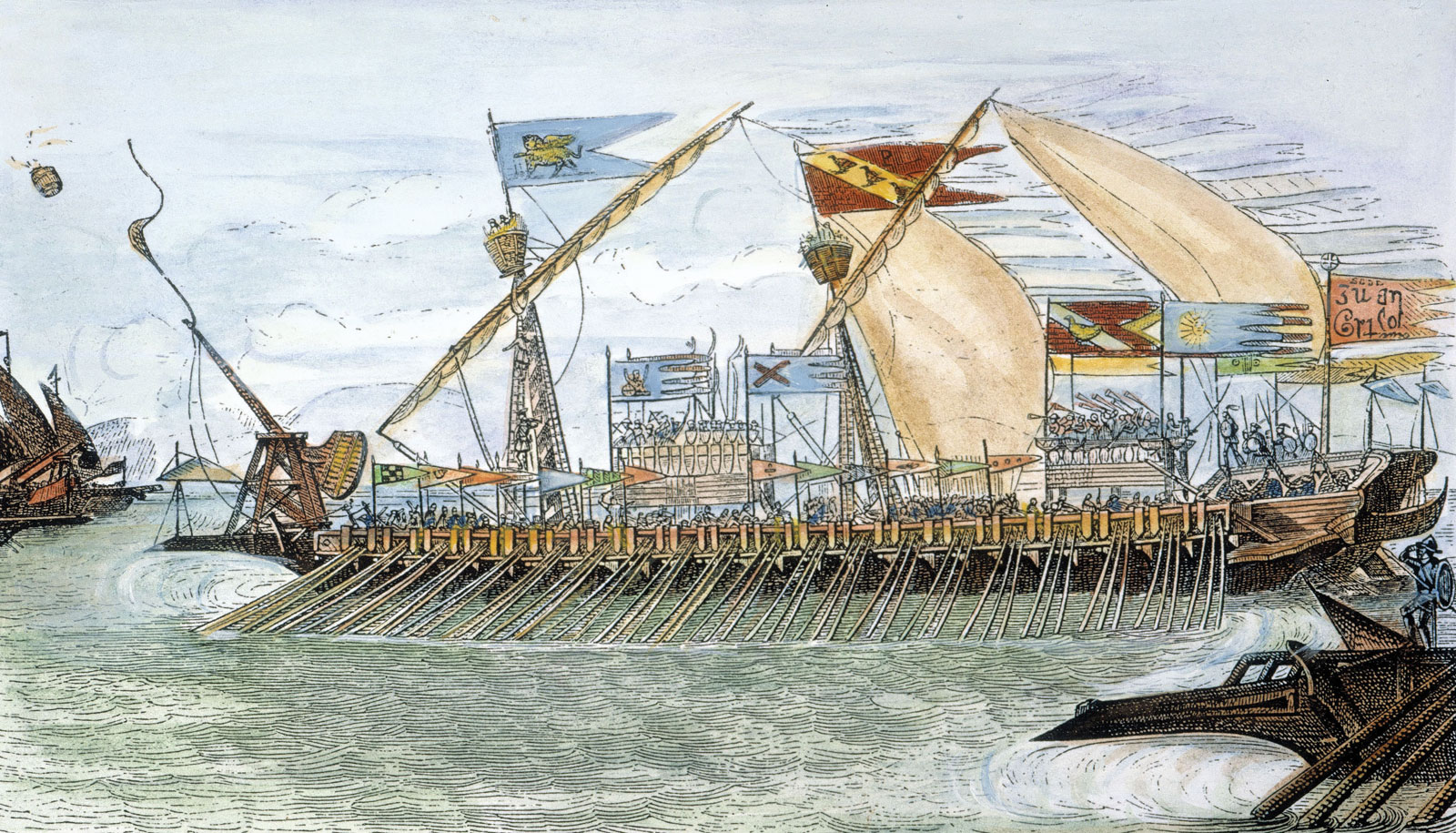
Una galea veneziana durante la battaglia di Curzola (incisione del XIX sec.)

La prima vera guerra scoppiò ad Acri, città in cui entrambe le repubbliche avevano un quartiere, per il possesso del monastero di san Saba: nel 1255 i genovesi lo occuparono, saccheggiarono il quartiere veneziano e affondarono le navi in porto. La Serenissima, alleatasi con Pisa per i comuni interessi siro-palestinesi, rispose distruggendo il monastero. La fuga dei genovesi e del signore di Toron, Filippo di Montfort, concluse la prima fase di quella spedizione punitiva.
Già nel 1258 le tre potenze marittime si scontrarono in un'impari lotta nelle acque antistanti Acri. La flotta genovese fu sgominata e i veneziani catturarono 300 marinai e alcune galee. Venezia e Pisa avevano dalla loro i sovrani di Cipro e Gerusalemme, mentre con i genovesi si schierò Ancona. I genovesi risposero alleandosi con l'Impero di Nicea, formato dai bizantini cacciati da Costantinopoli dai veneziani con la Quarta crociata e intenzionati a riprendersela: nel 1261 i niceni abbatterono l'Impero latino di Costantinopoli, Stato-fantoccio dei veneziani che reggeva la città. Genova sostituì quindi Venezia nel monopolio dei commerci col Mar Nero, almeno fino alla battaglia di Curzola (1298) - dove furono catturati Andrea Dandolo e Marco Polo - che, anche se vinta da Genova, lasciò entrambe le rivali esauste.

#### La guerra degli Stretti
L'espansione della Dominante nel Mar Nero portò allo scoppio di un nuovo conflitto con Venezia, la cui flotta, alleata con l'Impero d'Oriente e capeggiata da Niccolò Pisani, tentò di scacciare i genovesi dalla loro colonia di Galata, ma fu respinta da Pagano Doria; i due si scontrarono di nuovo nella battaglia del Bosforo, di esito indeciso (1352). Ma nel 1353 il veneziano si alleò con gli Aragonesi per attaccare la città genovese di Alghero, in Sardegna: la battaglia della Lojera fu la più grande disfatta genovese prima di allora. I liguri si rifecero nel 1354 presso l'isolotto di Sapienza, nel Peloponneso; ma della vittoriosa battaglia di Sapienza Genova non seppe approfittare e l'anno dopo le due stipularono una pace non troppo onerosa, impegnandosi a non mandare navi alla Tana per tre anni.

#### La guerra di Chioggia
Verso la fine del XIV secolo i genovesi occuparono Cipro e Tenedo, fatto che scatenò la reazione dei veneziani, i quali, dopo un iniziale successo, furono sconfitti a Pola dai genovesi, che occuparono Chioggia e posero l'assedio a Venezia. Ma i veneziani riuscirono ad allestire una nuova flotta e ad assediare a loro volta a Chioggia i genovesi, che furono costretti ad arrendersi. La pace di Torino (1381) che pose fine alla guerra, causò effetti contrapposti: Genova, sconfitta una volta per tutte, poté conservare Cipro ma prese la strada di una decadenza durata fino al Cinquecento; Venezia, vincitrice stremata, dovette scendere a patti con gli alleati della rivale e cedere la Dalmazia all'Ungheria, ma riuscirà a riprendersi nel Quattrocento.

#### La Lega Santa e la Battaglia di Lepanto

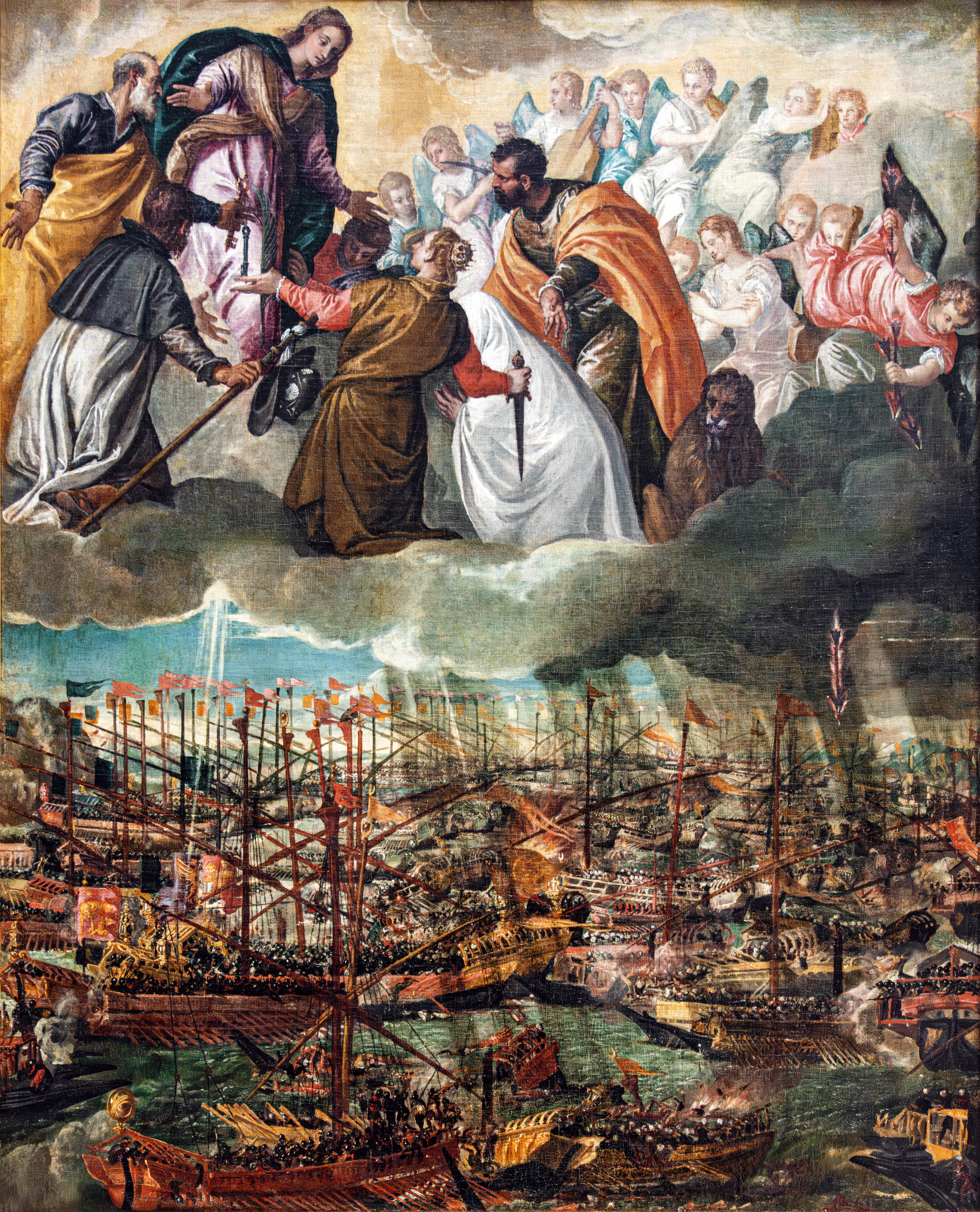
Allegoria della battaglia di Lepanto di Paolo Veronese

Intorno alla metà del XV secolo Genova aveva stipulato un'alleanza con Firenze e Milano, facente capo a Carlo VII di Francia; di contro, Venezia si era avvicinata notevolmente ad Alfonso V d'Aragona, insediato sul trono di Napoli. A causa delle rivalità degli Stati italiani, si erano formate due grandi coalizioni, dietro le quali si andava progressivamente sviluppando l'intervento straniero nella penisola.
Ma l'espansione dell'Impero ottomano dopo la caduta di Costantinopoli nel 1453 mise a repentaglio i commerci orientali delle due repubbliche, che quindi abbandonarono i loro scontri per aderire alla Lega Santa creata da papa Pio V. La maggior parte della flotta cristiana era formata da navi veneziane, circa 100 galee; Genova invece era sotto bandiera spagnola, poiché aveva noleggiato a Filippo II tutte le sue navi: l'imponente flotta si riunì nel golfo di Lepanto per scontrarsi con la flotta turca comandata da Sinan Kapudan Paşa. Era il 7 ottobre del 1571 e la battaglia di Lepanto, combattuta da mezzogiorno al tramonto, si risolse con la vittoria della Lega cristiana.
Ciononostante, in seguito gli Ottomani fecero capitolare molte colonie genovesi e veneziane e costrinsero le due repubbliche a cercare un nuovo destino: Genova lo trovò nella nascente finanza internazionale, Venezia nell'espansione terrestre.

### Genova e Pisa
Queste due repubbliche marinare ebbero molti scambi, data la loro vicinanza. In principio, i rapporti furono di collaborazione e di alleanza nell'affrontare l'incombente e sempre più minacciosa espansione musulmana. In seguito, però, si accesero le rivalità per primeggiare nella parte occidentale del Mediterraneo.

#### Alleate contro i Saraceni

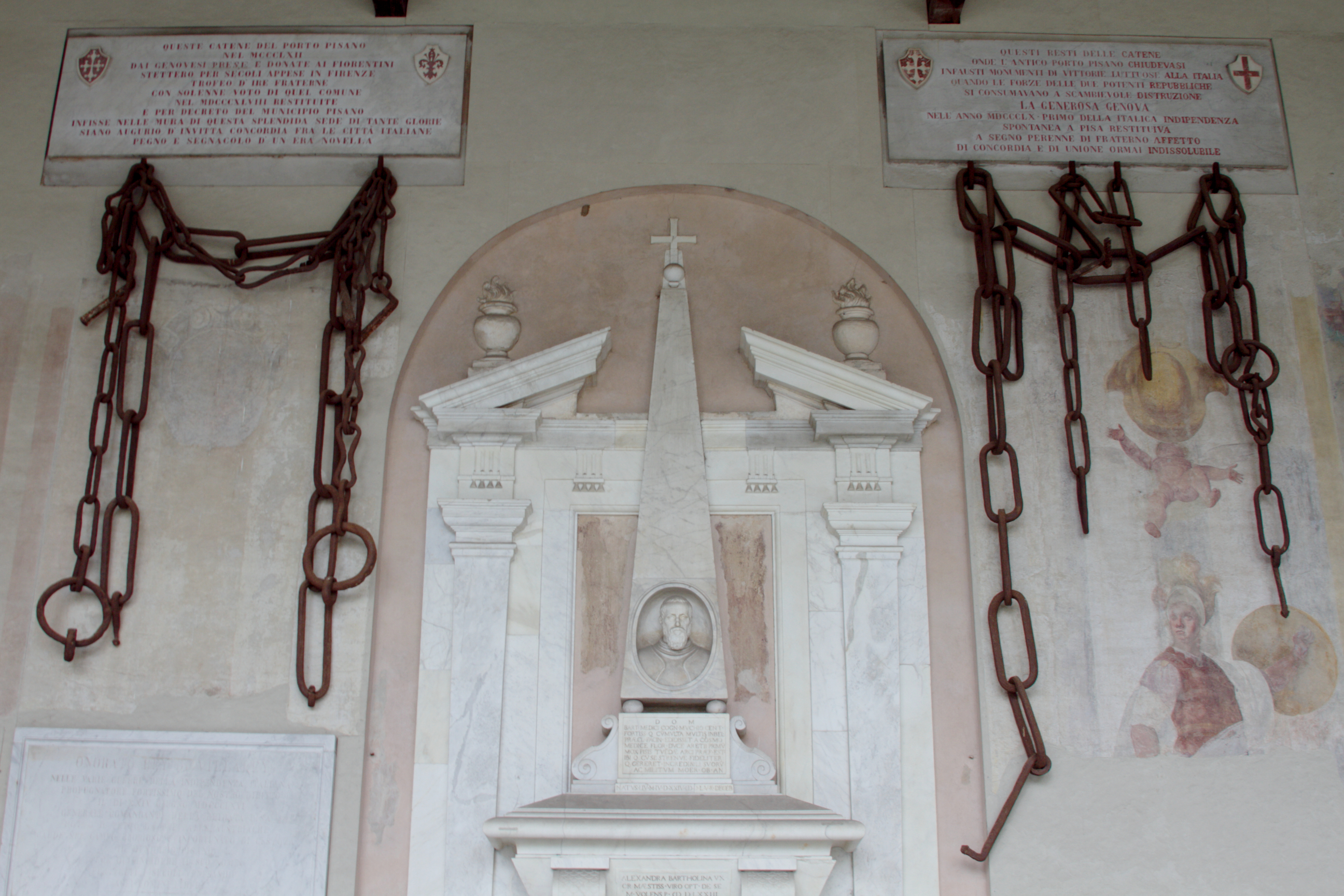
Le catene del porto di Pisa, prese da Genova durante le lotte tra le due repubbliche marinare e restituite, con l'eccezione di pochi anelli, parte nel 1848 e parte nel 1860, in segno di fratellanza italiana

All'inizio del secondo millennio, Genova e Pisa si unirono per sgominare la flotta saracena di Mujāhid al-ʿĀmirī (detto in Italia Musetto o Mugetto), che, dalla base di Torres, in Sardegna, danneggiava i loro commerci. Le operazioni riuscirono, ma ben presto iniziarono dispute per il controllo dei territori conquistati: a causa delle limitate forze a loro disposizione, non riuscirono a occupare la grande isola del Tirreno per molto tempo.
Le numerose contese, anche armate, furono superate nel 1087 quando si riallearono contro il comune nemico e, con un'imponente flotta di duecento galee genovesi e pisane ma anche di Amalfi, Gaeta e Salerno, attaccarono la città tunisina di al-Mahdiyya. Il 21 aprile 1092 papa Gregorio VII affidava a Pisa il governo della Corsica. Quella stessa vittoriosa spedizione convinse il pontefice Urbano II che il progetto di una grande crociata per liberare la Terrasanta era possibile.
Intorno agli anni venti del secolo, inviati da papa Pasquale II, i Pisani e i Genovesi liberarono le Isole Baleari. Il Papa, come atto della propria riconoscenza, concesse alle due repubbliche molti privilegi; all'arcivescovo di Pisa fu riconosciuta la primazia sulla Sardegna e confermata quella sulla Corsica.

#### La prima guerra
Le concessioni del pontefice all'arcivescovato pisano incrementarono notevolmente la fama della repubblica toscana in tutto il Mediterraneo, ma suscitarono, allo stesso tempo, le invidie dei Genovesi, che presto si trasformarono in competizione e in scontri per il controllo della Corsica: questi attaccarono Pisa due volte, nel 1066 e nel 1070, ma furono sconfitti.
La guerra riprese nel 1119, quando i Genovesi assaltarono delle galee pisane, dando origine ad una sanguinosa guerra, combattuta in mare e in terraferma, che durò fino al 1133 interrotta da diverse tregue, alcune rispettate, altre violate. Gli scontri ebbero alterne vicende e si conclusero con la spartizione fra le due contendenti dell'influenza sui vescovati corsi. La pace fu ottenuta anche grazie all'intercessione dell'allora papa Innocenzo II.

#### La seconda guerra

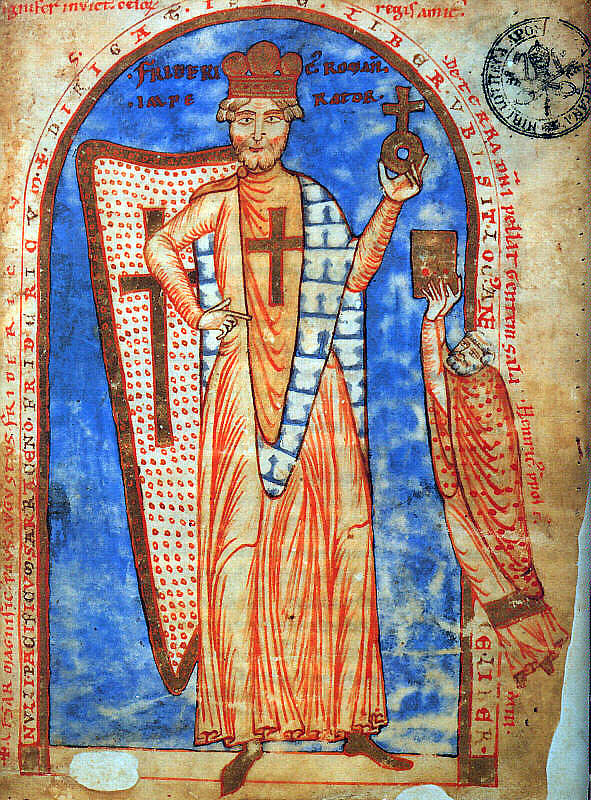
Il Barbarossa

Quando l'imperatore Federico Barbarossa scese in Italia per contrastare il potere dei Comuni italiani, Genova appoggiò la causa imperiale seppur con alcune riserve. Pisa, invece, concesse il proprio appoggio incondizionato all'imperatore partecipando all'assedio di Milano. Nel 1162 e nel 1163 Federico I di Svevia concesse alla fedele Pisa notevoli privilegi, come il controllo della costa tirrenica fino a Civitavecchia.
Ciò riaccese il risentimento genovese, che anche in questo caso non tardò a trasformarsi in guerra aperta, con scontri dalle alterne fortune. Genova, indebolita da scontri di fazione e guerre per il controllo dell'Oltregiogo, subì una serie di sconfitte navali; per rimediarvi, a metà degli anni 1160 strinse un'alleanza con Lucca: in cambio di un attacco via terra contro Pisa, da combinare con quello navale, i genovesi avrebbero costruito per i lucchesi una torre (torre Motrone) lungo la via Regia, nella zona dove ora sorge Viareggio. L'alleanza tra Lucca e Genova verrà rinnovata altre volte, ma la torre sarà poi distrutta dai pisani nel 1170, durante un'altra serie di scontri, in cui intervenne anche Firenze in aiuto di Pisa.
Lo scontro ebbe una pausa in occasione della quarta discesa in Italia del Barbarossa, ma riprese subito dopo la sua partenza.
La pace fu raggiunta nel 1175 con il ritorno dell'imperatore in Italia. L'accordo favoriva Genova, che vedeva espandersi i propri territori d'oltremare. Successivamente, Pisa e Genova parteciparono alla campagna bellica guidata da Enrico VI di Svevia, successore del Barbarossa, contro il regno di Sicilia.

#### La battaglia del Giglio
Nel 1241 papa Gregorio IX aveva indetto un concilio a Roma per confermare la scomunica dell'imperatore Federico II di Svevia; Genova, allora in mano ai guelfi, si offrì di scortare i prelati francesi, spagnoli e lombardi, per difenderli dai ghibellini, con l'aiuto di Venezia e del papato. Ma la flotta imperiale, assistita da quella di Pisa, la distrusse tra l'Isola del Giglio e l'Isola di Montecristo. La battaglia del Giglio segnò l'apice della potenza dei ghibellini.

#### La battaglia della Meloria e la fine di Pisa

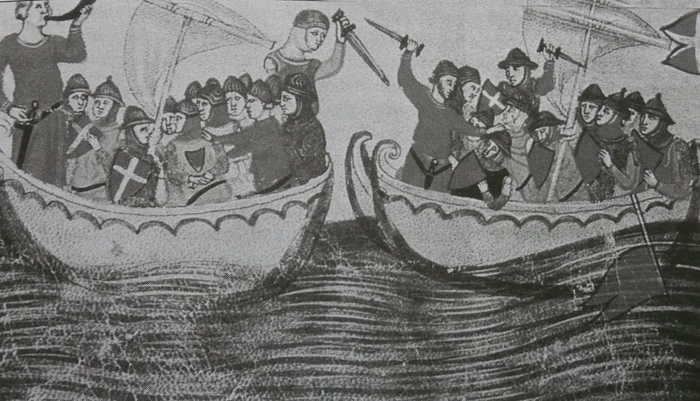
La Battaglia della Meloria, dalla Nova Cronica

Dal 1282 al 1284 Genova e Pisa tornarono a combattersi duramente: l'episodio decisivo di quegli scontri fu la lunga battaglia navale della Meloria del 6 agosto 1284, in cui la vittoria arrise alla Dominante, mentre le galee pisane, lasciate sole dal conte Ugolino, furono costrette a ritirarsi nel porto di Pisa.
Migliaia furono i prigionieri condotti dai Genovesi nelle carceri di Malapaga: fra di essi il poeta Rustichello da Pisa, che incontrò un altro prigioniero celebre, Marco Polo, catturato nel corso della battaglia di Curzola, e trascrisse le avventure dell'esploratore veneziano nel Milione.
La disfatta, che costò a Pisa migliaia di uomini, segnò il definitivo arresto della potenza della Repubblica toscana, la quale non riuscirà più a riacquistare la posizione di dominio nel Mediterraneo occidentale. Circa cinquant'anni dopo, il signore di Pisa Fazio Novello della Gherardesca sottoscrisse degli accordi di amicizia con la città ligure: ma a dispetto di essi, nel 1406 i genovesi aiutarono i fiorentini nell'assedio di Pisa, che porterà alla fine della gloriosa e secolare Repubblica.

### Venezia e Pisa

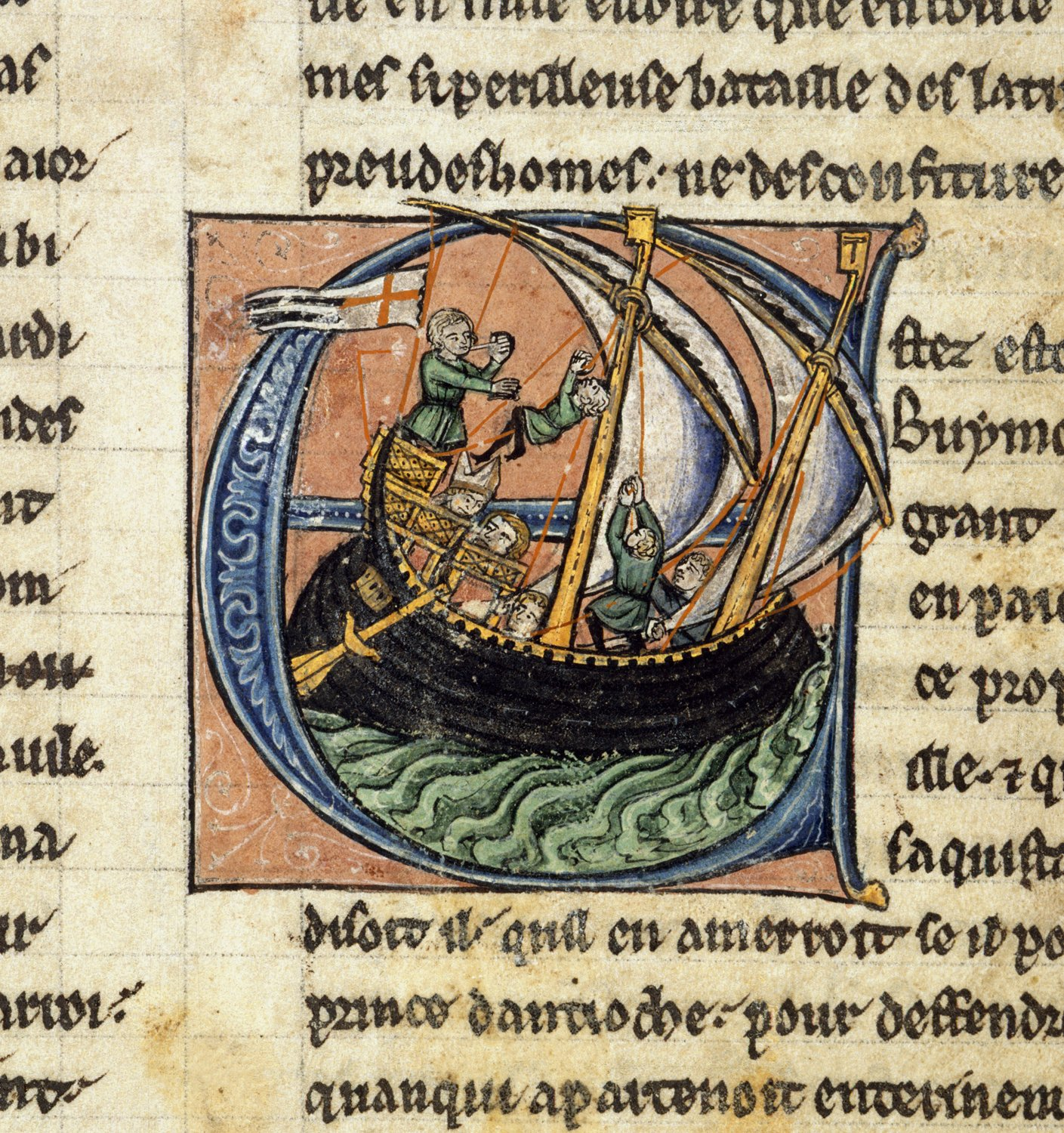
Daimberto da Pisa naviga verso la Puglia

Il primo scontro fra Pisa e Venezia fu scatenato dalla concorrenza per la partecipazione alla Prima crociata. Le due repubbliche si erano mosse tardivamente: cinque mesi dopo la conquista crociata di Gerusalemme non erano neppure giunte in Terrasanta, ma stavano svernando nelle acque di Rodi, dove vennero a battaglia nel dicembre 1099: Dagoberto da Pisa, comandante della flotta pisana, fu sconfitto dal vescovo veneziano Eugenio Contarini; la Serenissima si assicurò così il monopolio dei commerci con Bisanzio.
Successivamente la flotta veneziana contribuì alla presa di Haifa mentre Daiberto divenne il primo patriarca di Gerusalemme e incoronò Goffredo primo sovrano cristiano di Gerusalemme Ma i rapporti tra Pisa e Venezia non furono sempre caratterizzati da rivalità e antagonismo. Infatti le due repubbliche, nel corso dei secoli, stipularono diversi accordi con i quali si stabilivano le zone di influenza e di azione di Pisa e di Venezia in modo tale da non ostacolarsi.
Il 13 ottobre 1180 fu stipulato un accordo per la non ingerenza reciproca negli affari adriatici e tirrenici tra il doge di Venezia e il rappresentante dei consoli pisani e nel 1206 Pisa e Venezia concludevano un trattato nel quale si ribadivano le rispettive zone d'influenza. Nonostante la loro amicizia, Venezia non aiutò Pisa nella sua crisi: un errore per alcuni storici, poiché perse un'alleata e rafforzò la rivale Genova.
Nel 1494-1509, durante lo svolgersi degli avvenimenti relativi all'assedio di Pisa da parte di Firenze, la Serenissima, seguendo la sua politica tendente ad assicurare la "libertà d'Italia" con l'eliminazione di ogni intervento straniero sul suolo italiano, era corsa a soccorrere i Pisani che tentavano di salvare la restaurazione della propria repubblica dall'aggressione di Firenze, non osteggiata da Carlo VIII, sovrano di Francia, presente in Italia con il suo esercito.

### Amalfi e Pisa

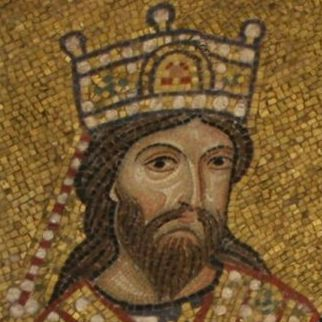
Ruggero II di Sicilia

Amalfi, già dall'ultimo ventennio del secolo XI, aveva perso la completa autonomia, anche se continuava i propri scambi commerciali godendo, almeno in questo periodo, di un'ampia autonomia amministrativa. Sotto la protezione del normanno Guglielmo II di Sicilia, terzo Duca di Puglia, gli amministratori di Amalfi raggiunsero, nell'ottobre 1126, un proficuo accordo commerciale con Pisa, allo scopo di collaborare nella tutela dei comuni interessi nel Tirreno: accordo frutto di un'amicizia coi toscani che durava ormai da decenni. Ma quando si scatenò una guerra che vedeva impegnati papa Innocenzo II e l'imperatore Lotario III (e con loro le repubbliche di Genova e Pisa) contro il normanno Ruggero II di Sicilia (che controllava il territorio di Amalfi), l'esercito di Pisa, ritenendo che l'accordo del 1126 non fosse più valido per la soggezione di Amalfi ai Normanni, attaccò la città costiera il 4 agosto 1135 e la depredò brutalmente.
Anche se la guerra si concluse in favore di Ruggero II (che vide riconosciuti i propri diritti sui territori dell'Italia meridionale), Amalfi aveva subito un colpo durissimo, col quale perse, assieme alla flotta, anche la sua autonomia amministrativa.

### Amalfi e Gaeta

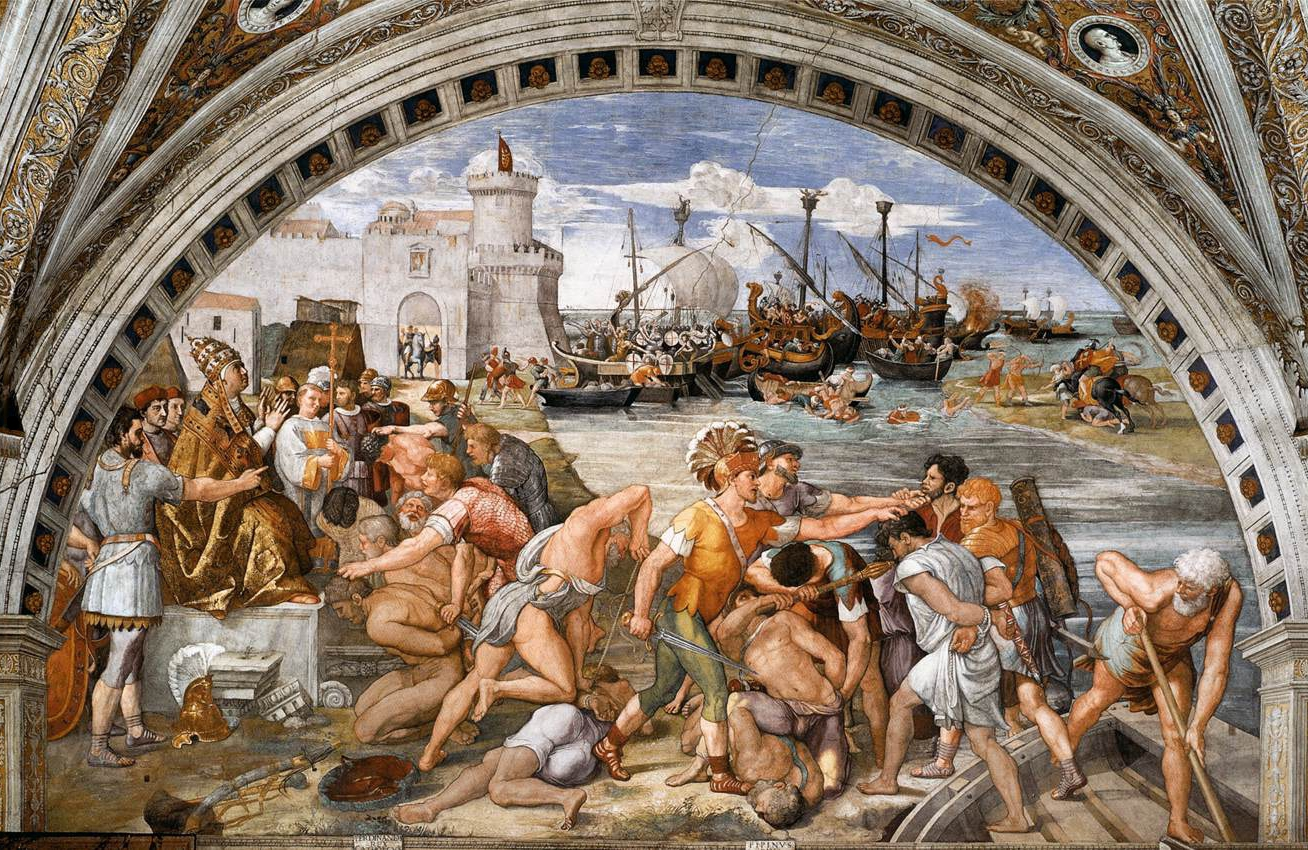
La battaglia di Ostia in un affresco delle Stanze di Raffaello, indicativo della leggendaria fama dello scontro

Amalfi e Gaeta furono spesso alleate, insieme ad altri Stati del Meridione, per contrastare i corsari saraceni: nell'846, insieme ai ducati di Napoli e Sorrento, sconfissero per la prima volta i musulmani nella battaglia di Licosa. Nell'849 le due città aderirono alla Lega campana (assieme a papa Leone IV, a Napoli e a Sorrento) per difendere il porto di Ostia e quindi Roma dall'invasione saracena. La Battaglia di Ostia è considerata da alcuni eminenti storici la prima vera lega militare tra stati italiani e la più grande vittoria di una flotta cristiana sui musulmani prima di Lepanto.
Ma la vittoria definitiva sui musulmani giunse nel 915, quando Amalfi e Gaeta formarono la Lega romana con papa Giovanni X, Napoli, Capua, Salerno, Benevento, il Regno d'Italia e l'Impero d'Oriente e vinsero la decisiva battaglia del Garigliano, con cui distrussero la grande colonia arabo-berbera del Garigliano e bloccarono l'espansione musulmana in Italia. Infine, nel 1087 Amalfi e Gaeta unirono le loro flotte a quelle di Pisa, Genova e Salerno e attaccarono con successo il porto tunisino di al-Mahdiyya.
Nonostante la repressione della corsareria, le due repubbliche mantennero sempre ottimi rapporti con i Paesi islamici: per spiegare questo apparente controsenso, bisogna ricordare che i saraceni non erano sudditi di emiri o califfi, e che questi erano anzi i principali partner commerciali dei due ducati e potevano, a seconda delle circostanze, risultare utili per preservare la propria indipendenza contro l'imperatore greco o quello germanico.

### Venezia, Ancona e Ragusa

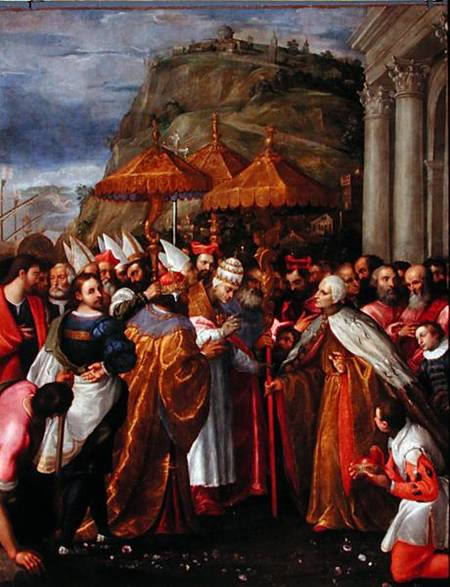
Pace di Venezia (1177): Alessandro III, il Barbarossa e il Doge si incontrano in Ancona (G. Gamberato)

Nonostante nell'XI secolo Venezia e Ancona fossero state alleate contro i saraceni, ben presto prevalse la competizione commerciale di Venezia da una parte e Ancona con Ragusa dall'altra, poiché tutte e tre le città si affacciano sul mare Adriatico. Si arrivò in più di un'occasione allo scontro aperto: la Serenissima, consapevole della propria maggiore potenza economica e militare, non gradiva la concorrenza di altre città marinare nell'Adriatico e, per resisterle, Ancona e Ragusa strinsero ripetute e durevoli alleanze, quasi una federazione. Esse svilupparono anche una via commerciale alternativa a quella veneziana (Venezia-Germania-Austria), che iniziava dall'Oriente, passava per Ragusa ed Ancona, interessava Firenze per giungere infine nelle Fiandre.
Nel 1174 Venezia unì le proprie forze all'esercito imperiale di Federico Barbarossa per assediare Ancona. I lagunari bloccarono il porto di Ancona, mentre le truppe imperiali circondavano la città da terra. Dopo alcuni mesi di drammatica resistenza gli Anconitani, sostenuti dai Bizantini, riuscirono ad inviare un piccolo drappello in Emilia-Romagna, dove poterono chiedere il soccorso delle truppe di Ferrara e di Bertinoro, che cacciarono le soldatesche veneto-imperiali. La Pace di Venezia, tra le altre cose, regolò i rapporti tra le forze partecipanti all'assedio di Ancona. Circa venti anni più tardi, nel 1195 navi pisane ed anconitane tentarono di rendere libera dal controllo veneziano la navigazione in Adriatico, ma furono messe in fuga e inseguite sino a Costantinopoli.
Nel XIII secolo le tensioni continuarono: nel 1205 Venezia si impossessò di Ragusa e ne diresse quindi i destini per più di un secolo, frenandone l'espansione marittima. La città dalmata reagì sviluppando una fitta rete di rapporti commerciali con l'interno della penisola balcanica. Alcuni studi recenti considerano il periodo veneziano di Ragusa non una vera e propria soggezione, ma una sorta di protettorato. Inoltre, nel 1277 i lagunari attaccarono il porto di Ancona, subendo però una sonora disfatta: ebbe così inizio una nuova guerra, conclusasi nel 1281 con il trattato di Ravenna. Il XIV secolo vide la fine della dominazione veneziana su Ragusa (nel 1358), che poté così riconfermare la sua antica alleanza con Ancona.

### Pisa e Ancona
I rapporti tra le due repubbliche marittime dell'Italia centrale variarono molto a seconda delle circostanze: si combatterono nella guerra di San Saba, ma
si allearono contro Venezia due volte, nel 1195 e nel 1257.

### Noli e Genova

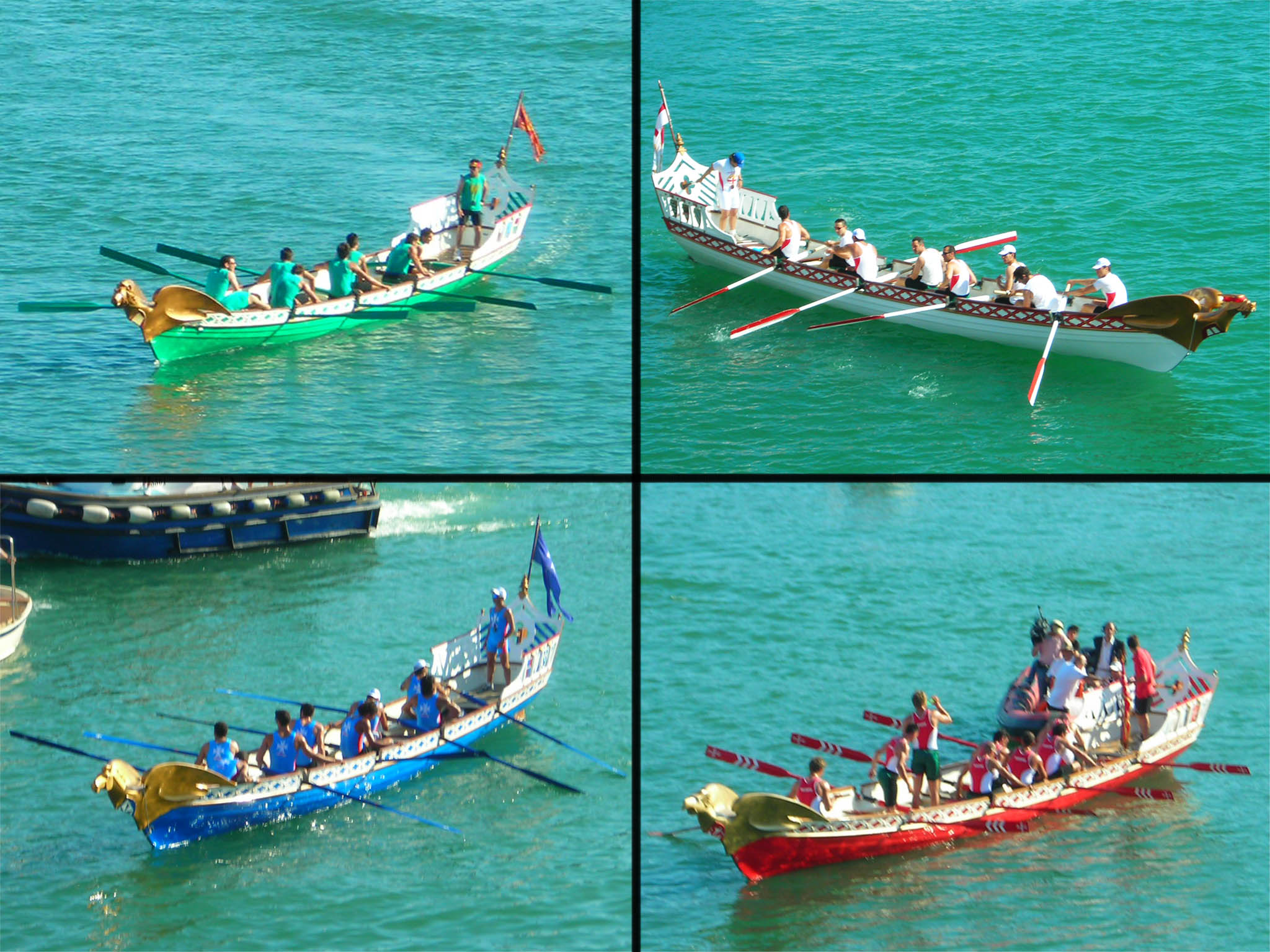
Le quattro imbarcazioni partecipanti alla regata

Come già detto, Noli fu un protettorato genovese dal 1202 alla fine della sua indipendenza: una scelta che le permise di non essere schiacciata dall'immensa superiorità della vicina, pur con qualche condizionamento nella politica estera. Noli ricambiò la protezione aiutando Genova nelle guerre contro Pisa e Venezia.

## La Regata delle Antiche Repubbliche Marinare
Nel 1955, per rievocare le gloriose gesta delle quattro repubbliche marinare più note, le amministrazioni comunali di Venezia, Genova, Amalfi e Pisa decisero di istituire la Regata delle Antiche Repubbliche Marinare, ovvero una competizione di canottaggio preceduta da un corteo storico.
L'evento si svolge ogni anno tra la fine di maggio e l'inizio di luglio, ed è ospitato a rotazione nelle suddette città. La squadra che conta più vittorie secondo l'albo d'oro è Venezia. seguita da Amalfi, Genova e Pisa

### Sulla nascita del concetto di repubbliche marinare
- Francesco Pirani, Le repubbliche marinare: archeologia di un'idea, in Medievalismi italiani - secoli XIX - XXI, a cura di Tommaso di Carpegna Falconieri e Riccardo Facchini, Gangemi editore, 2018, ISBN 9788849236170.
- Anna Ascenzi, Tra educazione etico-civile e costruzione dell'identità nazionale: l'insegnamento della storia nelle scuole italiane dell'Ottocento, edizioni Vita e Pensiero, 2004, ISBN 9788834310854.

### Sulle repubbliche marinare in genere
- Armando Lodolini (a cura dell'Ente per la diffusione e l'educazione storica), Le repubbliche del mare, Roma, edizioni Biblioteca di storia patria, 1967, ISBN non esistente.
- Adolf Schaube, Storia del commercio dei popoli latini del Mediterraneo sino alla fine delle Crociate, Torino, Unione tipografico-editrice Torinese, 1915, ISBN non esistente.
- Gabriella Airaldi, Benjamin Z. Ḳedar, I comuni italiani nel regno crociato di Gerusalemme, Genova, Università di Genova, Istituto di medievistica, 1986, ISBN non esistente.
- Gino Benvenuti, Le Repubbliche Marinare. Amalfi, Pisa, Genova, Venezia, Roma, Newton & Compton editori, 1998, ISBN 88-8183-718-8.
- Indro Montanelli, Storia d'Italia, Milano, RCS Quotidiani s.p.a., 2003, ISBN 9771129085056.
- Marc'Antonio Bragadin, Storia delle Repubbliche marinare, Bologna, Odoya, 2010,  p. 240, ISBN 978-88-6288-082-4.
- Arsenio Frugoni, Le Repubbliche marinare, Torino, Eri, 1958, ISBN non esistente.
- Paolo Gianfaldoni, Le antiche Repubbliche marinare. Le origini, la storia, le regate, CLD, 2001, ISBN 978-88-87748-36-9.
- Antonella Grignola (a cura di), Le repubbliche marinare - Amalfi, Genova, Pisa, Venezia, Colognola ai Colli (VR), Giunti, 1999, ISBN 978-88-440-1319-6.
- Adriano Prosperi, Gustavo Zagrebelsky, Paolo Viola, Michele Battini, Storia e identità- 1.Medioevo e Età moderna, Milano, Einaudi Scuola, 2012, ISBN 978-88-286-0979-7.
- Lodovico Antonio Muratori, Giosuè Carducci, Vittorio Fiorini, Istituto storico italiano per il Medio Evo, Rerum italicarum scriptores, 1942, ISBN non esistente.
- Giosuè Musca, Il Mezzogiorno normanno-svevo e le Crociate, Edizioni Dedalo, 2002, ISBN 978-88-220-4160-9.
- Enrico Leo, Storia degli stati italiani dalla caduta dell'impero romano fino all'anno 1840, vol. 2, Elibron, ISBN 978-0-543-96240-9.
- Cesare Balbo, Della storia d'Italia dalle origini fino ai nostri tempi, Unione tipografico-editrice, 1865,  p. 194, ISBN 978-1-142-39086-0. Ristampa BiblioBazaar, 2010
- Mario Ascheri, La città-Stato. Le radici del repubblicanesimo e del municipalismo italiani, Bologna, il Mulino, 2006
- Daniel Philip Waley, Le città-repubblica dell'Italia medievale, Torino, Einaudi, 1980
- Jean Charles Léonard Simonde de Sismondi, Storia delle Repubbliche italiane, Torino, Bollati Boringhieri, 1996
- Franco Franceschi, Ilaria Taddei, Le città italiane nel Medioevo XII-XIV secolo, Bologna, il Mulino, 2012
- Ermanno Orlando, Le repubbliche marinare, Bologna, il Mulino, 2021
- Camillo Manfroni, Storia della marina italiana dalle invasioni barbariche al trattato di Ninfeo (anni di Cristo 400-1261), Livorno, Regia Accademia navale, 1899
- (EN) Bohun Lynch, The Italian Riviera: Its Scenery, Customs, and Food, with Notes Upon the Martime Alps, Doubleday, Doran, 1927
- Approfondimenti:
  -  Antonio Lefebvre D'Ovidio, Gabriele Pescatore, Leopoldo Tullio, Manuale di diritto della navigazione, Milano, Giuffrè, 2011, ISBN 978-88-14-15586-4.
  -  Emma Bernini, Carla Campanini, Cristina Casoli, con la collaborazione di Elisa Bellesia, Nuovo Eikon- Guida alla Storia dell'Arte, Roma-Bari, Editori Laterza, 2012, ISBN 978-88-421-1040-8.
  -  Francesco Morace, Il senso dell'Italia. Istruzioni per il terzo miracolo italiano, Libri Scheiwiller, 2008,  p. 15, ISBN 978-88-7644-550-7.
  -  Werner Sobart, Lusso e capitalismo, Edizioni del Veltro, 1982, ISBN 88-400-0113-1.
  -  Franco Cardini, Crociate, Firenze, Giunti Editore, 2001,  pp. 36, 174, ISBN 978-88-09-21163-6.
  - (FR) Ph. Lauer, Codex Parisinus latinus, in Catalogue des manuscrits latins, 1395, ISBN non esistente.
  -  Magda Jászay, Incontri e scontri nella storia dei rapporti italo-ungheresi, Rubbettino Editore, 2003,  p. 139, ISBN 978-88-498-0378-5.
  -  Elena Maffei, Dal reato alla sentenza: il processo criminale in età comunale, Roma, Edizioni di storia e letteratura, 2005, ISBN 978-88-8498-179-0.
  -  Almanacco militare illustrato, Tipografia G. Cassone, 1867. Ristampa: A. Forni, 1963, ISBN non esistente
  -  Aurelio Romano, Tradizioni militari italiane, 1867,  p. 79, ISBN 978-1-143-33821-2. Ristampa: BiblioBazaar, 2010.
  -  Giuseppe A. Possedoni (a cura di), Ciriaco d'Ancona e il suo tempo, Edizioni Canonici, 2002, ISBN non esistente.
  -  Guido Camarda, Salvatore Corrieri, Tullio Scovazzi, La riforma del diritto marittimo nella prospettiva storica, Giuffrè Editore, 2010,  p. 34, ISBN 978-88-14-15370-9.

### Sulle singole repubbliche
Amalfi
- Umberto Moretti, La prima repubblica marinara d'Italia: Amalfi. Con uno studio critico sulla scoperta della bussola nautica (ristampa anastatica dell'edizione originaria del 1904), A. Forni, 1998, ISBN 978-88-271-2882-4.
- AA. VV., Amalfi, in Napoli e dintorni (guide rosse del TCI), Touring editore, 2001,  pp. 625-626, ISBN 978-88-365-1954-5.
- Matteo Camera, Istoria della città e costiera di Amalfi in due parti divisa, Napoli, Stamperia e Carteria del Fibreno,  p. 100, ISBN non esistente.
- AA. VV., Touring Club Italiano, Guida Blu, Touring editore, 2005,  p. 112.

Genova
- Gino Benvenuti, Storia della Repubblica di Genova, Mursia, 1977, ISBN non esistente.
- Carlo Varese, Storia della repubblica di Genova: dalla sua origine sino al 1814, Varese, Tipografia d'Y. Gravier, 1836, ISBN non esistente.
- D.G. Martini, D. Gori, La Liguria e la sua anima, Savona, Sabatelli Editori, 1965, ISBN non esistente.
- Teofilo Ossian De Negri, Storia di Genova, Firenze, Giunti, 2003, ISBN 88-09-02932-1.
- Aldo Padovano, Felice Volpe, La grande storia di Genova, vol. 2, Artemisia Progetti Editoriali, 2008,  p. 84, 91, ISBN 978-88-6070-022-3.
- Approfondimenti:
  -  C. Di Fabio, A. De Floriani, Genova, in Enciclopedia dell'Arte Medievale, Treccani, 1995.

Pisa
- Mario Chiaverini, Il "Porto Pisano" alla foce del Don tra il XIII e XIV secolo, Pisa, Marich Studio storico editoriale http://marich-edizioni.blogspot.com/, 2000.
- Mario Chiaverini, La battaglia di Saint-Gilles nel 1165 tra Pisa e Genova. Le lotte di predominio, tra misteri ed intrighi, nella Francia meridionale dei secoli XI-XII, Pisa, MARICH Studio storico editoriale, 2004.
- Mario Chiaverini, Repubblica imperiale pisana. La vittoria navale su Genova del 1241: alcuni aspetti, antefatti vicini e lontani, misteri e coincidenze, Pisa, MARICH Studio storico editoriale, 2012.
- Mario Chiaverini, Onore e Gloria. Gli aspetti militari della Guerra di Pisa: L'assedio degli eserciti francese e fiorentino nel giugno-luglio 1500, Pisa, MARICH Studio storico editoriale, 2003 (III Ed.).
- Gino Benvenuti, Storia della Repubblica di Pisa: le quattro stagioni di una meravigliosa avventura, Giardini, 1961, ISBN non esistente
- Giuliano Valdés, Arte e storia di Pisa, Firenze, Bonechi, 1994, ISBN 978-88-8029-023-0.
- Approfondimenti:
  -  A. Zampieri (a cura di), La monetazione della Repubblica di Pisa fino alla prima dominazione fiorentina (di M. Baldassarri), in Pisa nei secoli: La Storia, L'arte, Le Tradizioni, 2ª ed., Pisa, Edizioni ETS, 2003,  pp. 7-66, ISBN 978-88-467-0758-1.
  -  Michele Antonio Gazano, La storia della Sardegna, vol. 2, Cagliari, Reale Stamperia di Cagliari, 1777,  p. 14, ISBN non esistente.

Venezia
- Massimo Costantini, Una Repubblica nata sul mare: navigazione e commercio a Venezia, Marsilio, 2005, ISBN 978-88-317-8854-0
- Raimondo Morozzo della Rocca, Francesca Maria Tiepolo, Venezia: Serenissima Repubblica dalle origini al 1797, Fondazione italiana per la storia amministrativa, 1972, ISBN non esistente
- N. Stivieri, Storia di Venezia dalla sua origine fino ai giorni nostri, Milano e Venezia e Trieste, 1870, ISBN 978-1-277-76640-0. Ristampa: Editore Nabu Press, 2012.
- AA. VV., Grande storia di Venezia, Giunti Editore, ISBN 978-88-440-0445-3.
- Alvise Zorzi, La repubblica del leone: Storia di Venezia, Bompiani, 2002,  p. 33, ISBN 978-88-18-88049-6.
- Samuele Romanin, Storia documentata di Venezia, vol. 2, editore Naratovich, 1854,  p. 308, ISBN 978-1-277-43535-1.

Ancona
- Joachim Felix Leonhard, Ancona nel Basso Medioevo - la politica estera e commerciale dalla prima crociata al secolo XV - titolo dell'edizione originale in tedesco: Die Seestadt Ancona im Spätmittelalter, Bologna, Il lavoro editoriale, 1992.
- AA. VV., Ancona repubblica marinara, Federico Barbarossa e le Marche, Città di Castello, a cura della Deputazione di storia patria per le Marche, Arti grafiche, 1972, ISBN non esistente.
- Armando Lodolini, Ancona (PDF), in Ente per la diffusione e l'educazione storica (a cura di), Le repubbliche del mare, Roma, edizioni Biblioteca di storia patria, 1967, ISBN non esistente.
- AA. VV., Ancona, in Marche (guide rosse del TCI), Milano, Touring editore, 1981, ISBN 88-365-0013-7.
- Mario Natalucci, Ancona attraverso i secoli, Città di Castello, Unione Arti Grafiche, 1960,  volume I (pp. 221-558); volume II (pp 1-172), ISBN non esistente.
- Approfondimenti:
  -  Marco Dubbini e Giancarlo Mancinelli, Storia delle monete di Ancona, Ancona, edizioni Il lavoro editoriale, 2009, ISBN 978-88-7663-451-2.
  -  Boncompagno da Signa, Liber de obsidione Anconae, Viella, 1999, ISBN 978-88-8334-000-0.
  -  Vincenzo Pirani, Ancona dentro le mura, Ancona, Bagaloni editore, 1979.

Ragusa
- Sergio Anselmi, Antonio Di Vittorio, Ragusa e il Mediterraneo: ruolo e funzioni di una repubblica marinara tra Medioevo ed età Moderna, Bari, Cacucci, 1990, ISBN non esistente.
- (EN) Francis F. Carter, Dubrovnik (Ragusa): A Classical City-state, Londra-New York, Seminar Press, 1972, ISBN 978-0-12-812950-0.
- (EN) Robin Harris, Dubrovnik: A History, Saqi Books, 2006,  p. 127, ISBN 978-0-86356-959-3.
- (HR) Josip Vrandečić e Miroslav Bertoša, Dalmacija, Dubrovnik i Istra u ranome novom vijeku, Barbat, 2007, ISBN 978-953-7534-03-5.
- Francesco M. Appendini, Notizie istorico-critiche sulle antichità storia e letteratura de' Ragusei, Ragusa, Martecchini, 1802, ISBN non esistente.
- (EN) Theoharis Stavrides, The Sultan of Vezirs, Brill Academic Publishers, 2001, ISBN 90-04-12106-4.

Gaeta
- Antonio Sperduto, Gaeta, Electa Napoli, 1999, ISBN 978-88-435-8630-1
- AA. VV., Gaeta, in Lazio (guide rosse del TCI), Touring editore, 1981, ISBN 978-88-365-0015-4.
- Approfondimenti:
  -  Niccola Alianelli, Delle antiche consuetudini e leggi marittime delle Provincie napolitane, editori Fratelli de Angelis, 1871,  pp. 143-144, ISBN 978-1-271-08540-8. Ristampa Nabu press 2011
  -  M.T. Gigliozzi, Gaeta, in Enciclopedia Treccani- Enciclopedia dell'Arte Medievale, 1995.
  -  Vittorio Gleijeses, La regione Campania- storia ed arte, Napoli, Libreria scientifica editrice, 1972, ISBN non esistente.

Noli
- Francesca Bandini, Mauro Darchi, La Repubblica di Noli e l'importanza dei porti minori del Mediterraneo nel Medioevo, Firenze, All'insegna del giglio, 2004, ISBN 978-88-7814-179-7.
- Michelin / MFPM, Liguria, Michelin, 2010, ISBN 978-2-06-715090-4.
- AA. VV., Noli, in Liguria (guide rosse del TCI), Milano, Touring editore, 1982, ISBN 88-365-0009-9.
- Approfondimenti:
  -  A. Frondoni, Noli, in Enciclopedia Treccani- Enciclopedia dell'Arte Medievale, 1997.

### Rapporti tra le repubbliche marinare
Rapporti tra Venezia e Genova
- Fabio Romanini e Beatrice Saletti, I Pélrinages communes, i Pardouns de Acre e la crisi del regno crociato. Storia e testi. Ediz. italiana e inglese, Padova, libreriauniversitaria.it edizioni, 2012,  p. 71, ISBN 978-88-6292-311-8.
- Riccardo Fubini, Italia quattrocentesca, FrancoAngeli, 1994, ISBN 978-88-204-8691-4.
- Tito Savelli, La battaglia di Lepanto, editori Guida, 2005, ISBN 978-88-7188-889-7.
- Maria Francesca Tiepolo, Dalla guerra di Chioggia alla pace di Torino, 1377-1381, Archivio di Stato di Venezia, 1981,  p. 9, ISBN non esistente.

Rapporti tra Genova e Pisa
- Pietro Martini, Storia delle invasioni degli Arabi e delle piraterie dei Barbareschi in Sardegna, editore Timon, 1861, ISBN 978-1-166-86352-4. Ristampa: Kessinger Publishing, 2010

Rapporti tra Venezia e Pisa
- Vito Sibilio, Le parole della prima crociata, edizioni Congedo, 2004,  p. 79, ISBN 978-88-8086-578-0.

Rapporti tra Amalfi e Pisa
- David Abulafia, Le due Italie: relazioni economiche fra il Regno Normanno di Sicilia e i comuni settentrionali, Guida Editori, 1991,  p. 18, ISBN 978-88-7835-075-5.
- E. Cuozzo, La fine del Ducato di Amalfi e la ristrutturazione del suo territorio nel Regno di Sicilia, in Istituzioni civili e organizzazione ecclesiastica nello stato medievale amalfitano, atti del congresso internazionale di studi amalfitani, Amalfi, 1981, ISBN non esistente.

Rapporti tra Venezia, Ancona e Ragusa
- Viviana Bonazzoli, Adriatico e Mediterraneo orientale: una dinastia mercantile ebraica del secondo '600, LINT, 1998, ISBN 978-88-8190-024-4.
- S. Anselmi, Venezia, Ragusa, Ancona tra Cinque e Seicento. Un momento della storia mercantile del Medio Adriatico, Bari, Cacucci, 1990, ISBN non esistente.
- Ivan Dujčev, Medioevo bizantino-slavo, Edizioni di Storia e Letteratura, 1965,  p. 518, ISBN non esistente.
- Sergio Bertelli, Trittico. Lucca, Ragusa, Boston, Donzelli Editore, 2004,  p. 53, ISBN 978-88-7989-909-3.
- Approfondimenti:
  -  Mariano d'Amelio, Caratteri unitari del diritto marittimo dell'Adriatico (PDF).

Rapporti tra Amalfi e Gaeta
- AA. VV., Napoli e la Campania, (guide Michelin), Edizioni Michelin, 2008, ISBN 978-2-06-713196-5.
- Gustavo La Posta, Neapolis, Edizioni scientifiche italiane, 1994, ISBN 978-88-7104-921-2.
- AA. VV., Medioevo: Schemi Riassuntivi, Quadri di Approfondimento, De Agostini, 2011,  p. 51, ISBN 978-88-418-6920-8.
- Giuseppe Barone, Le vie del Mezzogiorno: storia e scenari, Donzelli Editore, 2002,  p. 49, ISBN 978-88-7989-684-9.